# Новоєгипетський стиль

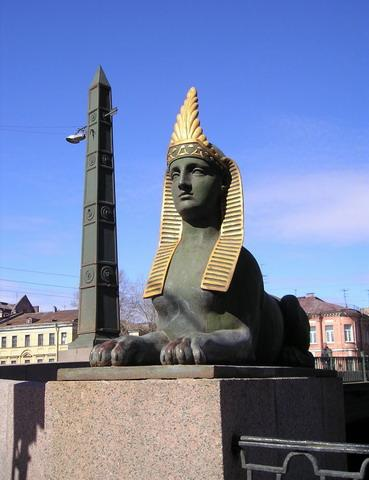
Єгипетський міст в Петербурзі

Єгиптизувальний стиль, єгипетський стиль, неоєгипетський стиль, єгипетські мотиви (фр. retour d'Égypte, ретур-д'ежипт) — прояв єгиптоманії, напрям в європейському мистецтві, що використовує елементи мистецтва Давнього Єгипту (один з неостилів). Сплески інтересу до цієї традиції виникали спорадично ще за часів Стародавнього Риму, проте найбільший пік припав на кінець XVIII — початок XIX століть, коли Єгипетський похід Наполеона заново відкрив її для Європи. Єгипетські мотиви стали невіддільним елементом стилю ампір.
Наступний важливий сплеск моди припав на початок XX століття і був пов'язаний зі знахідкою гробниці Тутанхамона (1922).
Останній раз єгиптоманія торкнулася Європу наприкінці XX століття, коли біля стін Лувру з'явилася скляна піраміда..
У вужчому сенсі «Єгиптизувальний стиль» — це третій стиль давньоримського живопису.

## Стародавній Рим

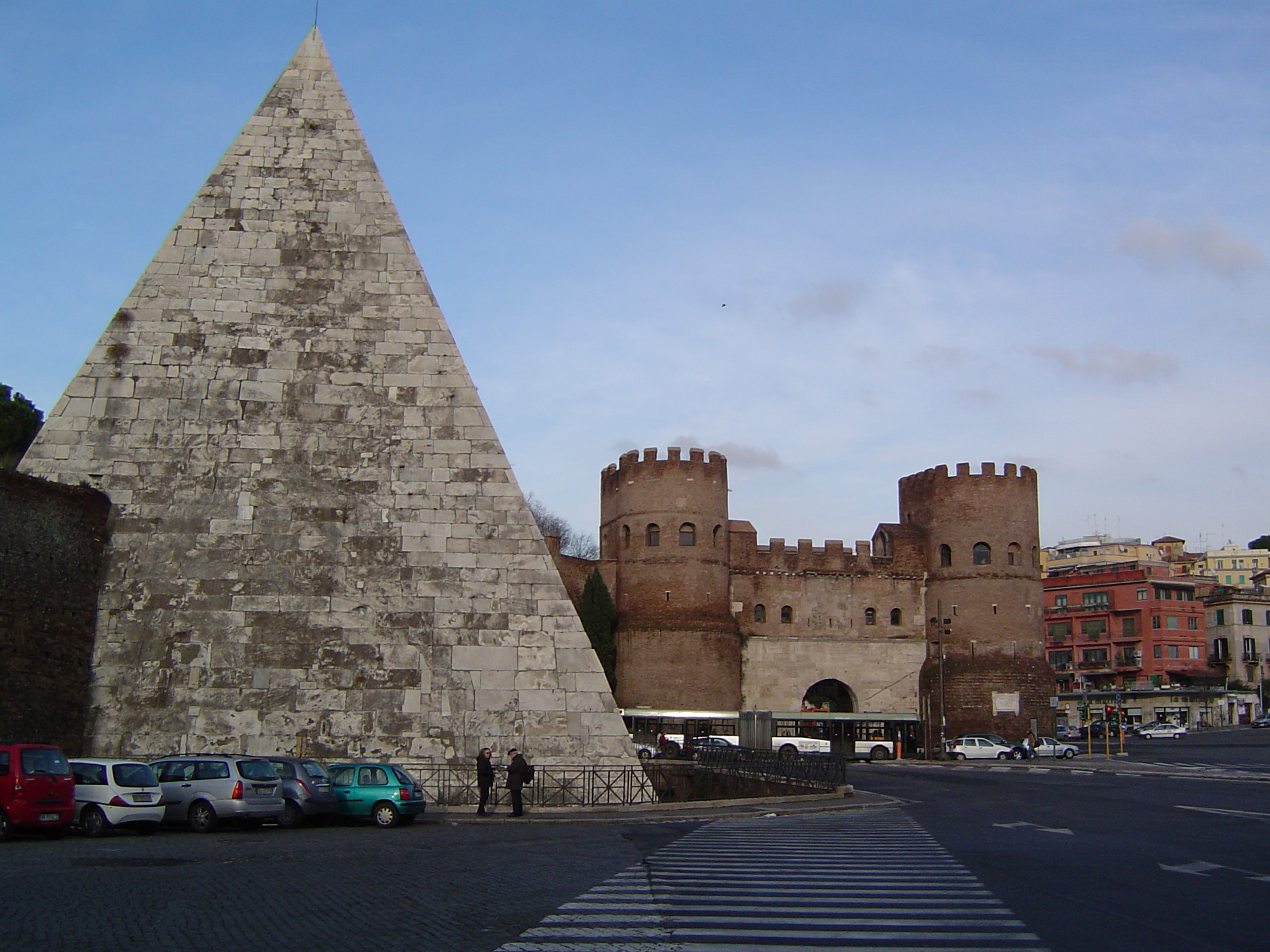
Піраміда Цестія в Авреліановому мурі.

Зв'язок Клеопатри з Цезарем (з 48 р. до н. е.), її життя в Римі, а потім Остання війна Римської республіки, завоювання Єгипту і перетворення його в провінцію Римський Єгипет, проведення тріумфу і привезення трофеїв вплинули на появу єгипетських мотивів у Римі. Староєгипетське мистецтво, з його потужною енергетикою, вразило римлян, яким би чужим воно для них не було. Римський класицизм з його величністю і тріумфальністю виявився ідеологічно сприйнятливим до форм єгипетського мистецтва, також імперського. Крім того, зі Сходу в Рим активно проникали таємничі культи, в тому числі і єгипетські.
Відомо, що в 43 р. до н. е. на Марсовому полі були зведені храм Ісіди і храм -серапеум Серапіса, оточені муром, прикрашені обелісками та статуями. Третій район Рима навіть мав назву Isis et Serapis на честь іншого, подвійного храму цим богам. Розкопаний храм Ісіди в Помпеях. Вілла Адріана також несе виразні риси впливу культу Серапіса, туди були вивезені статуї з Каноба. (До речі, коханець Адріана Антиной потонув в Нілі та був пізніше їм обожнений).
Римляни ж ввели звичай, що зберігався тисячоліття — перевозити єгипетські обеліски й статуї та прикрашати ними свої міста. До наших днів в Римі збереглося 13 обелісків (з них 8 — справжні, решта — наслідувальні; див. Список обелісків Риму). А на Капітолійському пагорбі (з XVI ст. біля підніжжя Капітолійських сходів) стояли фігури левів з чорного базальту.
Прояви єгиптоманії ми знаходимо також і в архітектурі, в споруджуваних з нуля спорудах. Найвідоміший приклад — Піраміда Цестія, яка характерна нерозумінням місцевими архітекторами пропорційних принципів справжніх пірамід. Чіткі риси єгиптоманії демонструє Третій стиль давньоримського живопису (т. зв. «Орнаментальний» або «Єгиптизувальний») (наприклад, Будинок Орфея, Вілла Містерій в Помпеях).

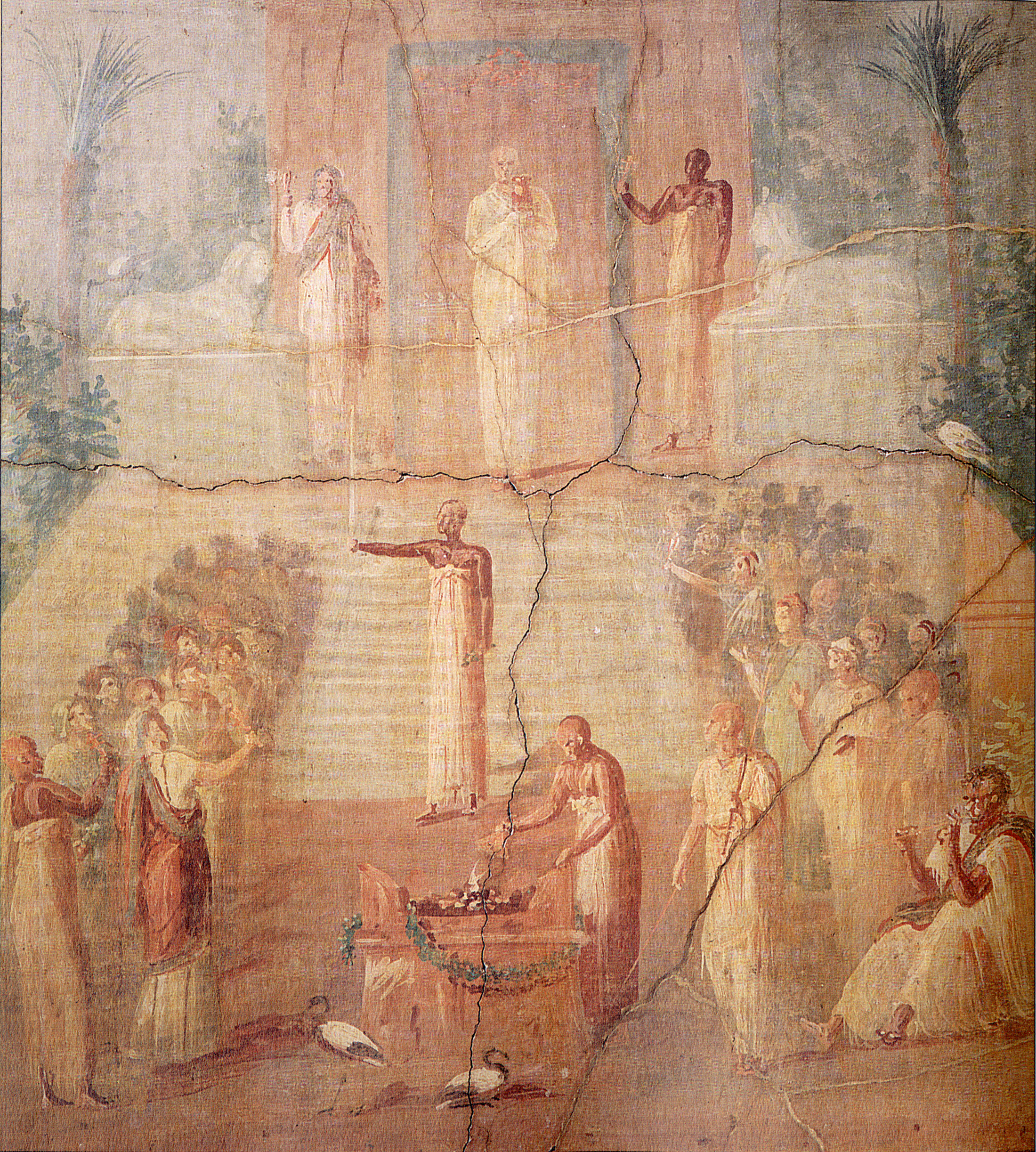
Поклоніння Ісіді в римській імперії, Помпейська фреска
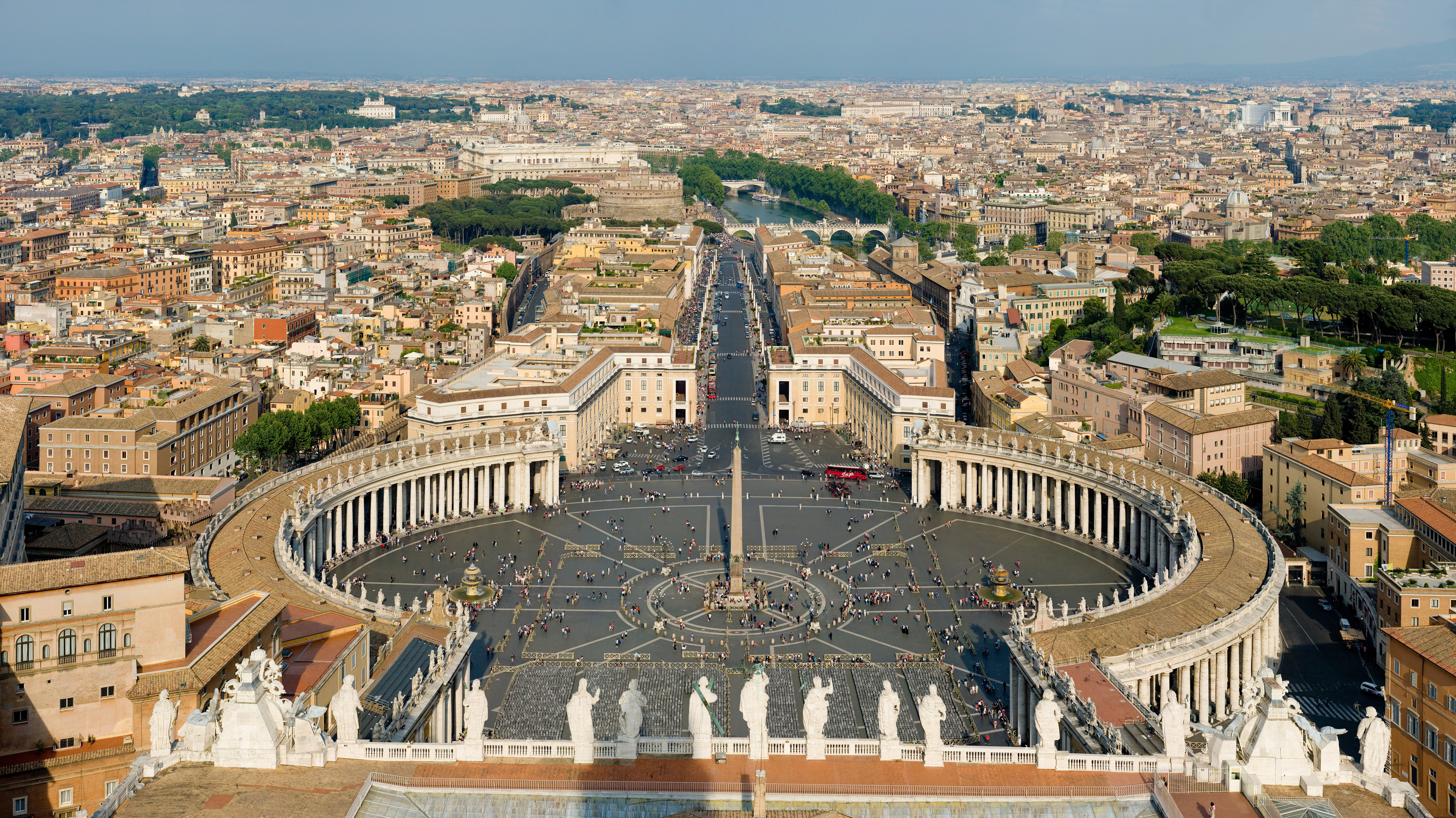
«Ватиканський обеліск» на площі св. Петра, Рим
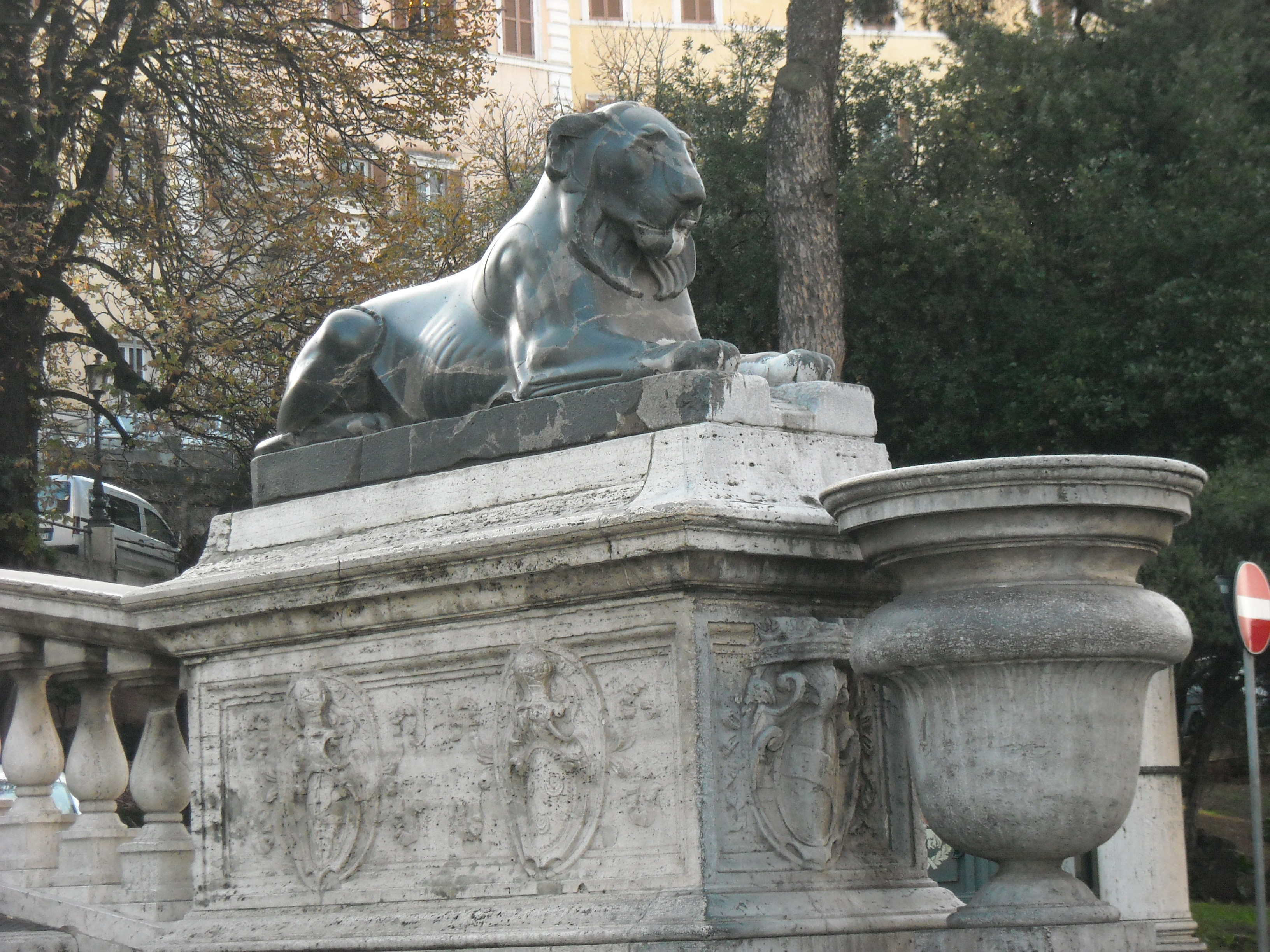
Лев біля підніжжя сходів
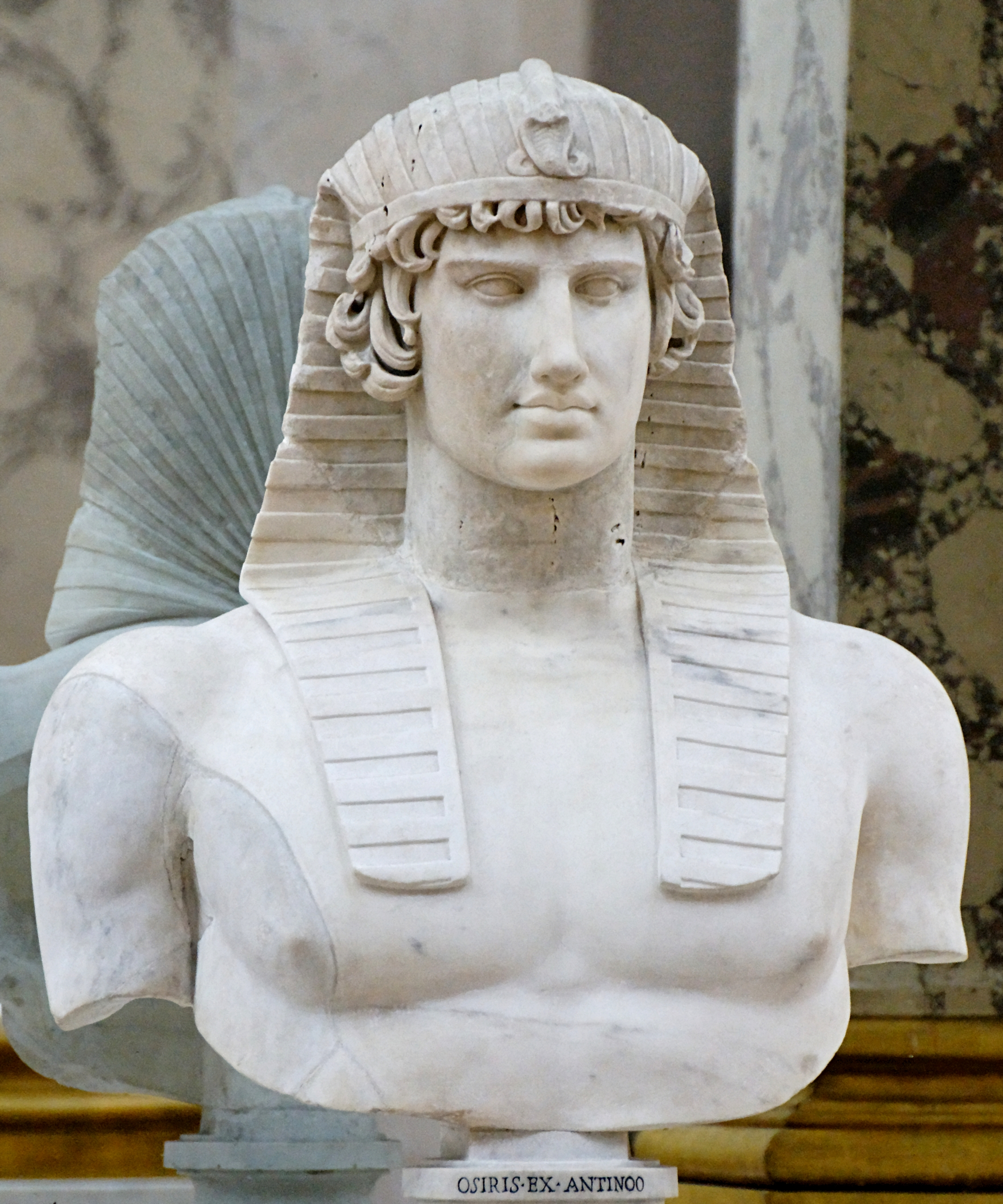
Зображення Антиноя у вигляді бога Осіріса.
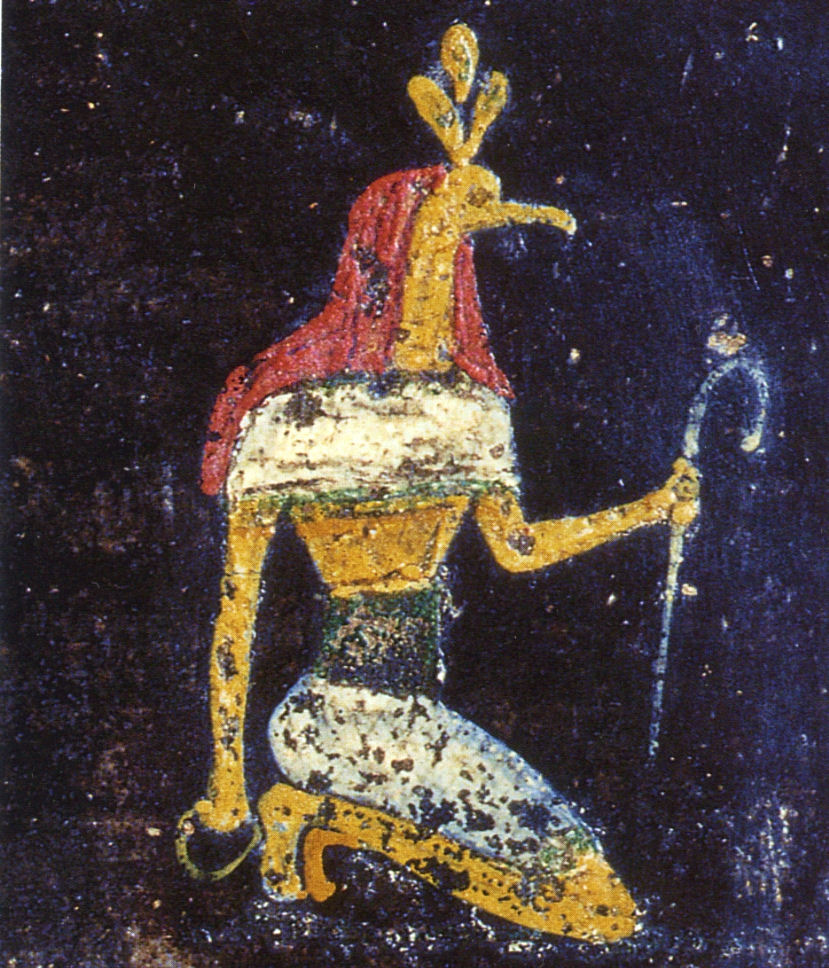
Тот, фреска Вілли Містерій

У Візантії близько 450 року також відзначається «Єгиптизувальний стиль», але ймовірно, йдеться про якісь елліністичні прояви. В Константинополі на Іподромі з 390 р. стояв давньоєгипетський Обеліск Феодосія.

## Ренесанс

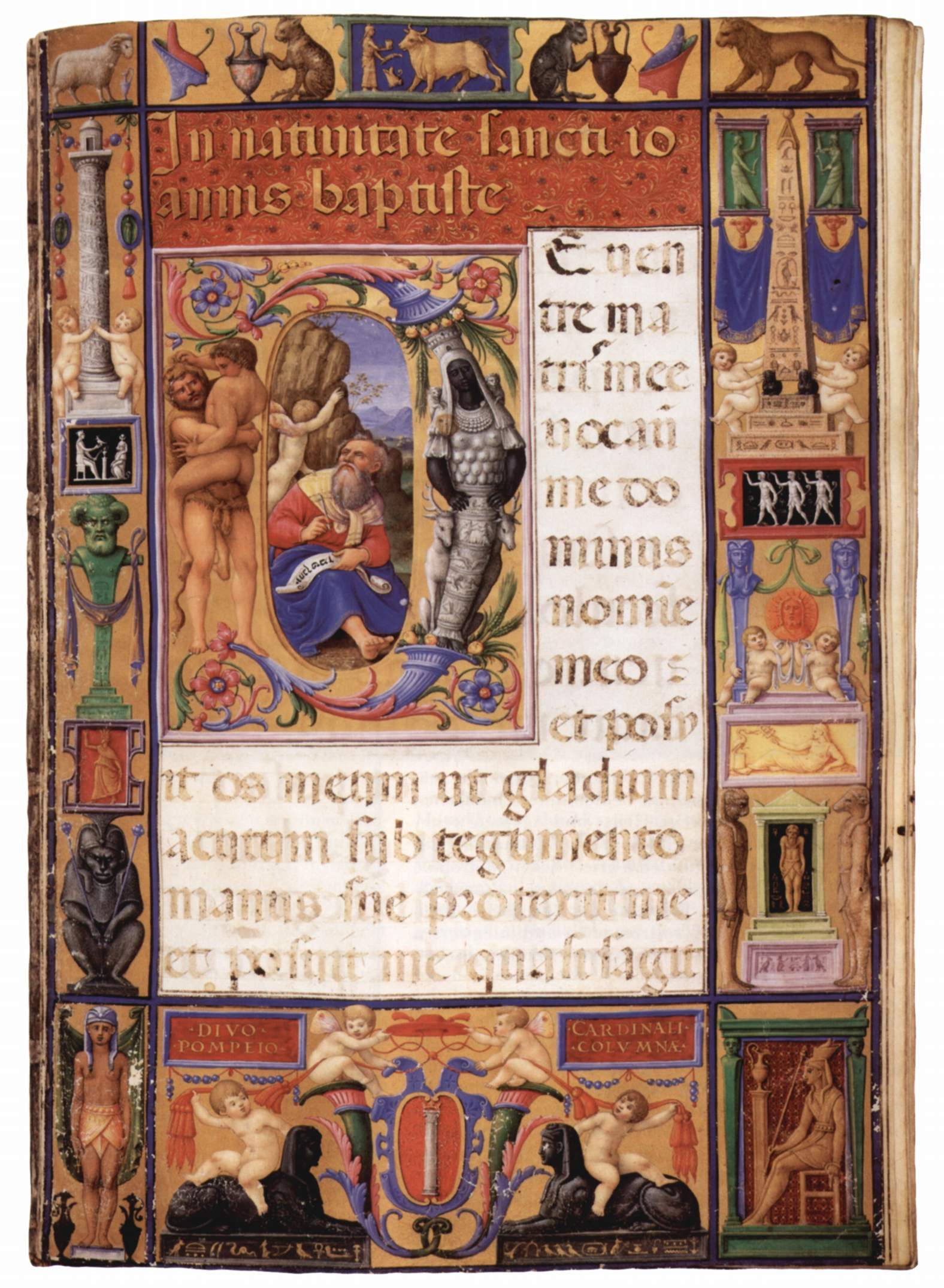
Джуліо Кловіо. Сторінка з «Служебника Колона», бл. 1512

Епоха Відродження звернула увагу на староєгипетське мистецтво поміж спадщини Стародавнього Риму. Найнаочніші його залишки — римські обеліски, зруйновані в Середньовіччя, були реконструйовані та знову перетворилися на містотворчі елементи (причому часто ці процедури були вельми важкі технічно). Близько 1512 року Джуліо Кловіо (імовірно) виконав мініатюри «Служебника Колона» для кардинала Помпео Колона з явними єгипетськими елементами декору.
Однак образотворчих мотивів було мало, переважно йшло інтелектуальне осмислення. Великий внесок зробили гуманісти, які жадібно вивчали античні тексти. Поджо Браччоліні переклав Діодора, який описує чудеса Єгипту, Ніколо деї Ніколі — Амміана Марцелліна, який в IV столітті описав свою поїздку до Єгипту і чудеса, що він бачив. 1419 року був знайдений рукопис Гораполлона «Ієрогліфіка», що містила помилкові спроби перекладу ієрогліфів. 1517 року Філіпо Фасаніні переклав його. 1463 року Марсіліо Фічіно переклав текст Corpus Hermeticum, який приписується єгипетському мудрецю Гермесу Трісмегісту. 1488 року зображення цього єгиптянина було включено в мозаїчну підлогу Сієнського собору.
Текст і малюнки «ієрогліфіки», а також ієрогліфи, скопійовані з фрізу давньоримського храму в Сан-Лоренцо-фуорі-ле-Мура, були використані в сновидійному романі «Гіпнеротомахія Поліфіла» (1499), який користувався величезною популярністю ще кілька століть і вплинув на багато творів мистецтва. Нова «Ієрогліфіка»(De Infelicitate Literatorum and Hieroglyphica sive de sacris Aegyptiorum litteris commentarii), що являє собою книгу — емблемату, була виконана в 1575 році П'єром Валеріано Больцані, мала зображення ієрогліфів і псевдоієрогліфів в енциклопедичному порядку, із систематизацією для морального і теологічного аналізу природи, і намагалася їх витлумачити символічно. Книга активно цитувалася і копіювалася в наступні епохи. 1531 року була опублікована нова емблемата (Alciati). Загадкові псевдоєгипетські піктограми можна виявити у Леонардо да Вінчі, Андреа Мантеньї, Пінтуріккьо, Джуліо Романо, Альбрехта Дюрера. У портретному живописі «облагороджені» ієрогліфи-символи («дисципліна, стійкість, обережність, розсудливість і сила духу») були використані Себастьяно дель Пьомбо в кам'яному парапеті на його «Портреті Андреа Доріа» (1526) для створення ребуса, який легко читався усіма освіченими людьми того часу, знайомими з зазначеними вище творами.
Ієрогліфічне письмо, хоча спроби розшифрувати його за допомогою тексту Гораполлона були безуспішними, абсолютно зачарувало гуманістів. Багато хто з них вважав єгипетську мову початковою адамічною мовою, яка існувала до Гріхопадіння, чому сприяло зауваження в «Книзі Буття», що Адам дав усім істотам імена (явне свідчення того, що якусь мову він знав). Проєкт відтворення такої мови був нав'язливою ідеєю, від якої гуманісти епохи Відродження та їх наступники не могли відмовитися. Ідея була викладена Леоном Баттістою Альберті у творі «Про архітектуру» (1452), де він припустив, що ієрогліфи були втраченою універсальною мовою. Зображення ієрогліфа-ока можна знайти на його медалі «Автопортрет» (1438) під підборіддям. Те ж саме око можна знайти на реверсі його медальєрного портрета роботи Маттео ді Пасті.
Для популяризації Єгипту було важливо, що гуманісти винесли з античних текстів думку про те, що Сім мудреців в давнину були учнями та послідовниками єгипетських жерців (наприклад, Піфагор — Трисмегіста). Наприклад, високо звеличував єгиптян Геродот (Історія II, 77). Завдяки цьому виникла панримська теорія: Єгипет став розглядатися як джерело класичної культури, а етруски та римляни — його прямі нащадки та спадкоємці. Ієрогліфи сприймалися як архетипи платонових символів, тобто уявленнями ідей божественного світу (логосів), вищої форми реальності. Платон і Гермес Трисмегіст розглядалися ними як предтечі Христа, і їх тексти слід було інтегрувати в християнський корпус.

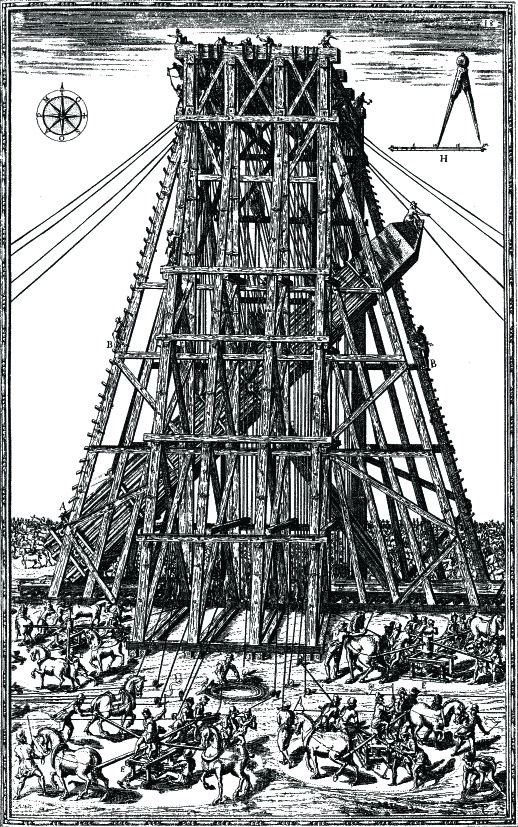
Підйом і установка «Ватиканського обеліска» на площі св. Петра в Римі у 1586. Інженер — Доменіко Фонтана.
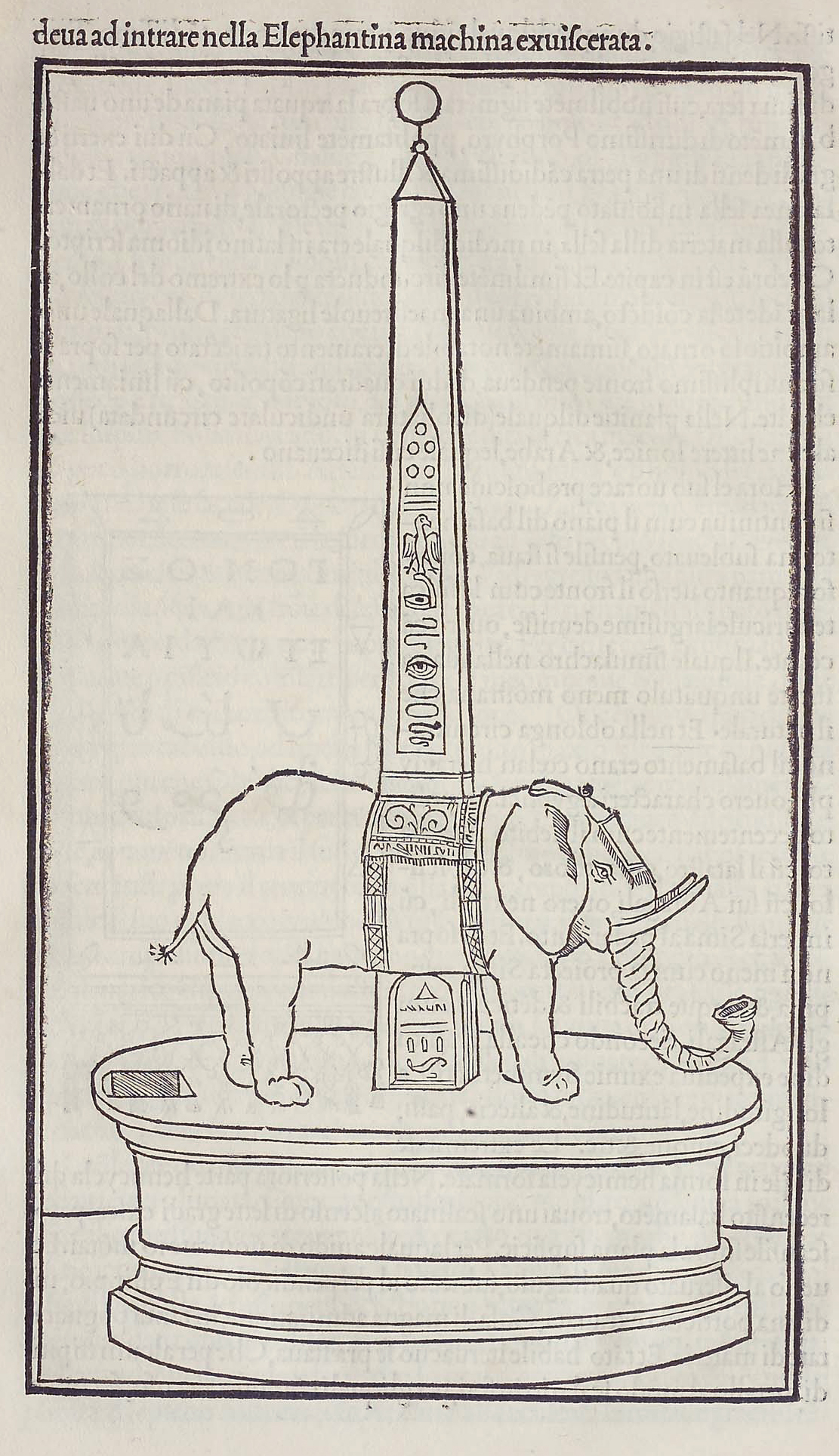
Слон, який несе  обеліск. Ілюстрація з «Гіпнеротомахії Поліфіла», надрукована Альдом Мануцієм в 1499 році.
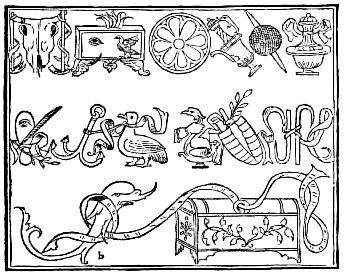
Приклад зображення «ієрогліфів» в Ренесанс (з «Гіпнеротомахії Поліфіла»).
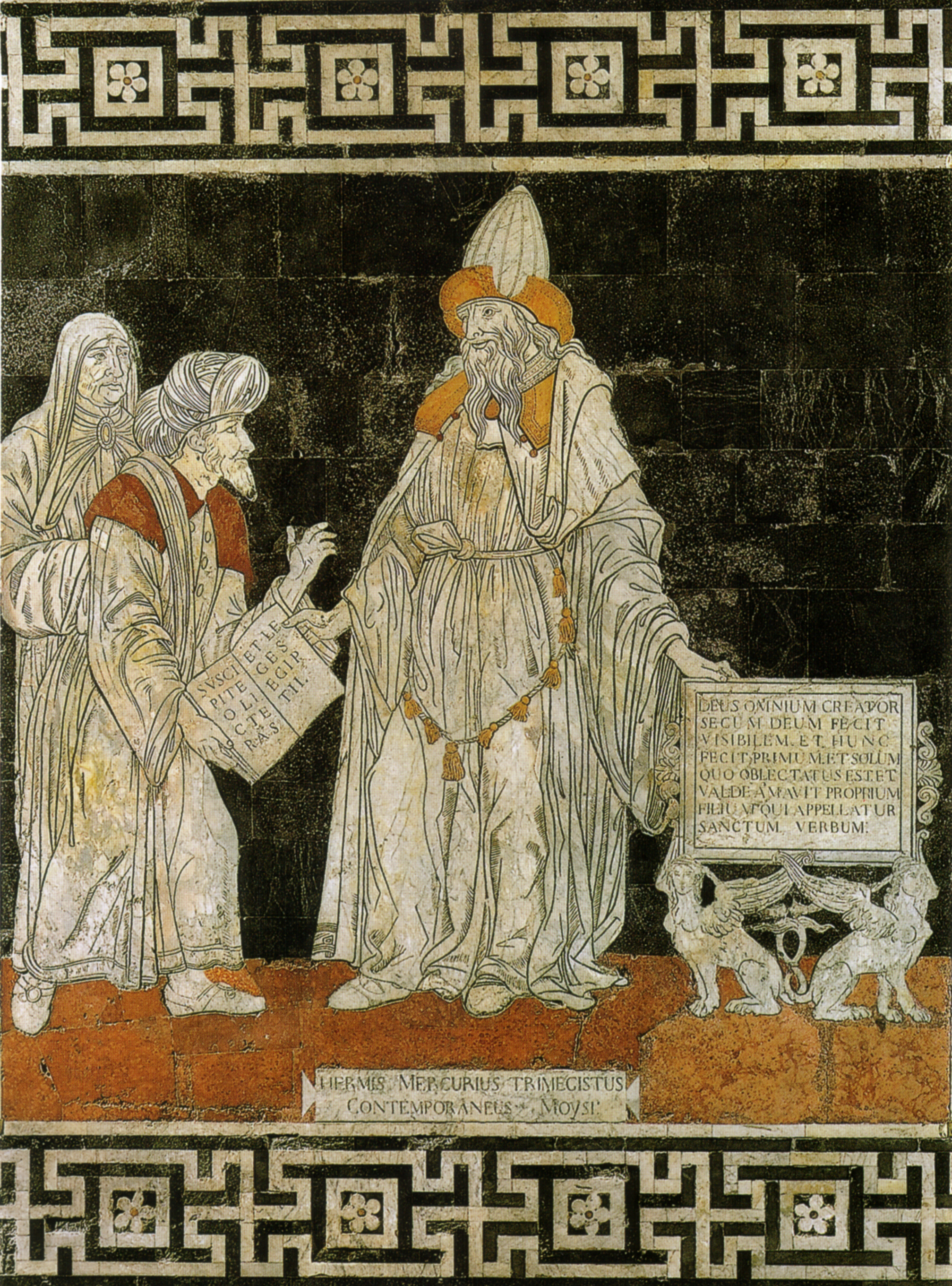
Гермес Трисмегіст на мозаїці Сієнського собору
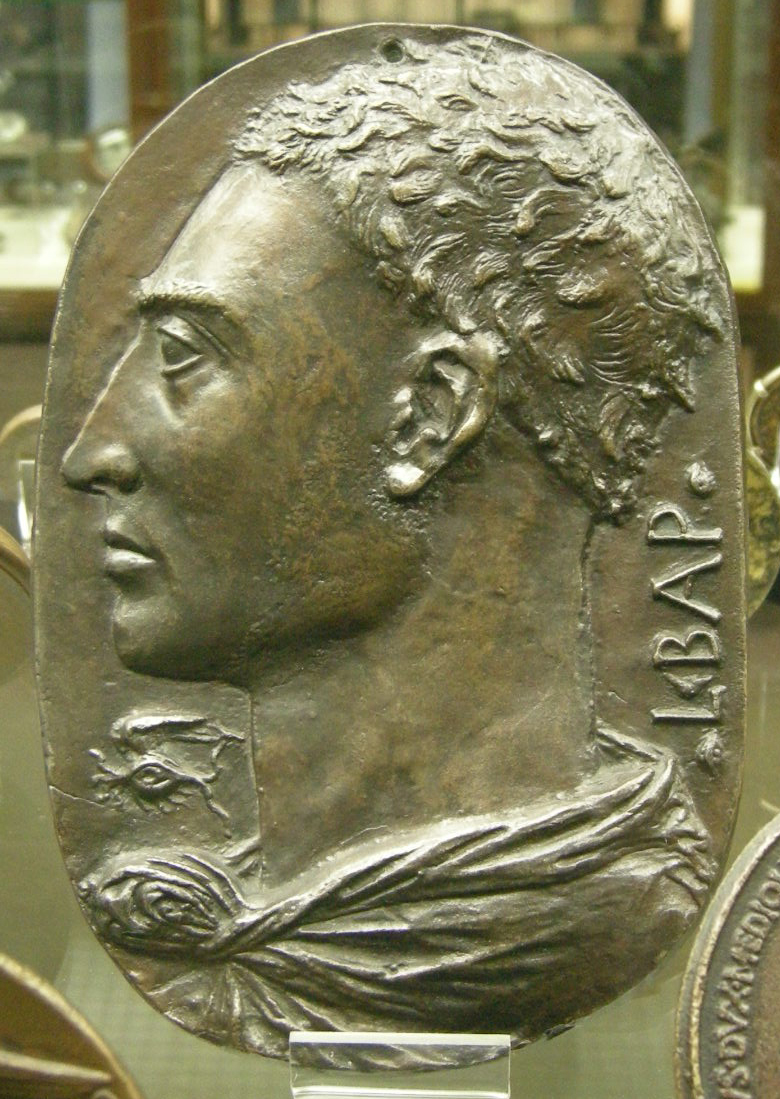
Леон Баттіста Альберті (або Пізанелло). «Автопортрет/Портрет Леона Баттіста Альберті»
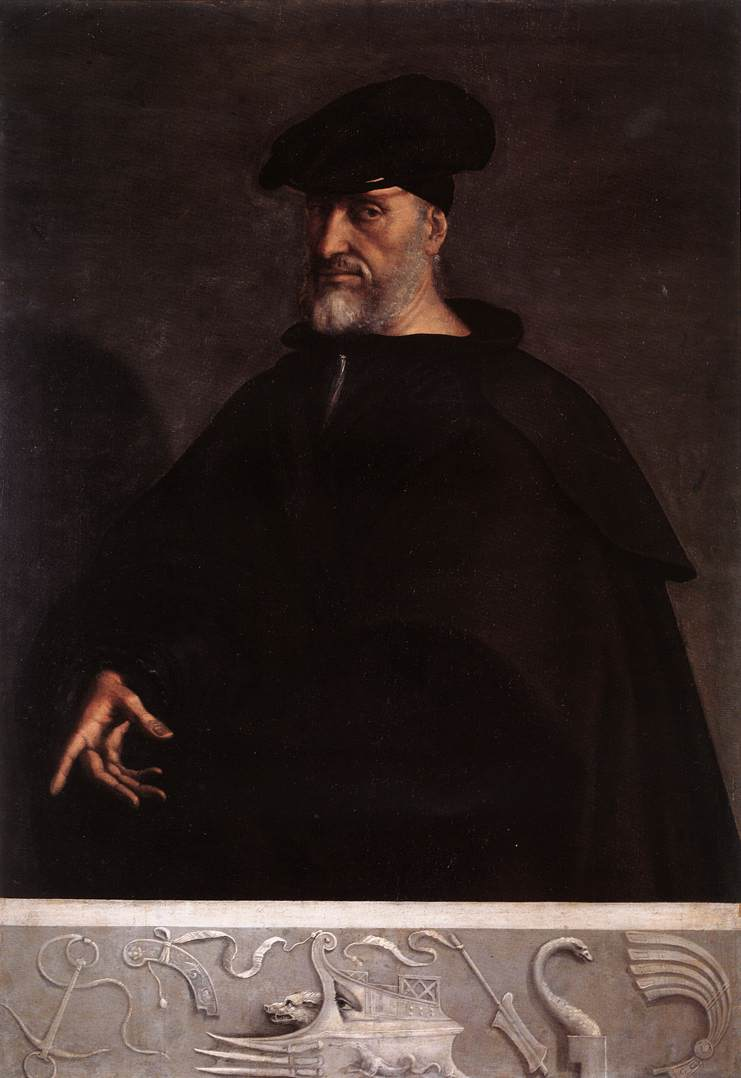
Себастьяно дель Пйомбо. «Андреа Доріа»

## Бароко і Рококо

### Бароко в Італії

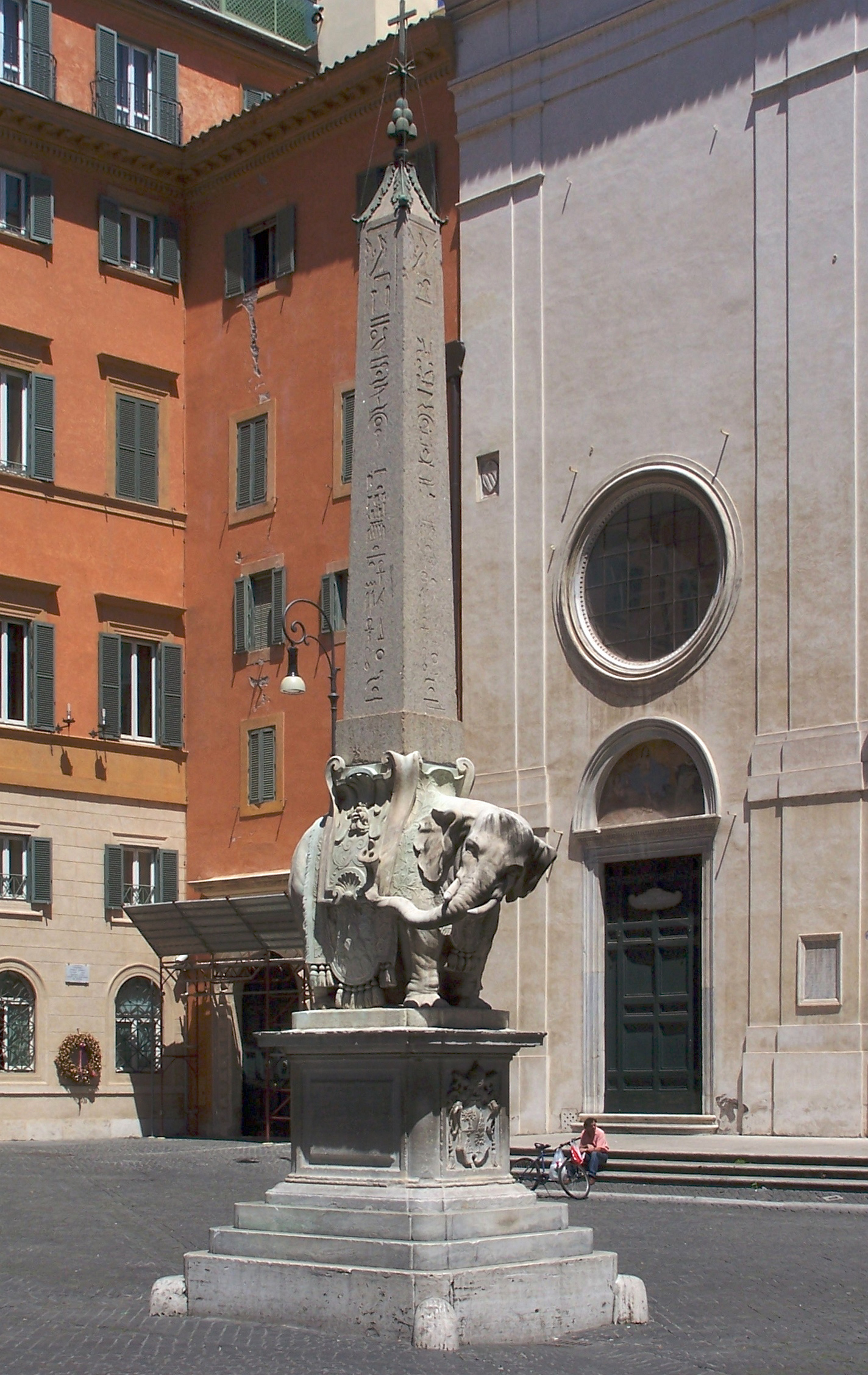
Статуя слона з обеліском на площі Мінерви. Рим. Робота Лоренцо Берніні. 1667

Великим любителем «Гіпнеротомахії» був філософськи освічений папа Олександр VII. Саме він звернувся до скульптора Лоренцо Берніні з тим, щоб той виготовив для привезеного давньоєгипетського обеліска постамент у вигляді слона, на зразок того, який описується в книзі. Зараз обеліск (1667) стоїть на площі Мінерви в Римі.
В епоху маньєризму (XVI століття) воскрес сфінкс, але у «французькому варіанті»: з піднятою головою і жіночими грудьми, сережками, перлами і натуралістичним тілом. (Відзначимо ще античну різницю між «єгипетськими» левовими сфінксами та «грецькими» — крилатими й жіночої статі). Подібні сфінкси надихалися гротескними фресками Domus Aurea — неронівського палацу, знайденого в XV столітті. Мотив легко увійшов до іконографічного корпусу класичних мотивів арабески, і поширився по Європі за допомогою гравюр в XVI—XVII століттях. Сфінкси прикрашають фрески ватиканської лоджії Рафаеля (1515—1520).
У 1710 році в Палаццо Нуово встановили 5 знайдених на Марсовому полі єгипетських статуй, після цього в різних палацах і віллах Італії були створені кімнати в єгипетському стилі (Sala Egizia). Такими є Кабінет папірусів (Gabinetto dei Papiri) у Ватикані, прикрашений Антоном Рафаелем Менгсом та Крістофом Унтербергером, Єгипетський зал в Галереї Боргезе, прикрашений Антоніо Аспруччі в 1770—1782 для розміщення колекції єгипетських статуй. Розкопки на Віллі Андріана в Тіволі, де було багато єгипетських речей, також сприяли підігріву інтересу. Вілла Боргезе має Єгипетські ворота, обеліск Антиноя. Вілла Торріджіано — ворота, статую Осіріса-Антиноя у саду вілли, масонський парк.
Своєрідним посібником по єгипетському стилю стали роботи Бернара де Монфокона «Антична епоха; з коментарями та гравюрами»(1719) і Клода де Кейлюса «Звід старожитностей єгипетських, етруських, грецьких, римських і галльських»(1752—1768).
Джованні Баттіста Піранезі також дотримувався теорії про примат єгипетської мудрості над античною. Якщо неокласицисти Вінкельман і Лож'є вважали римське мистецтво спадкоємцем грецького, то Піранезі дотримувався послідовності: Єгипет → етруски → Рим. В архітектурних фантазіях Піранезі руїни Риму постають повними, в тому числі й статуями фараонів, що автор обґрунтовував в текстових поясненнях. 1760 року він почав проєктувати «Caffee degli Inglesi» на п'яцца-ді-Спанья — інтер'єр оформлений в єгипетському стилі. Ці інтер'єри він опублікував в «Різні види прикрас камінів та інших частин будинків, взяті з Єгипетської та Тосканської архітектури» (1769). «Корпус Піранезі був складений на основі вивчення колекцій кардиналів Альбані, Борджіа і Бембо, збірок єгипетського кабінету Капітолійського музею, а також власних розкопок Піранезі на віллі Адріана. Цей корпус став найвпливовішим джерелом єгипетських мотивів для мистецтва кінця XVIII — поч.XIX ст.»

### Бароко в інших країнах
У Франції традиції Піранезі з'єдналися зі стилем епохи Людовика XVI: і в стилістиці рококо утворилася традиція використання єгипетських елементів в неєгипетській манері, наприклад, в інтер'єрах, внутрішньому декорі й малих архітектурних формах (покої королеви Марії Антуанетти у Версалі й Фонтенбло), у палаці Сансусі у Потсдамі.
У французькому мистецтві сфінкси вперше з'являються в мистецтві Школи Фонтенбло в 1520–30-х роках, і простежуються в епоху бароко та пізнього Регентства (1715—1723). Завдяки французькому впливу сфінкс стає повсюдною садово-парковою прикрасою по всій Європі (Бельведер (Відень), Сан-Сусі (Потсдам), Палац Браницьких (Білосток), Ла-Гранха (Іспанія) і варіант пізнього рококо в португальському Палаці Келуш).

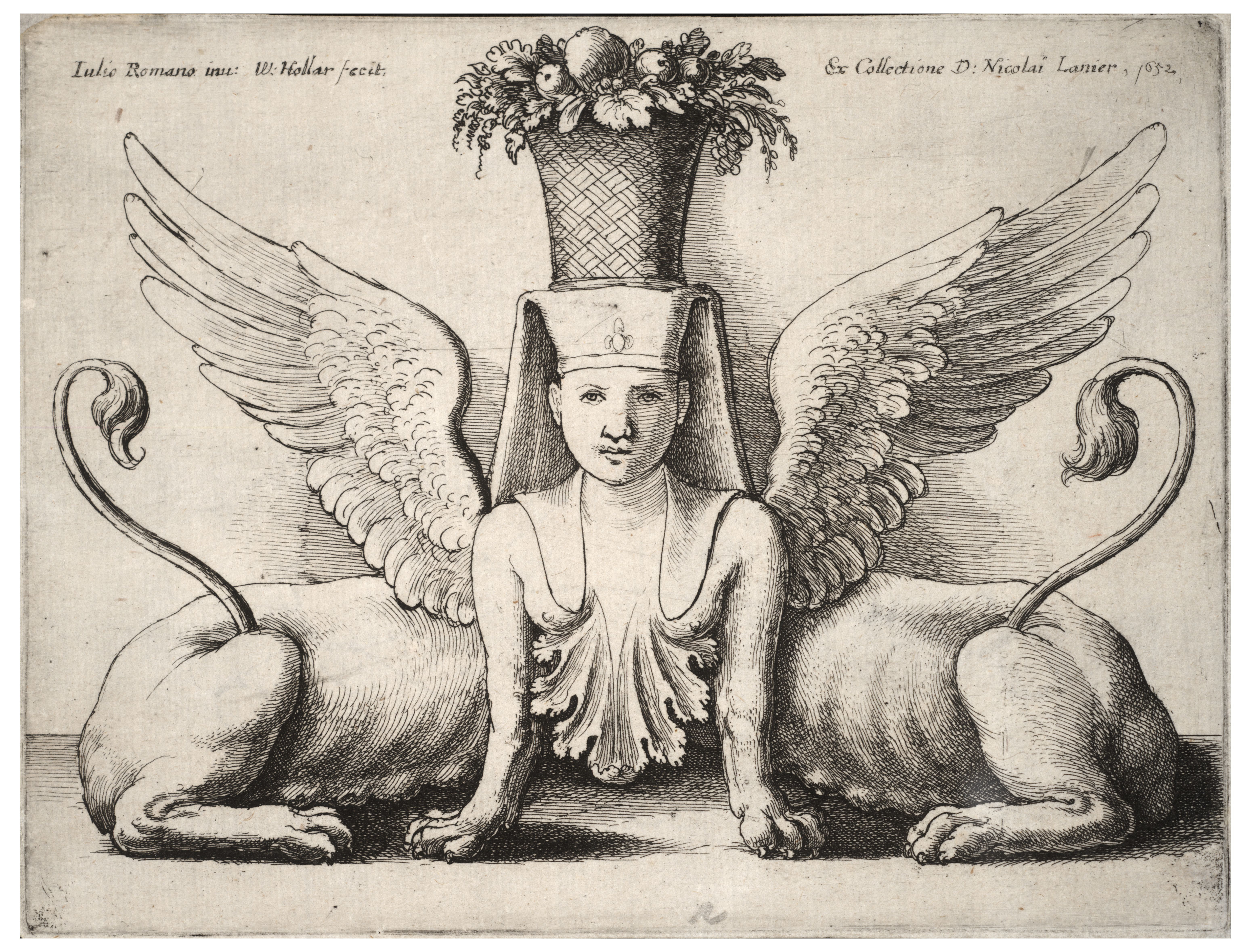
Сфінкс з двома тілами (Джуліо Романо, XVI століття; гравюра  Вацлава Холлера, XVII століття).
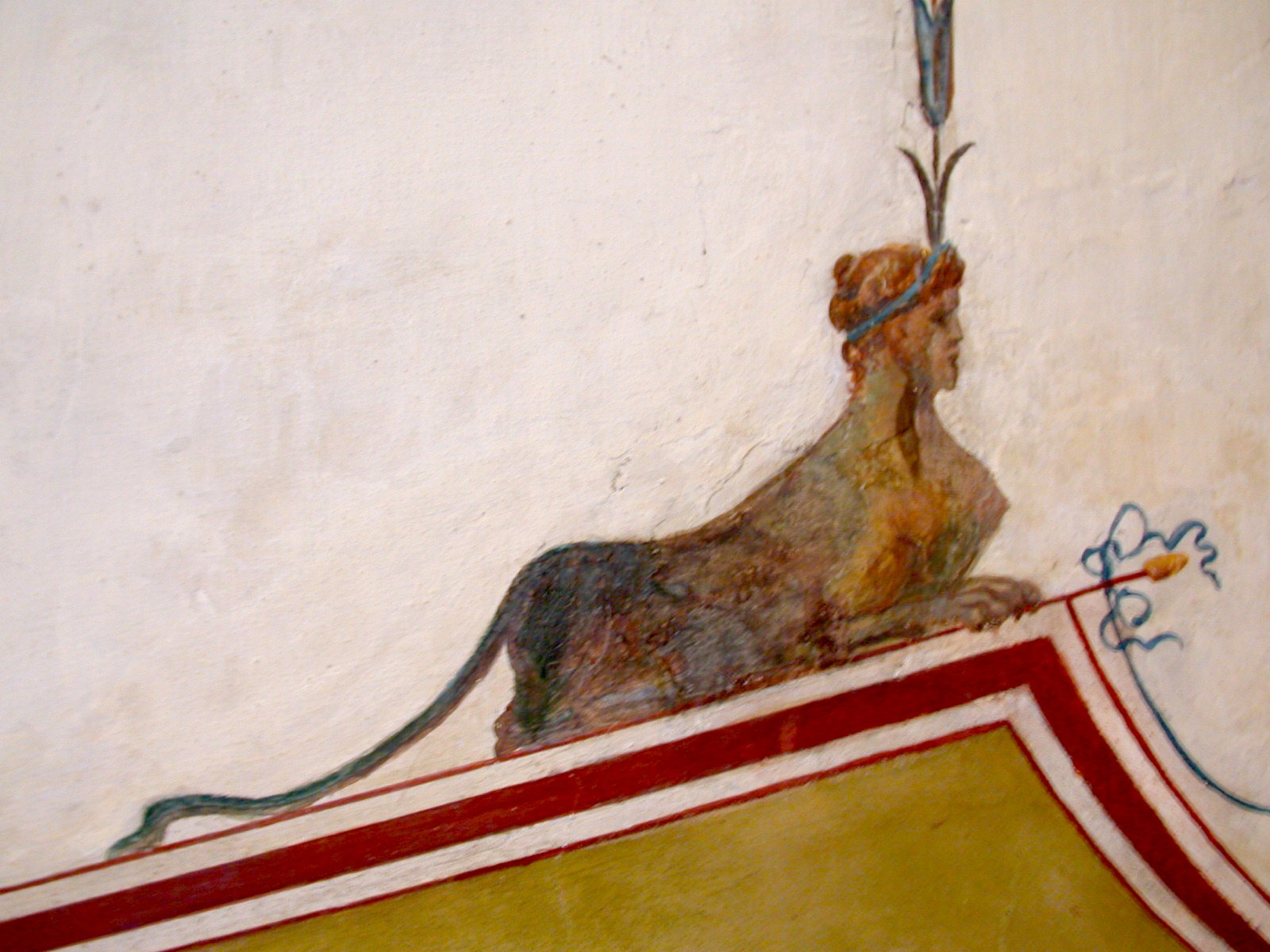
Фреска з зображенням сфінкса, Рафаель (Ватикан)
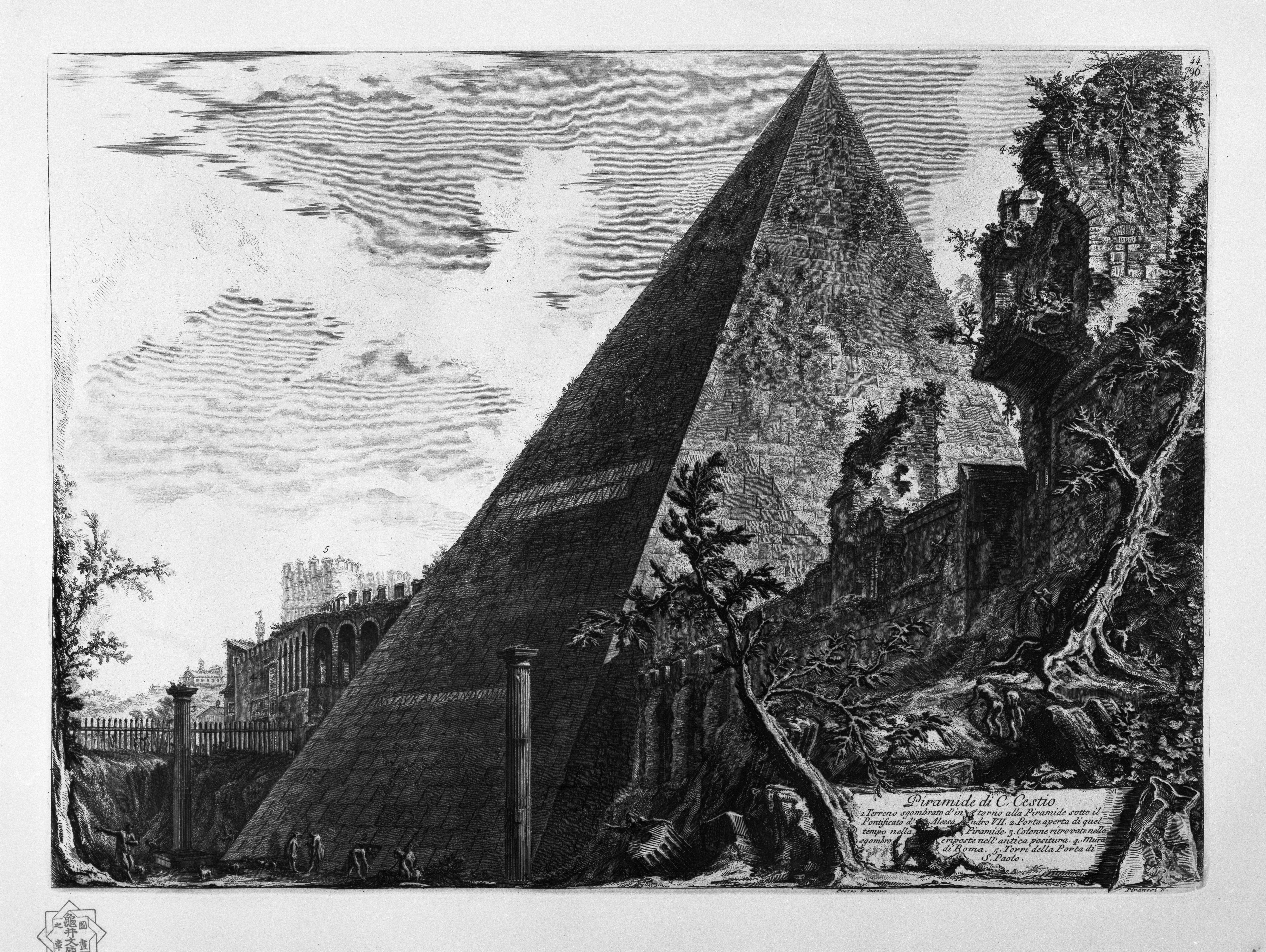
Піранезі. «Піраміда Цестія»
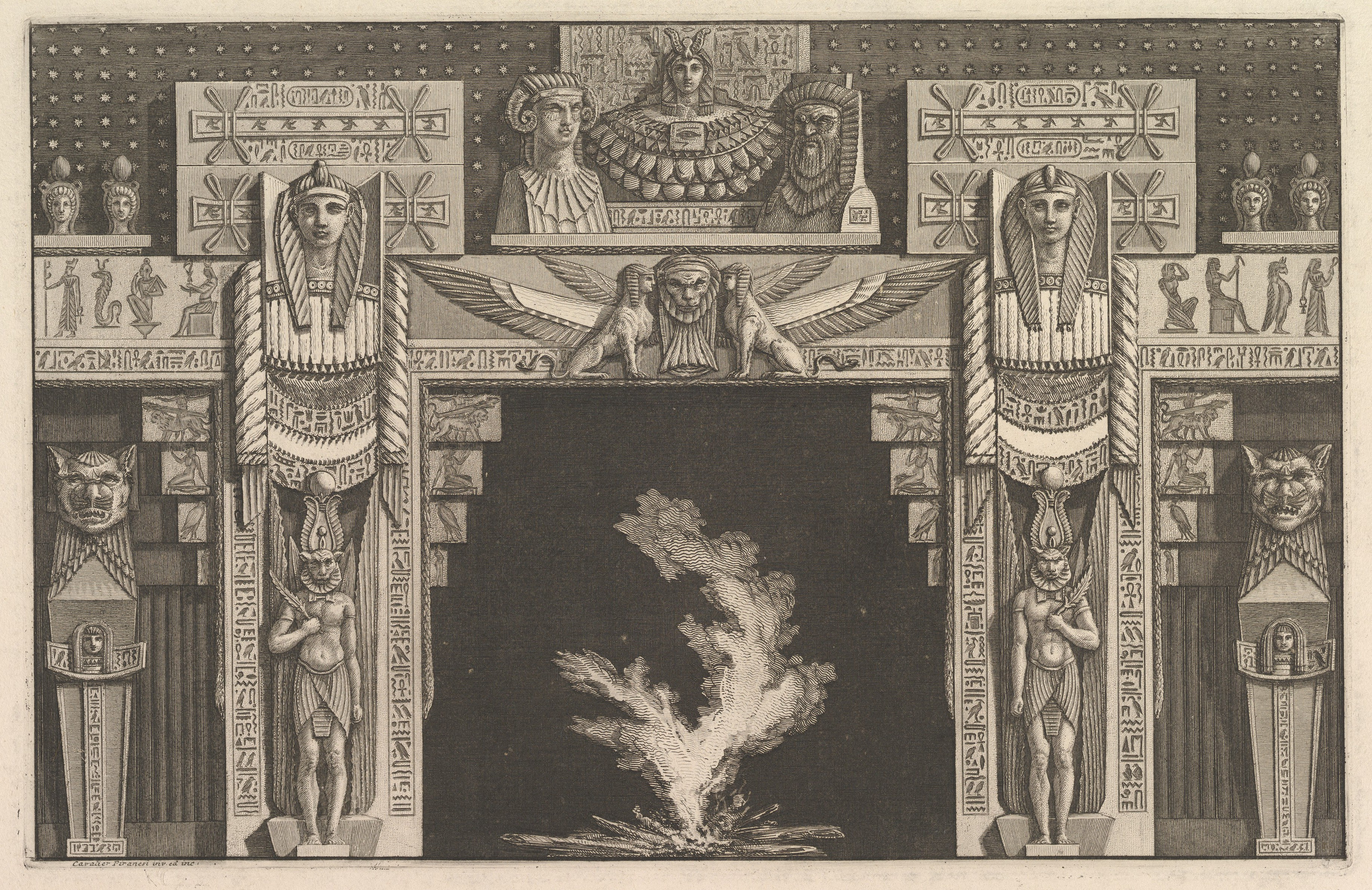
Піранезі. Інтер'єр «Caffee degli Inglesi»
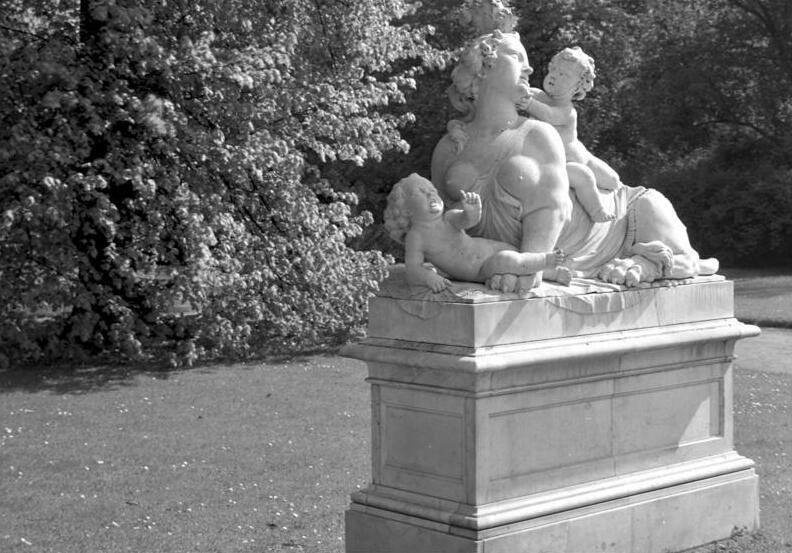
Сфінкс в парку Сан-Сусі

## Класицизм

### Ампір у Франції

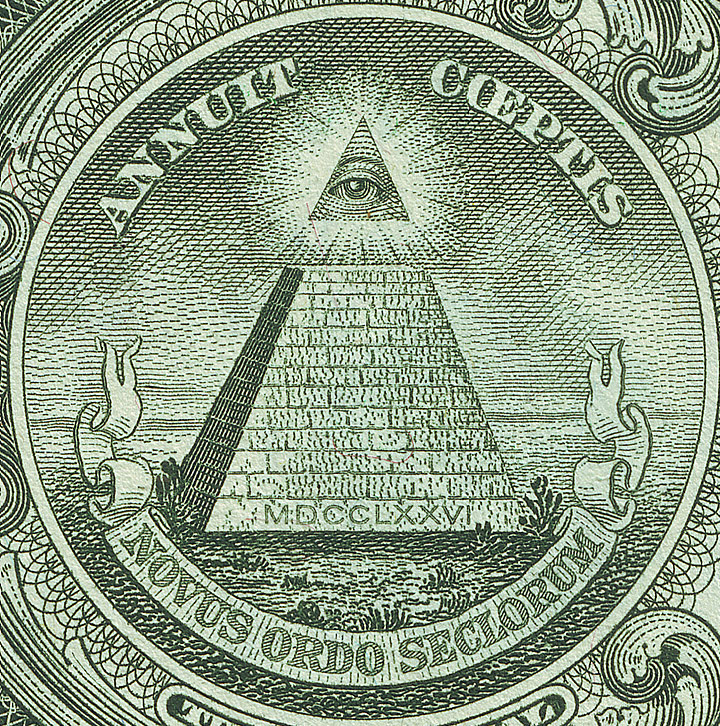
На обороті доларової банкноти надруковано зображення Великої печатки США, де з 1782 року розміщений масонський символ — незавершена піраміда і Всевидяче Око

Паперова архітектура Франції також не обійшлася без думок про Єгипет, так, елементи є в проєкті палацу в Сен-Жермен-ан-Ле Булле, а Жан Жак Леке створював фантастичні мікси з використанням єгипетських елементів.
З 1760-х років форма пірамід також була дуже популярна у вигляді зменшених копій — павільйонів — капрізів, які наприкінці XVIII століття повсюдно ховалися в садах і парках, і могли бути також «античними», «готичними» тощо. Моді допомагали полотна Гюбера Робера, які зображували фантастичні єгипетські руїни. 1760 року вперше в маєтку графа Асту в Богателлі в прикрасі садового павільйону були використані фігури сфінксів (на зовнішніх сходах). Герцог Вюртембергський побудував в Замку Монбельяр міст і купальню в єгипетському дусі.
У Парку Монсо (Париж) (1778) Філіпа Егаліте, герцога Шартрського і парку в Мопертюі (В Брі, бл. 1780) маркіза Монтеск'ю були поставлені піраміди — «гробниці» з неправдивими могилами й статуями. Важливо, що обидва власники, а також архітектори — Кармонтель і Броньяр були масонами, причому Філіп Егаліте — був Великим магістром ложі «Великий Схід» . Декоративне оздоблення обох парків було насичене масонською символікою, а самі піраміди використовувалися під час церемоній. Стародавній Єгипет взагалі відігравав велику роль в «міфології» масонів. Зокрема, їх головний зодчий Хірам, будівельник храму Соломона, ототожнювався з Осірісом і також був убитий. Так, опера Моцарта «Чарівна флейта», насичена масонською символікою, ставилася в «єгипетських» декораціях, хоча місце дії її не визначене.
Піраміда символізувала вічність храму і безсмертя його творця, тому її форма надавалася багатьом похованням. Так, 26 серпня 1792 в пам'ять тих, хто загинув в атаці на Тьюільрі, в саду Тюільрі була встановлена дерев'яна піраміда, обтягнута тканиною, до підніжжя якої покладали гірлянди з квітів і дубового листя.
Сфінкси також були атрибутом неокласичного оздоблення, причому відбулося повернення до спрощеного раннього варіанту, більш схожого на розпис гротесок. Масони вважали їх символом містерій і використовували  у своїй архітектурі, дивлячись на них, як на варту врат храму. В масонській архітектурі сфінкс — часта деталь декору, наприклад, у варіанті зображення його голови на бланку документів.
У 1770-х роках Джозайя Веджвуд, творець Веджвудської порцеляни, придумав чорну «базальтову» глинокамінну масу, яку назвали «єгипетською».
У Франції класицизм отримав форму ампіру, що на відміну від звичайного класицизму характеризується відмовою від простоти, підвищеною урочистістю, застосуванню не лише елементів доби античності, але й деяких інших епох, наприклад етруських та ренесансних. Староєгипетське мистецтво також увійшло в список джерел натхнення. Всеїдний ампір використовував єгипетські мотиви (квіти папірусів, лотоси, пальми, сфінкси, голови фараонів, скарабеї, кобри, ієрогліфи тощо.)
Увага до єгипетського мистецтва у французьких майстрів (творців ампіру) була пов'язана з інтересом до нього стародавніх римлян — яких Франція тримала за зразок, а також з тим, що під час Єгипетського походу Наполеона 1798—1801 років до Франції попало безліч стародавніх творів. Наполеон не здобув собі там тріумфу — на відміну від 175 французьких вчених, яких він привіз у своєму обозі, і які активно скористалися можливістю задокументувати або відвезти пам'ятники, в тому числі Розеттський камінь. Після їх повернення в сучасній Європі вперше опинилися справжні, а не опосередковані «єгипетські» речі в такій кількості, і єгиптоманія захлеснула світ, змінивши захоплення попереднього покоління «китайщиною». «У Франції єгипетські мотиви стали частиною патріотичної символіки. Вони використовувалися при будівництві об'єктів, для прославлення військового генія Бонапарта».
Книгами зразків для тих, хто бажав слідувати моді, стали 22-томна «Подорож по Верхньому і Нижньому Єгипту» (фр. Voyage dans la basse et la haute Egypte, 1802—1813) Домініка-Вівана Денона і 24-томний «Опис Єгипту». Денон, ставши директором Лувру і Севрської мануфактури, виявився впливовою фігурою в насадженні смаків. Видання Денана стало джерелом натхнення для декількох поколінь художників і декораторів. 1809 року також був опублікований альбом гравюр «Єгипетські пам'ятники» англійця Гамільтона.
Зразкам Денона слідували такі архітектори, як Шарль Персьє, П'єр Фонтен, Д.Робертс, Д.Бономі Молодший і ін.

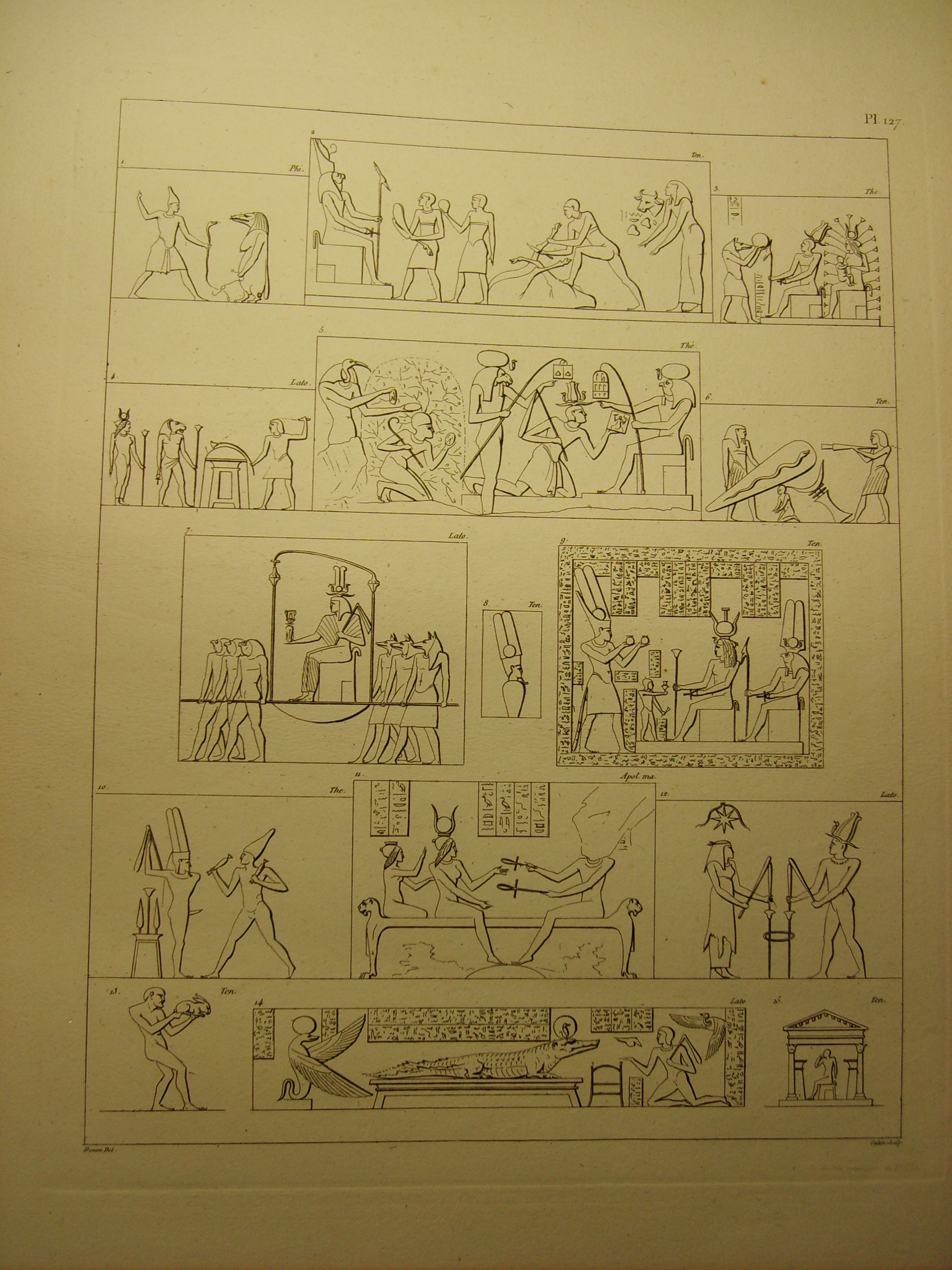
Сторінка з «Подорож по Верхньому і Нижньому Єгипту»
Фронтиспіс «Опису Єгипту»
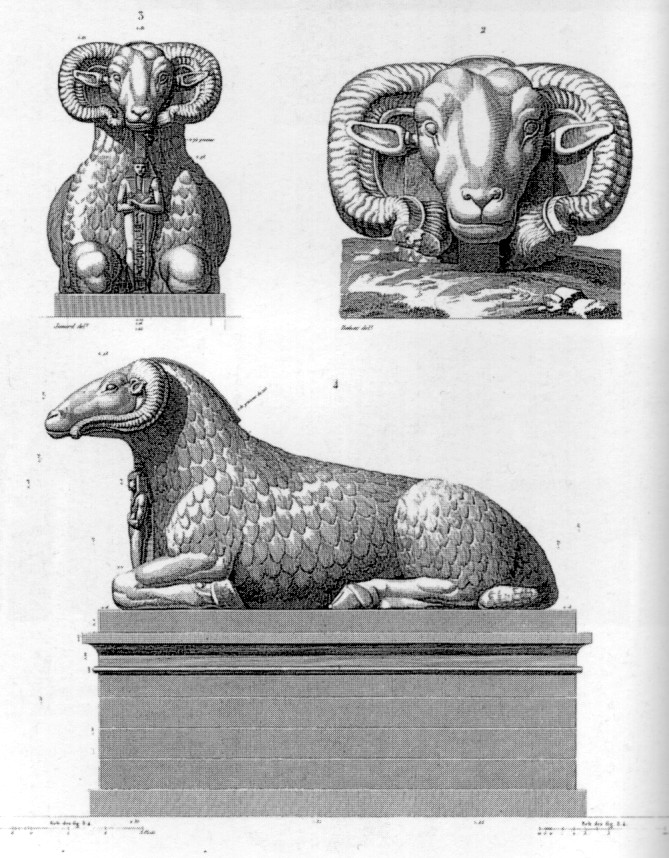
Сторінка з «Опису Єгипту»
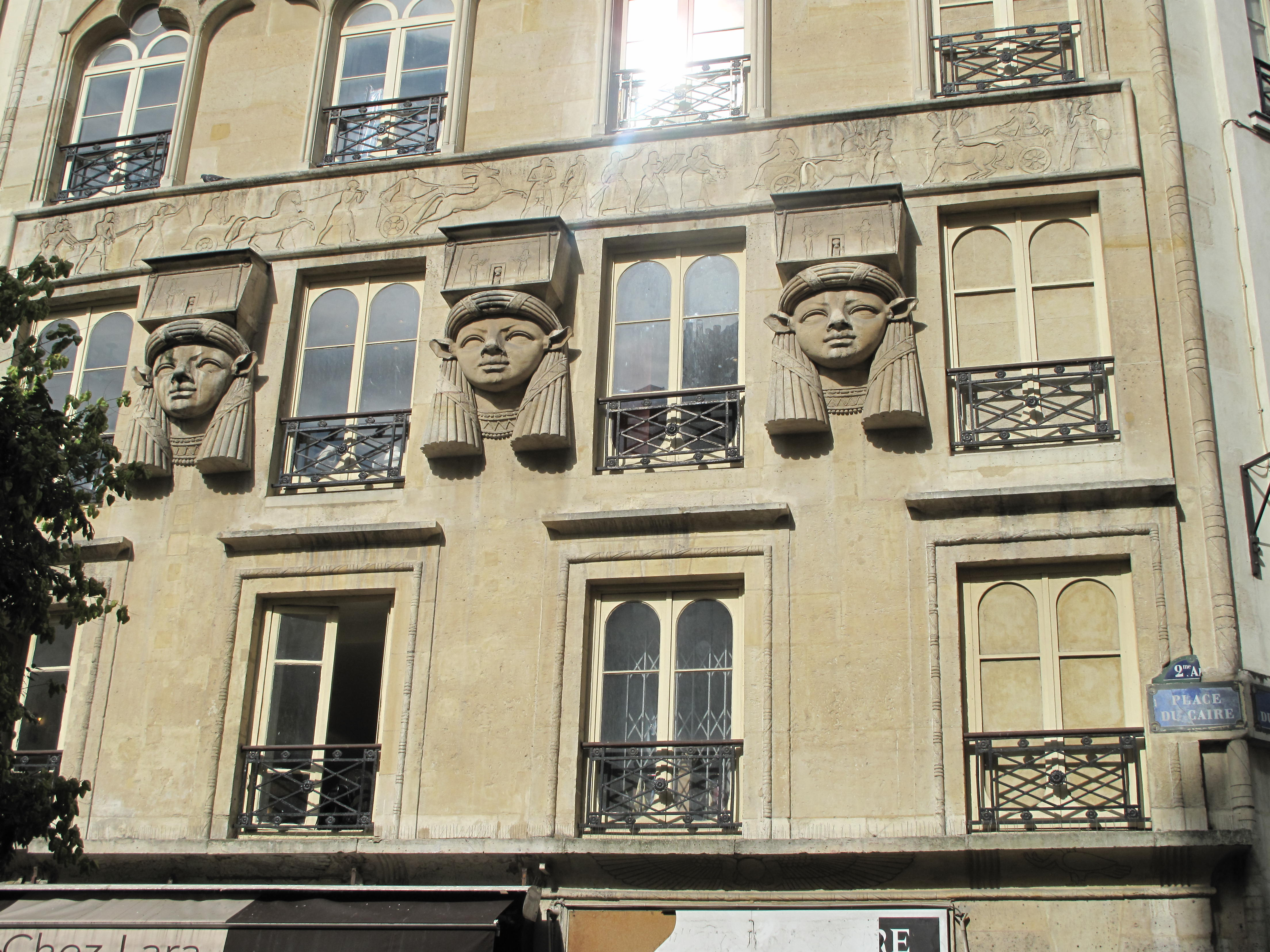
Будівля на Каїрській площі (Париж), 1798
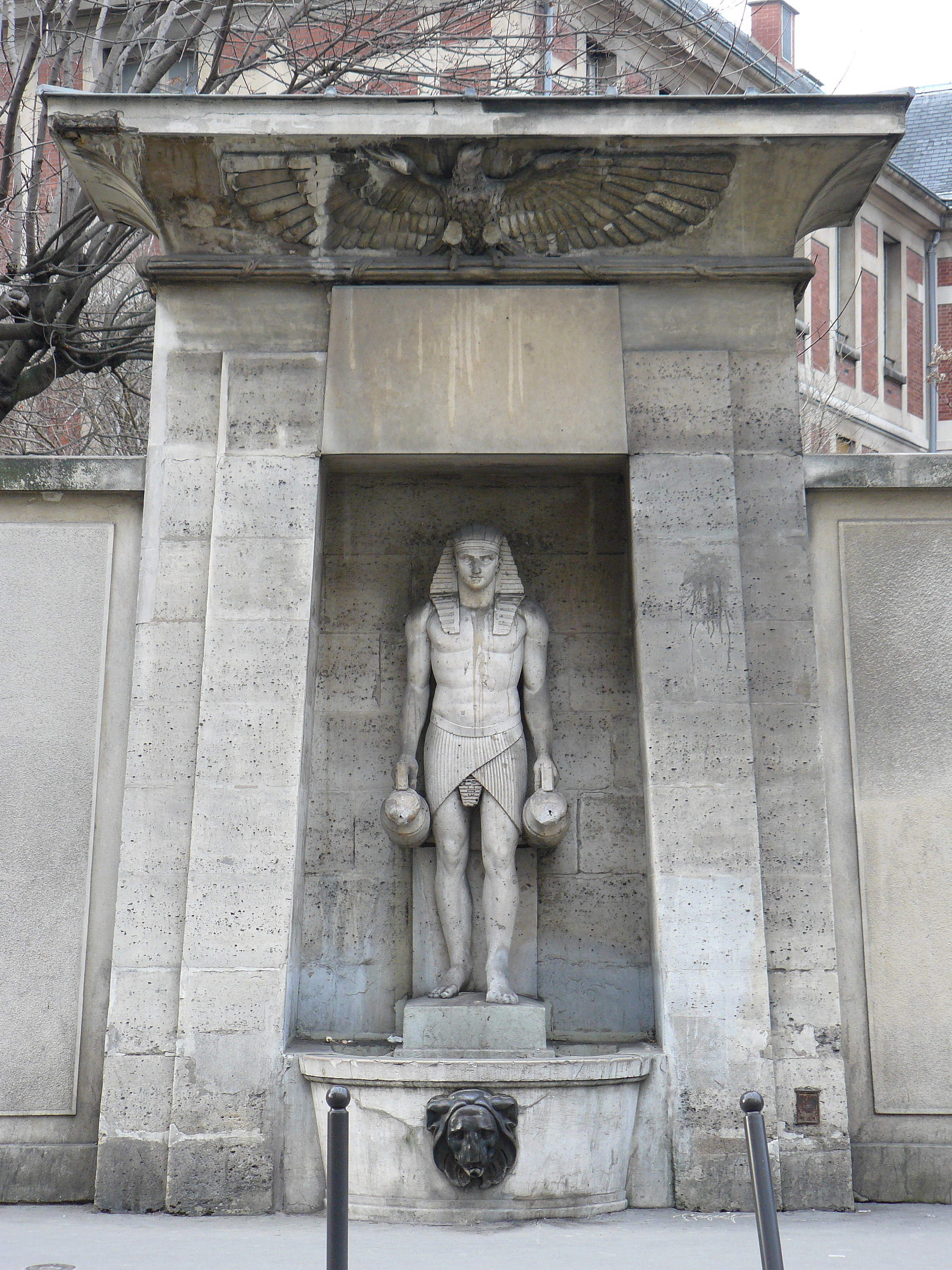
Фонтан Фелаха (Париж), 1806
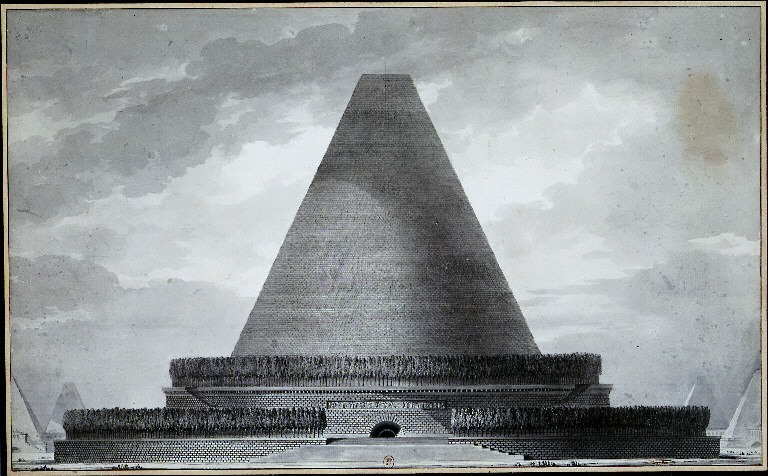
Булле. Єгипетський кенотаф (1786)
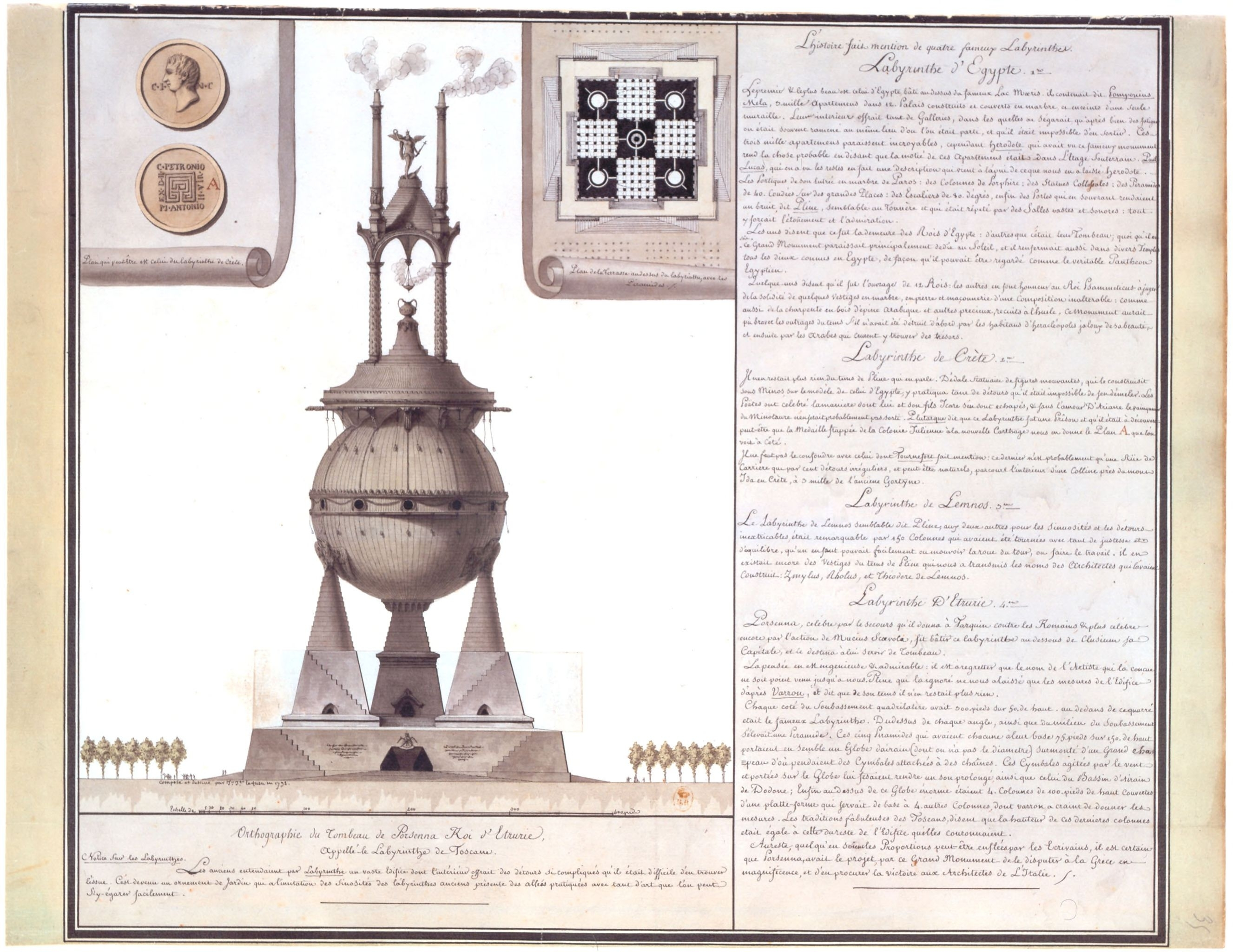
Жан Жак Лекьо. Проєкт гробниці короля Етрурії (1792)
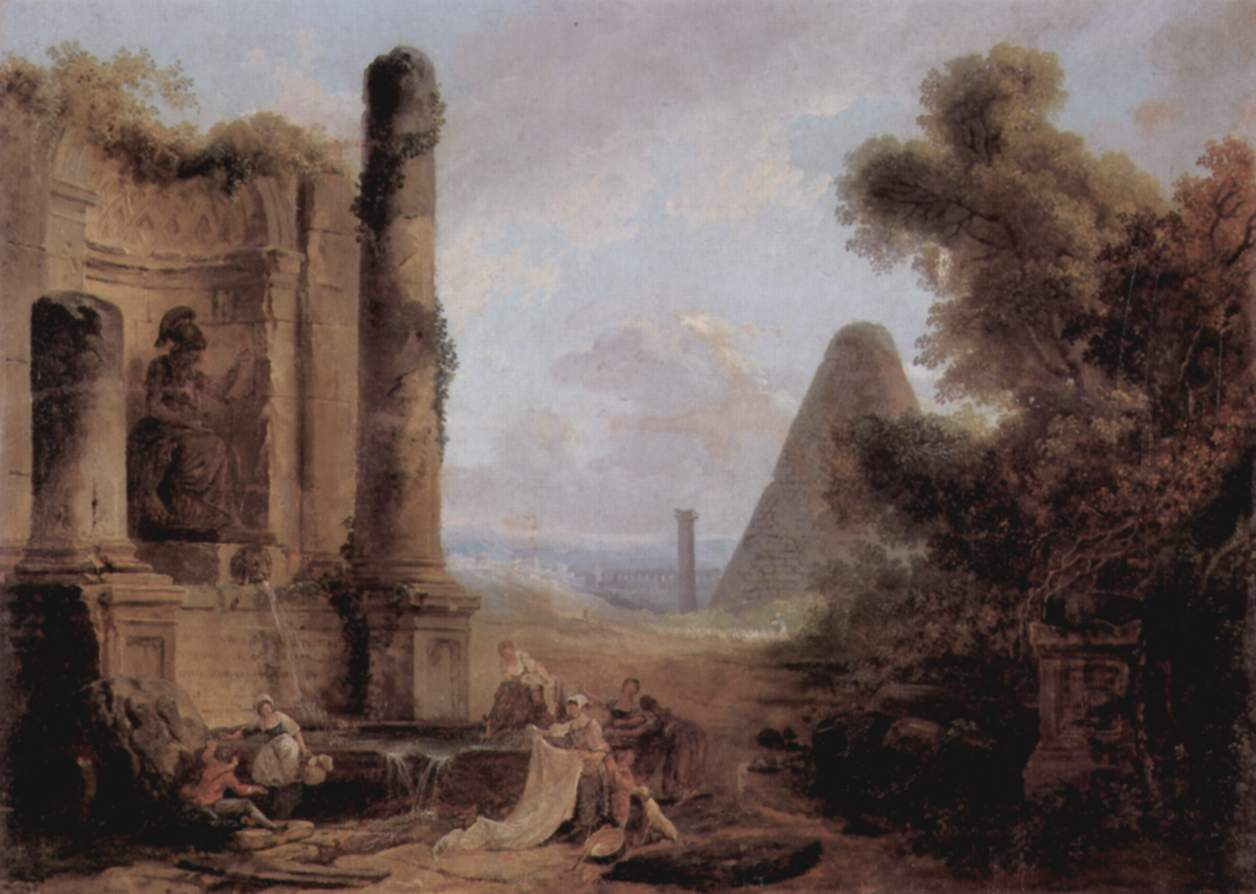
Юбер Робер. «Руїни Риму з пірамідою Цестія» (1760–1770)
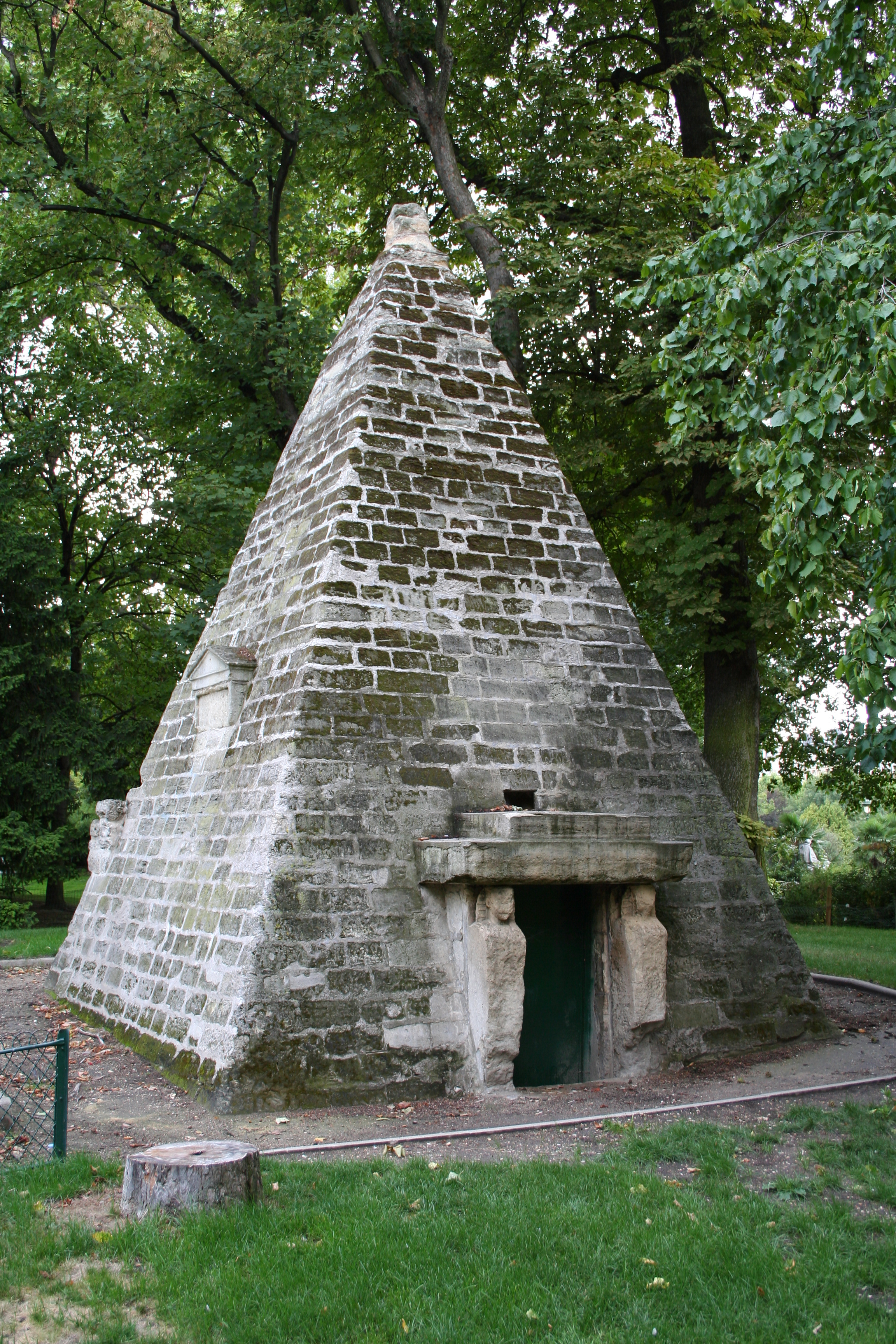
Піраміда в парку Монсо
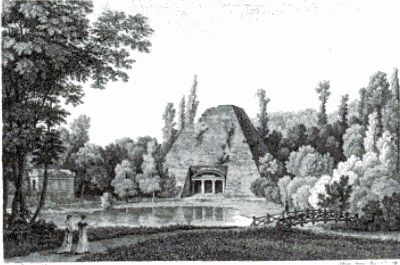
Піраміда в Мопертьюі
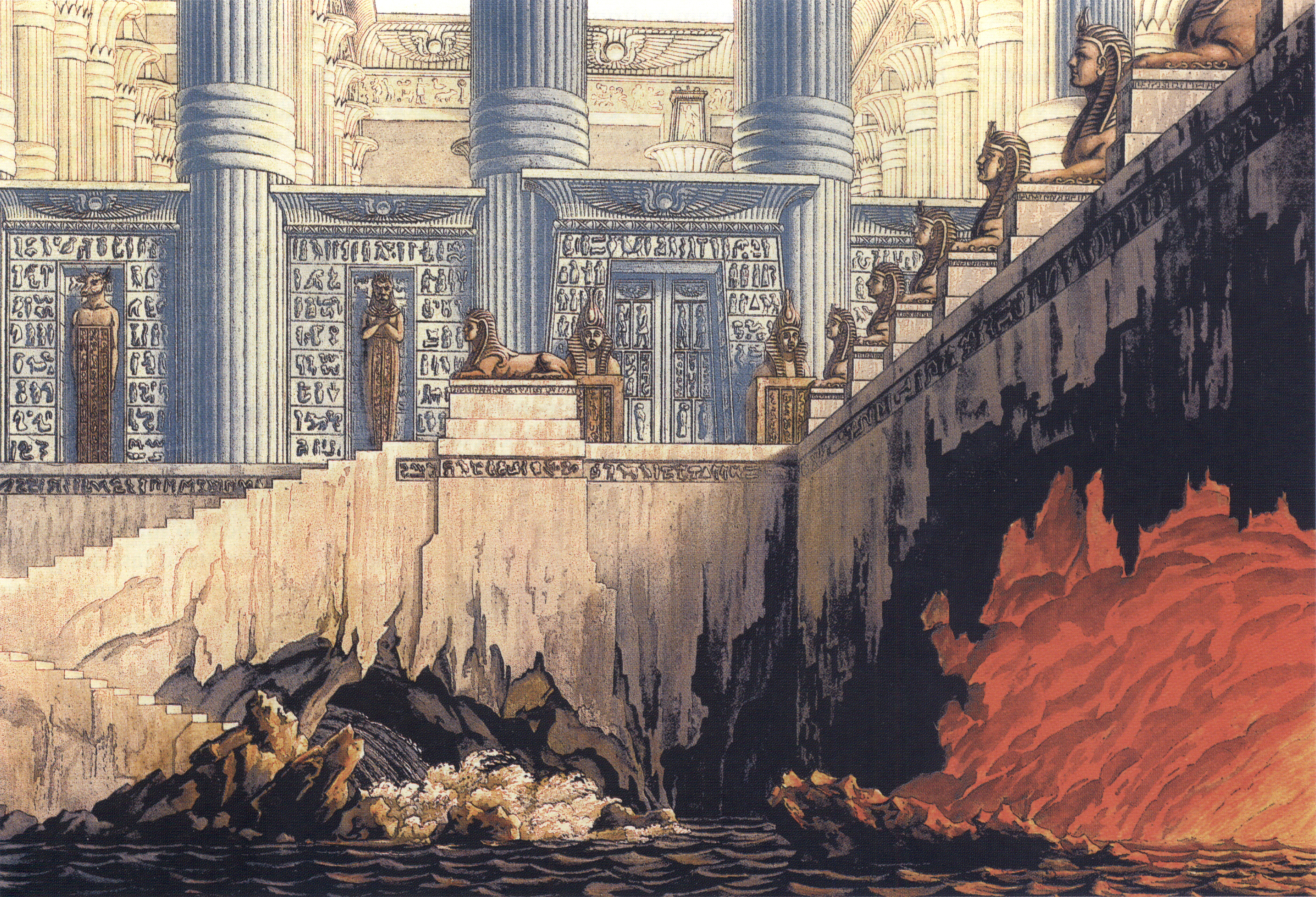
Декорації до «Чарівної флейти», 1816
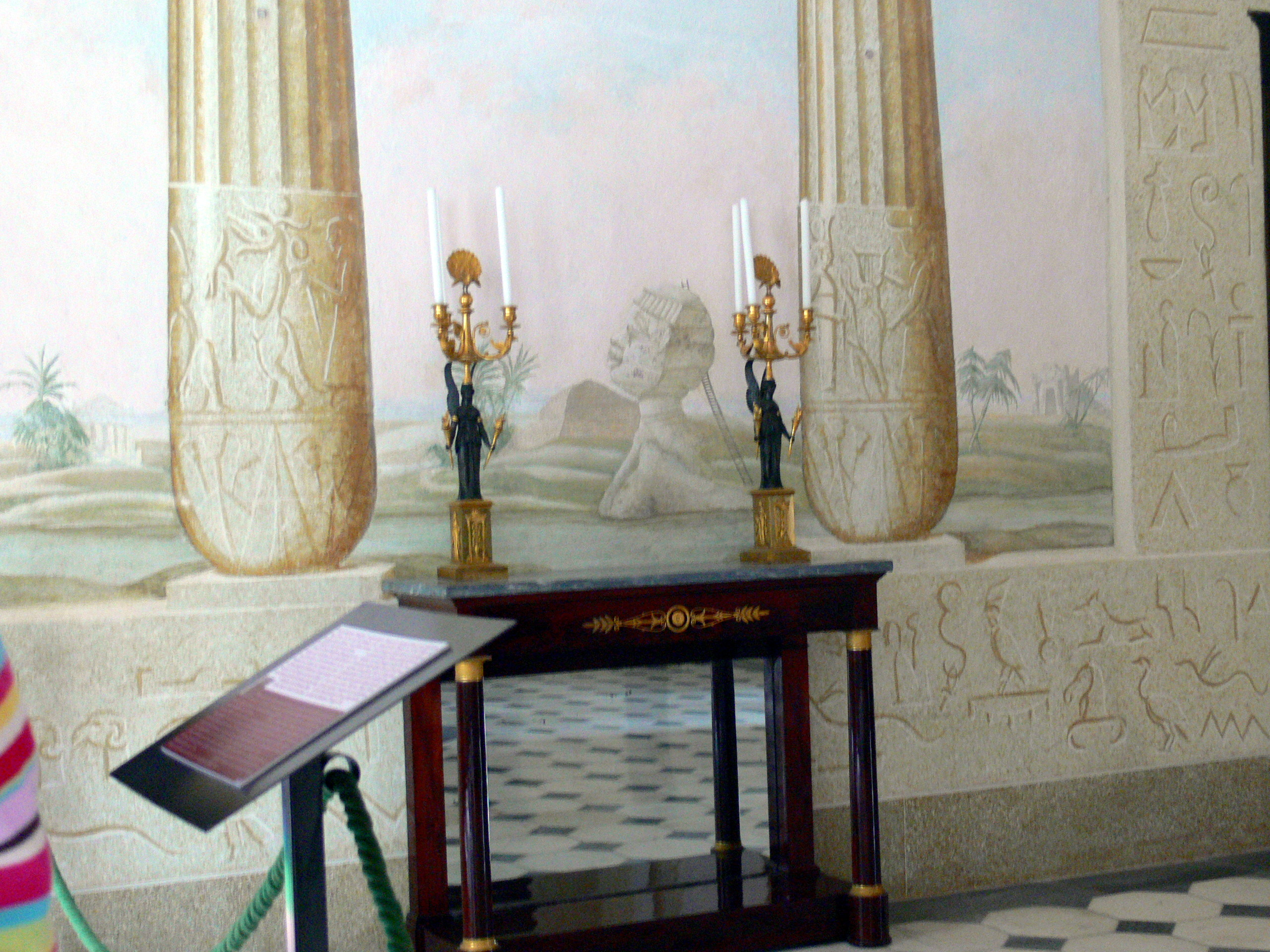
Літня вілла Наполеона, «єгипетський зал»
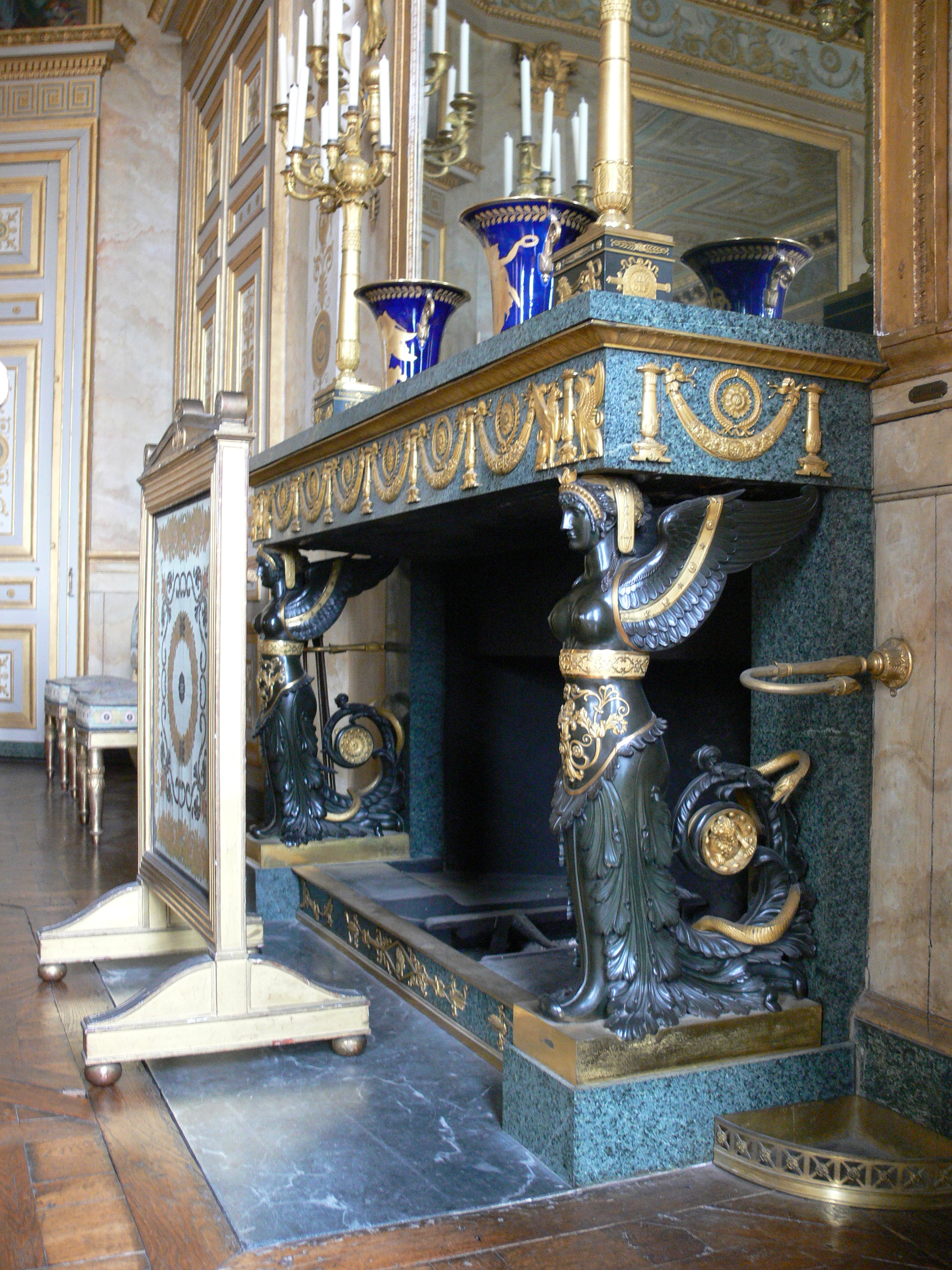
Камін в Комп'єні з сильно стилізованими «єгипетськими» каріатидами

### Класицизм у Російській імперії

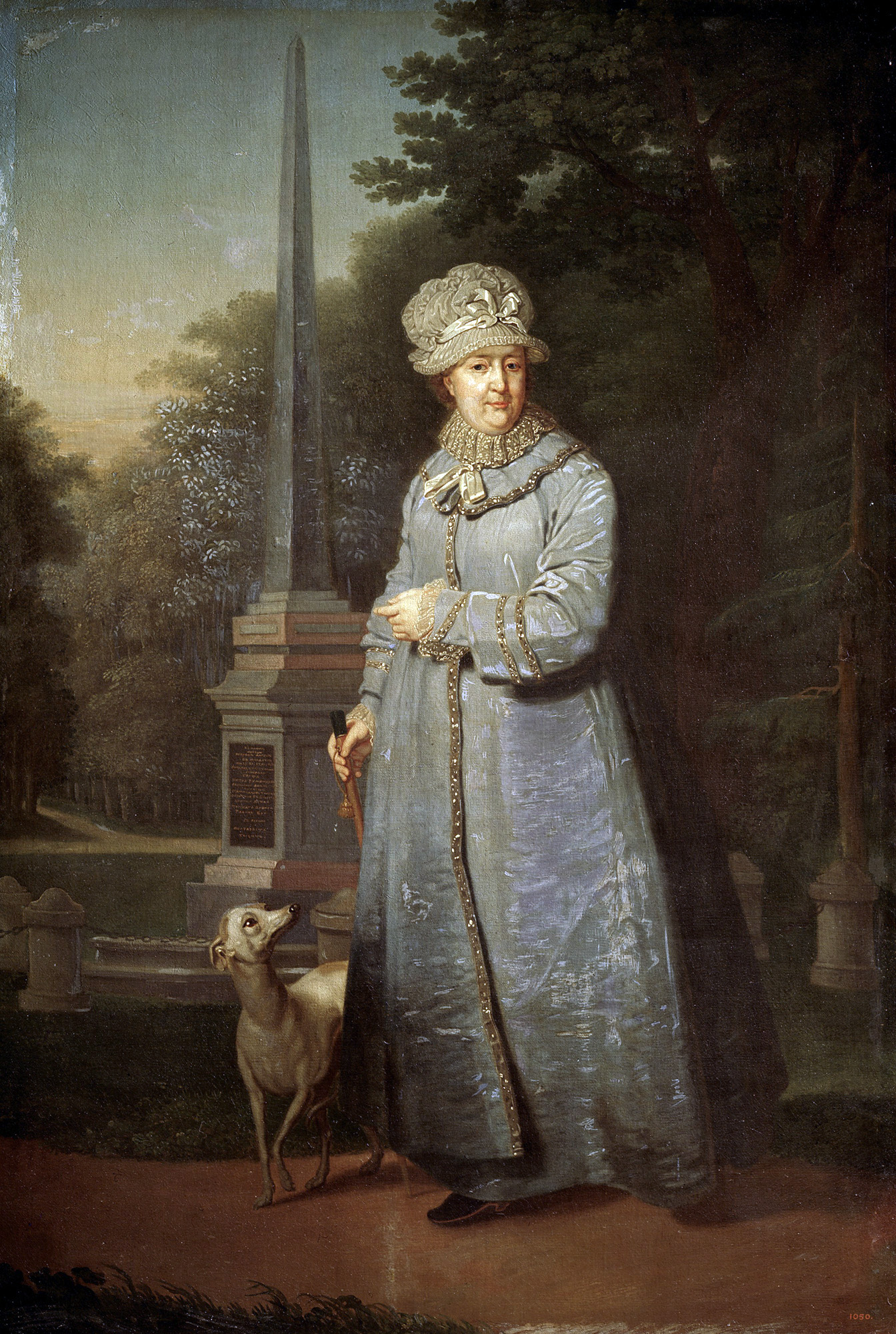
В. Боровиковський. «Катерина II на прогулянці в Царськосельському парку» (варіант з Кагульським обеліском), 1800—1810

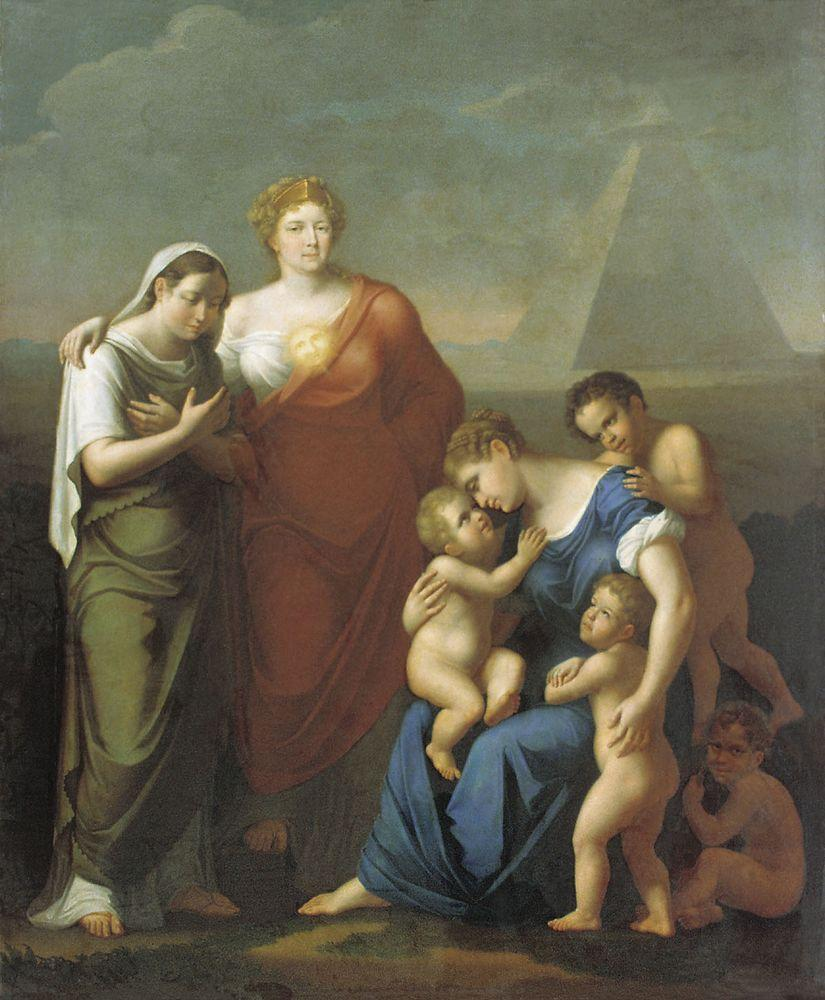
Йосип Олешкович. «Благодійне піклування імператриці Марії Федорівни про бідних», 1812. Алегорична картина, на якій дружина Павла зображена на тлі піраміди

Єгипетські мотиви класицизму проникали в російське мистецтво (єкатерининський класицизм), що прагнуло не відставати від моди. Головними їх розповсюджувачами в період царювання Катерини II  були великий князь Павло Петрович, що схилявся до масонства, і видний масон Олександр Сергійович Строганов. Єгипетсько-масонські елементи знаходяться в побудованих за їх наказом спорудах. «Масонство, що поширювалося, в містиці та складній символіці якого важливе місце отримали єгипетські божества Осіріс і Ісіда й інші мотиви, вплинуло на садово-паркову та похоронну архітектуру. Вивчені об'єкти свідчать про переважання на ранній стадії проявів стилю „елінізуючої“ тенденції. Причина цього криється, найімовірніше, в тому, що російські архітектори знайомилися зі зразками цього стилю в Європі, перш за все, в Італії».
Також єгипетськими мотивами характеризується доба високого класицизму, який є місцевою інтерпретацією французького ампіру. Ампір у Російській імперії хронологічно відстає від французького ампіру. У ті часи в архітектурі використовувалися такі мотиви, як піраміди, пілони, лотосоподібні колони, обеліски, сфінкси тощо. У цей період співіснують дві тенденції використання єгипетських форм і мотивів: їх «елінізуюча» інтерпретація (наприклад, проєкт мавзолею Павла I) і зведення об'єктів в справжньому «єгипетському стилі».
З єгипетськими мотивами продовжує працювати Вороніхин, тим більше, що в 1800—1811 роках його покровитель Строганов стає президентом Академії мистецтв. В Павловську він після пожежі в 1803 році оформляє Єгипетський вестибюль Чарльза Камерона. Збереглися дві його фігури «єгиптянок з чашами» (Павловськ, Ермітаж). 1832 року в Петербурзі були встановлені справжні сфінкси Аменхотепа III, насилу доставлені з Єгипту.
У 1830-ті р. архітектор М. Ю. Єфімов після поїздки в Єгипет написав теоретичний трактат про вплив єгипетського архітектурного ордера на давньогрецькі. В літературі ознакою інтересу до теми є твори Пушкіна («Єгипетські ночі», «Клеопатра»). Зберігся портрет актриси Семенової в ролі Клеопатри пензля Кіпренського.
Пам'ятники
- Петергоф:
  - Фонтан «Піраміда». Фонтан «Піраміда» виник ще за Петра I, за ініціативою самого імператора, тоді ж дістав свою назву на честь незвичайної форми, здебільшого взятої з Версальського «обеліска».
- Царське Село
  - Гробниця левретки Катерини II  в Царському Селі, Катерининський парк (1770—1772). Піраміда побудована за проєктом В. І. Нейолова. 1774 року була розібрана і в 1782—1783 роках відбудована заново Чарльзом Камероном. Одну сторону піраміди, спорудженої з цегли та облицьованої тесаним гранітом, прорізає вхід; по кутах колись стояли чотири колони на п'єдесталах, витесані з сірого уральського мармуру. Внутрішнє приміщення павільйону перекрито сферичним куполом з отвором в центрі; в стінах влаштовані ніші для зберігання урн.
  - Кагульський обеліск (1771) за проєктом архітектора Антоніо Рінальді.
- Павловський палац, належав вел. князю Павлу Петровичу, мав багато масонських елементів — псевдоєгипетських, оскільки це відповідало його світогляду.
  - Нижній вестибюль Павловського палацу (1786) за проєктом Камерона. Одна з драбин має 7 ступенів — відповідно до масонської символіки сходження. Постраждав у пожежі, в XIX столітті відновлений Вороніхіним.
  - Ліжко в парадній спальні з вензелями Павла I і його дружини було прикрашене в псевдоєгипетському стилі.
- Гатчина (ще одне володіння Павла)
  - Білий зал Гатчинського палацу: статуї Антиноя в єгипетському вбранні та жерця з жертовним підносом, які виконані з чорного мармуру.
  - Чесменський обеліск в Гатчині (1775).
  - Обеліск «Коннетабль» (1793), архітектор В. Брено.
- Румянцевський обеліск (1798—1799 роки), архітектор В. Брено.
- Строганівські володіння:
  - Андрій Вороніхин, придворний архітектор Строганова, оформив для нього Фізичний кабінет в «єгипетському стилі» в будівлі Строганівського палацу (1792—1793). Перед входом до кабінету пізніше зробили напис: «Art Aegiptiaca Petropoli Renata» (лат.) — «Мистецтво єгипетське, в Петрополі відновлене».
  - Сфінкси (перші в Російській імперії) на пристані біля дачі А. С. Строганова за проєктом А. Н. Вороніхіна (тепер у дворі Строганівського палацу). Також на дачі — Єгипетські ворота.
- Шереметьєвські володіння:
  - Статуї сфінксів і «осірічні фігури», які за дорученням графа Миколи Шереметєва, його кріпак, архітектор Павло Аргунов поставив в садибі Останкіно (Блакитний зал) (мабуть, на основі малюнків П. Гонзага або Ч. Камерона)
- Архітектор Львов Микола Олександрович:
  - Льох-піраміда у власній садибі архітектора Микільське-Черенчиці в селі Нікольське Торжокського району Тверської області
  - Ще 2 льохи-піраміди: в садибі свого родича в селі Мітіно, в садибі Ф. І. Глібова-Стрешнева Знаменське-Райок
  - Використання форми піраміди при будівництві храму (Свято-Троїцька церква «Куліч та пасха», 1785—1787).

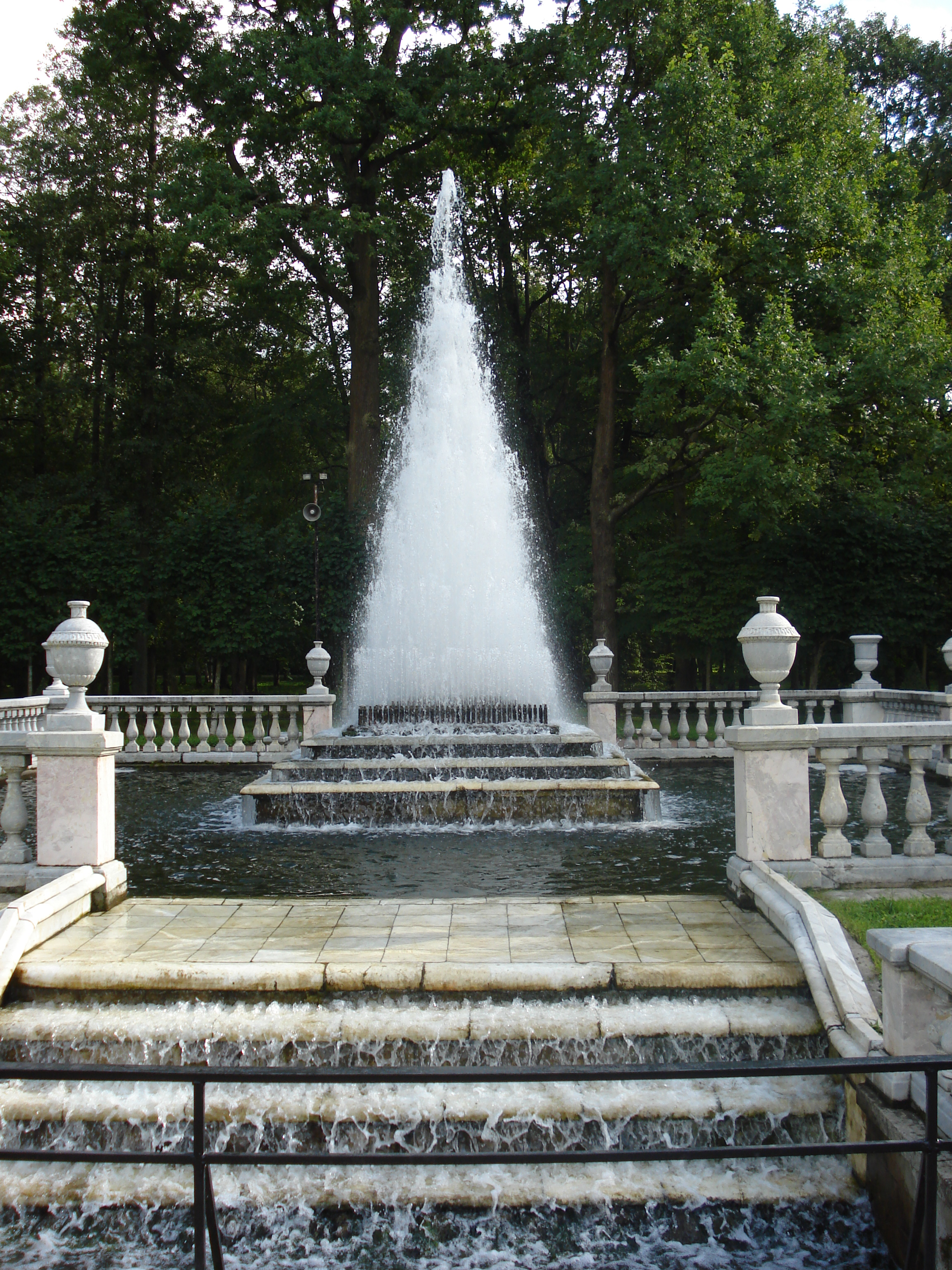
Фонтан «Піраміда»
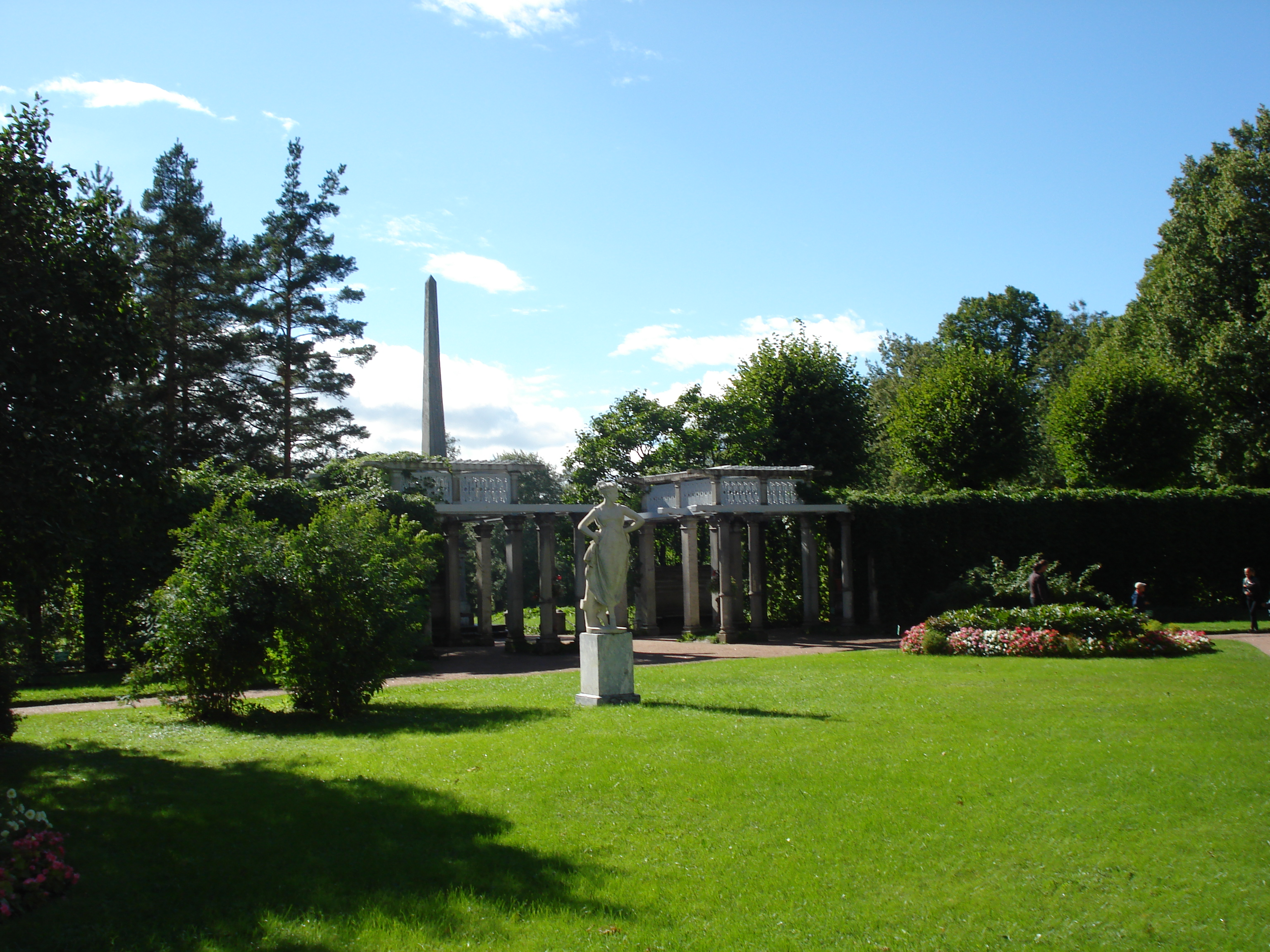
Кагульський обеліск в Царському селі
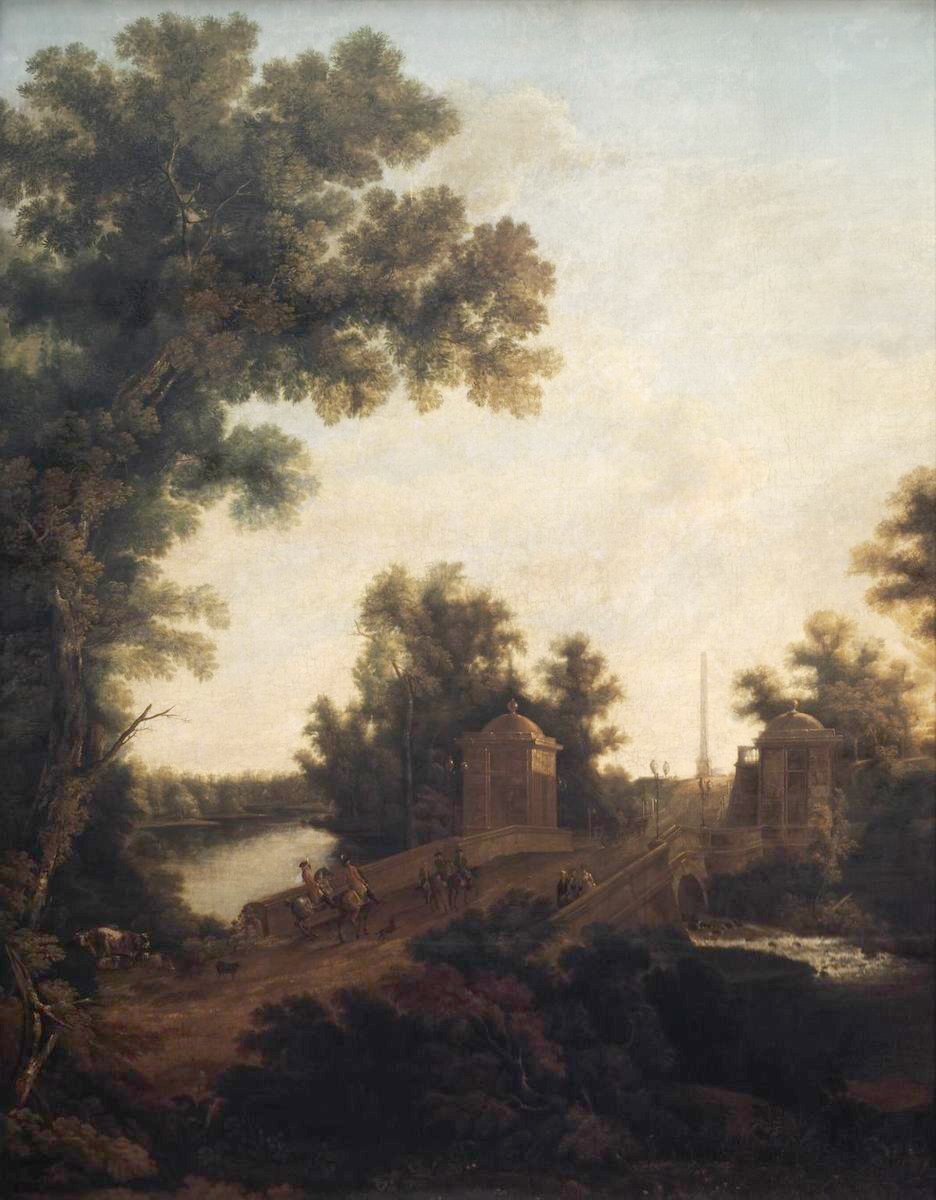
Симеон Щедрін. Вид на обеліск Коннетабль (1801)
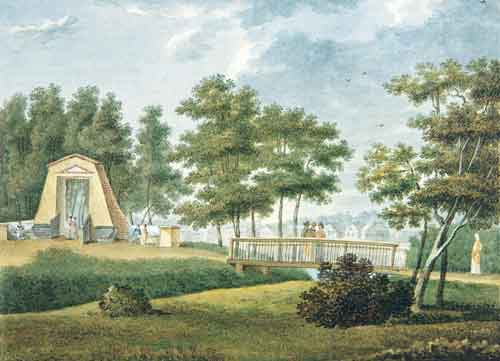
Вид на Єгипетську браму в Строгановському саду. 1812.
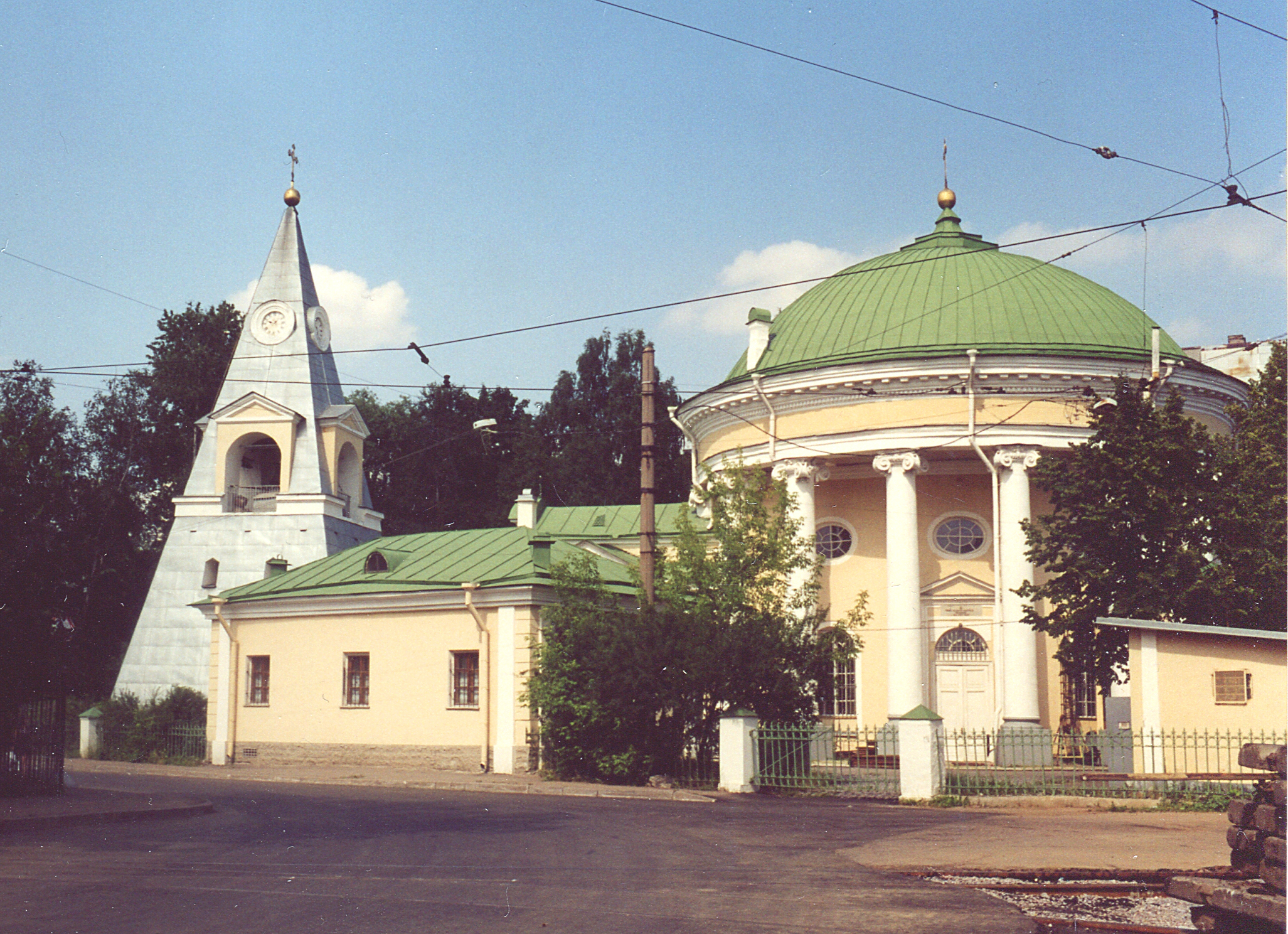
Архітектор Львов Микола Олександрович. Троїцька церква «Куліч та Пасха», Санкт-Петербург
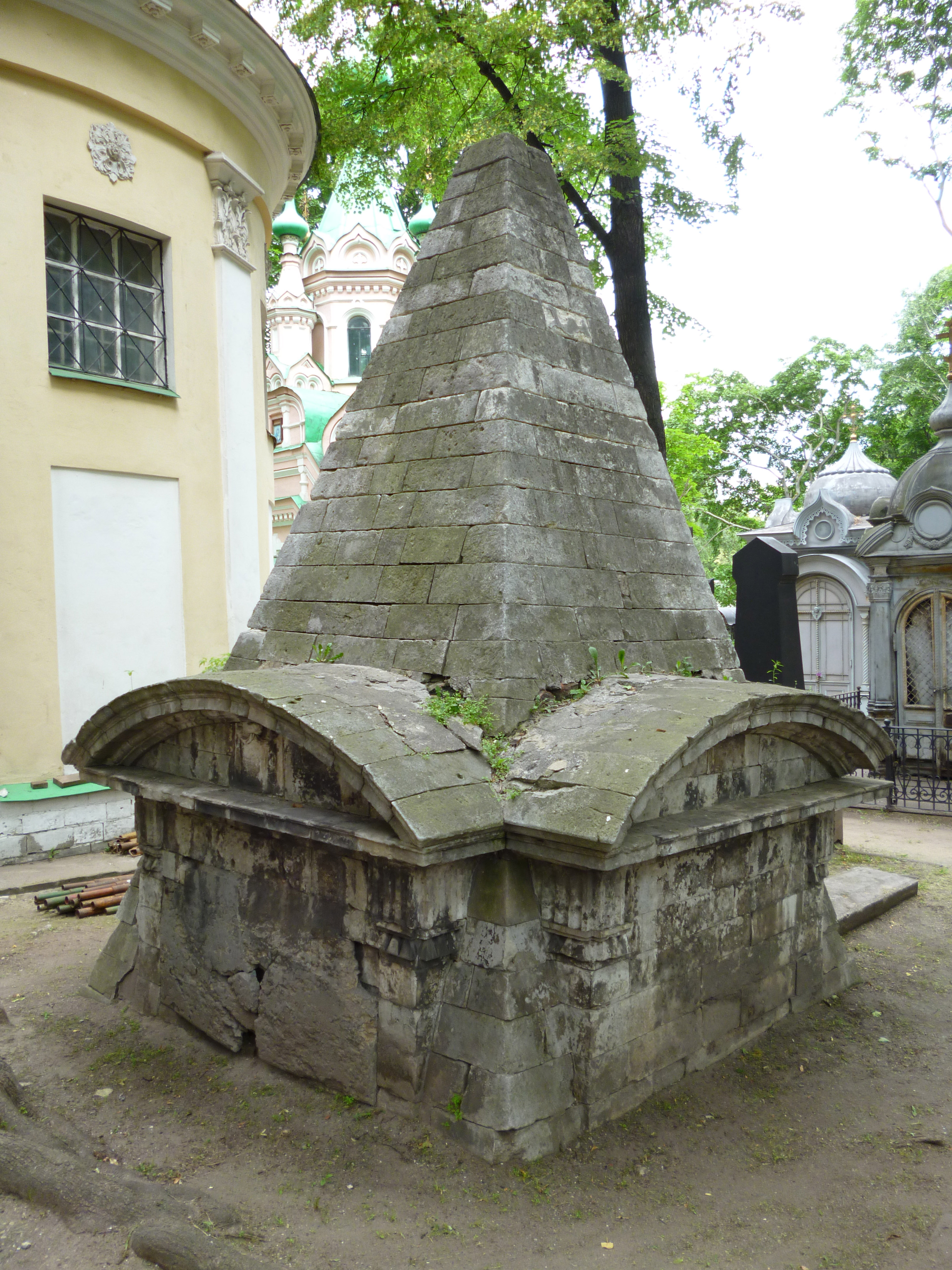
Могила князя П. Н. Щербатова

Петербург
- Проєкт мавзолею Павла I в Павловську (1802) архітектор Андреян Захаров.
- Гауптвахта у Петербурзьких воріт в Кронштадті.
- Єгипетська передня Павловського палацу, виконана по малюнках А. Н. Вороніхіна.
- Єгипетські ворота в Царському Селі (1829) за проєктом Адама Менеласа. Стилізовані зображення, якими покриті ворота, взяті з гравюр Денона.
- Єгипетський міст в Петербурзі (1826), арх. Г. Треттер і П. Христианович.
- Фігури грифонів і левів для Банківського і Левиного містків через канал Грибоєдова, виконані за моделями скульптора Павла Соколова (більш «грецькі», ніж «єгипетські»).
- Єгипетські атланти на фасаді будівлі Морського судноплавства на Двірцевій набережній (Кантемировський палац, Особняк Громова).
- Пантелеймонівський міст (варіант, який не зберігся).

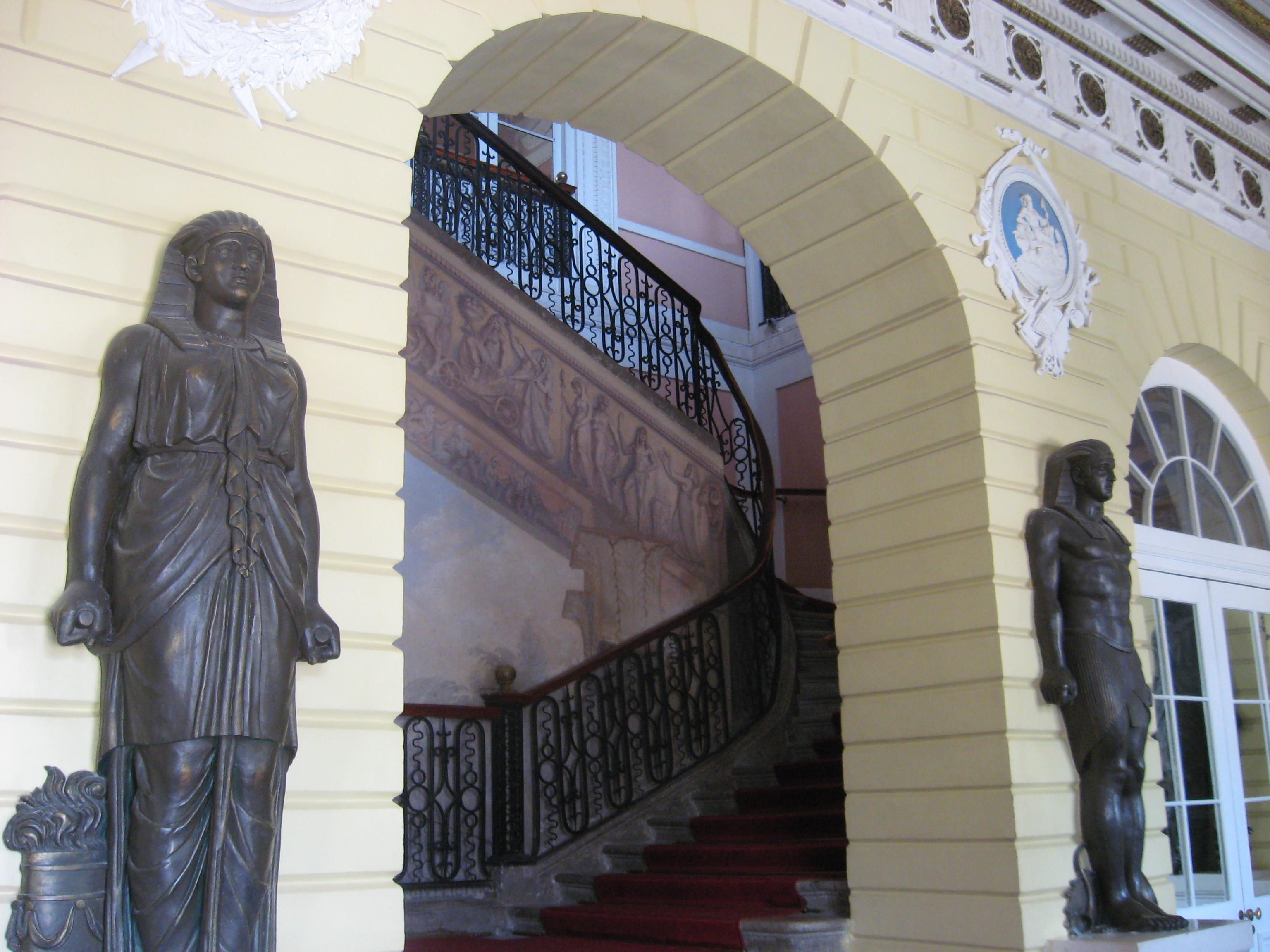
Павловськ. Парадні сходи
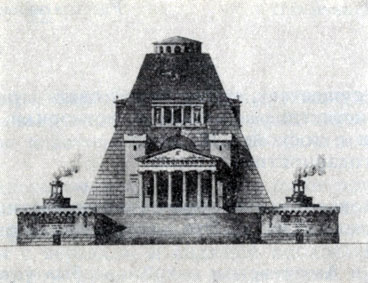
Проєкт мавзолею Павла I
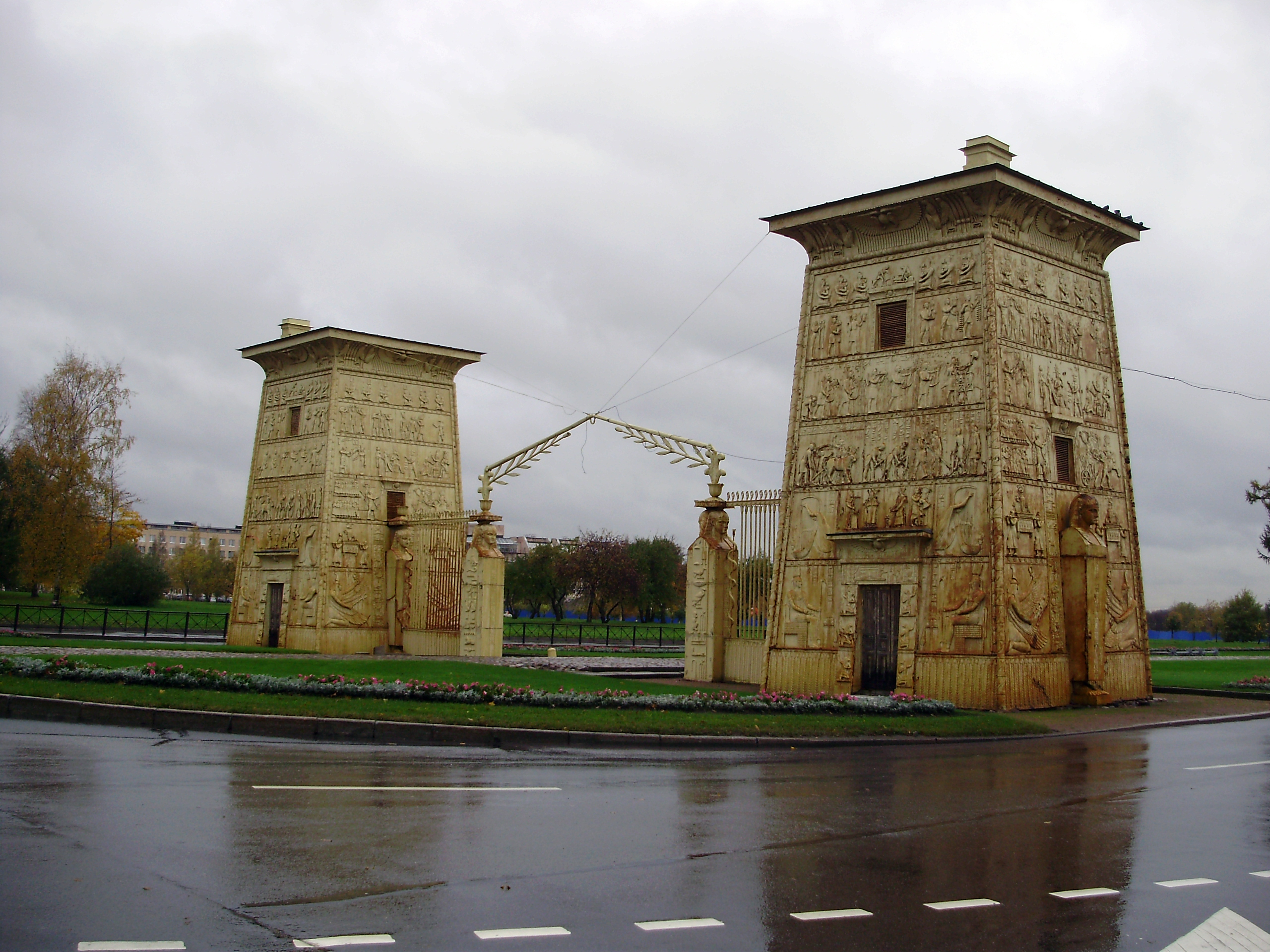
Єгипетські ворота, Царське Село.
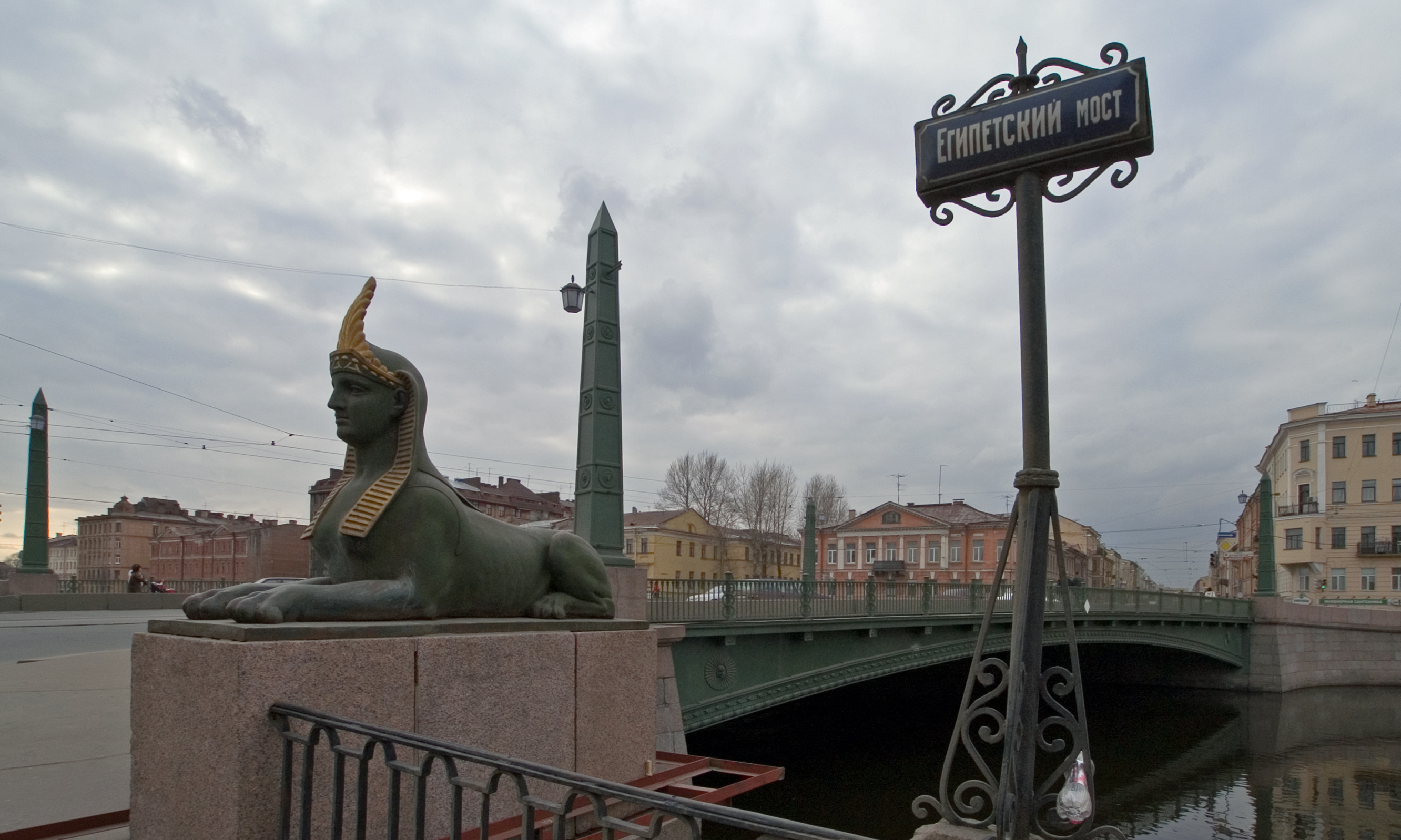
Єгипетський міст
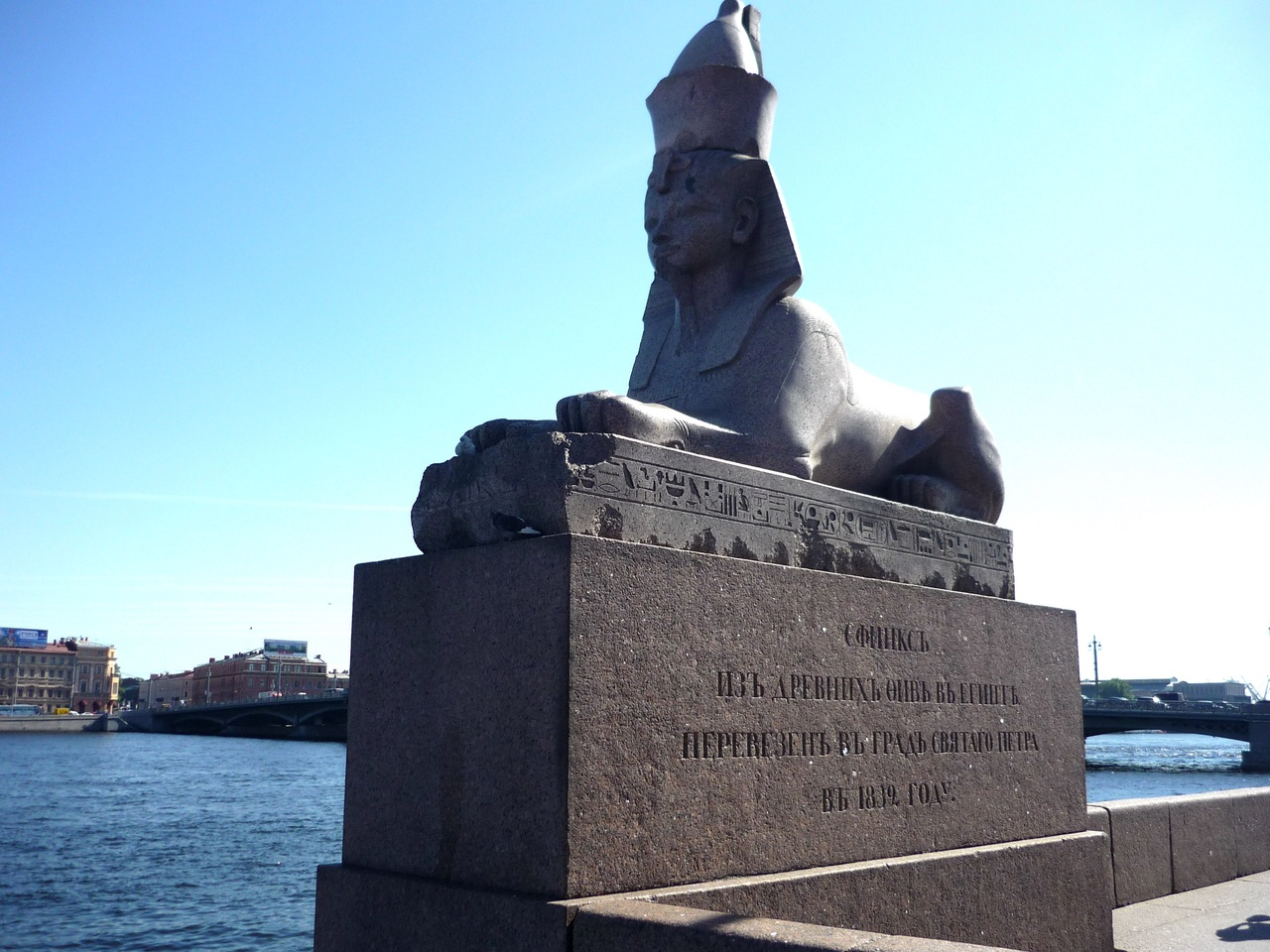
Сфінкси на Університетській набережній
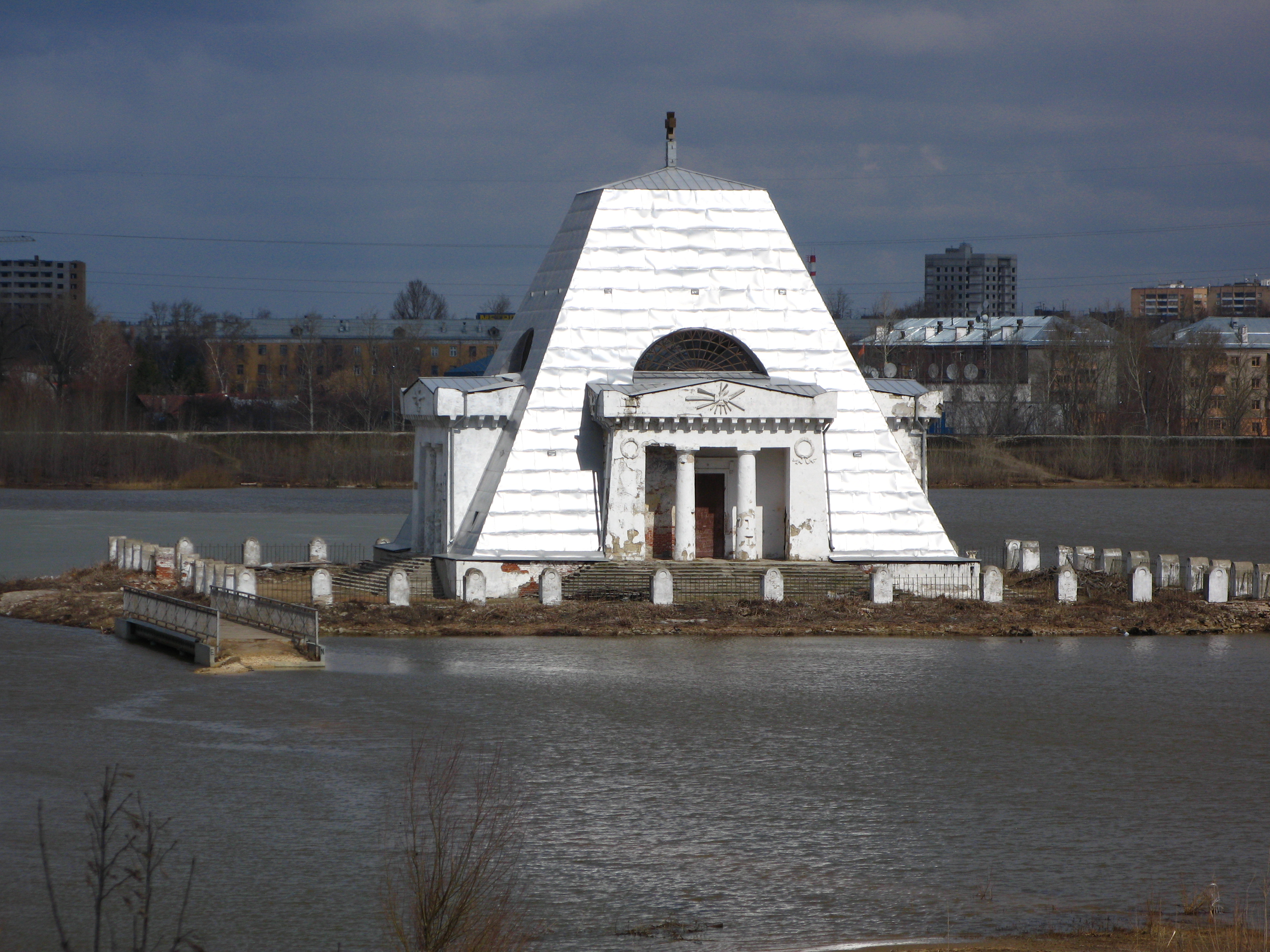
Храм-пам'ятник воїнам, полеглим при взятті Казані в 1552 році

Москва
- Єгипетський павільйон, Помаранчева оранжерея (1813) в садибі Голіциних Влахернське-Кузьминки. Можливо, автором ідеї будівництва кухні є А. Н. Вороніхин, але відомо, що завершував будівництво будівлі архітектор Доменіко Жилярді.
- Левова пристань з єгипетськими левами в садибі Кузьмінки.
- Провіантські склади — єгипетські по пропорціях дверні прорізи.
- Архангельське (садиба) — «Єгипетський зал» Великого палацу та інші елементи.

Інше
- Казань: Храм-пам'ятник воїнам, полеглим при взятті Казані в 1552 році (1813—1823) — приклад «еллінізуючого» напряму, з портиком.
- Даугавпілсська фортеця. В оформленні південних Михайлівських воріт і західних Миколаївських воріт використані мотиви єгипетської архітектури та готики; зразком служили ворота прусської фортеці в Кобленці — форту «Франц».

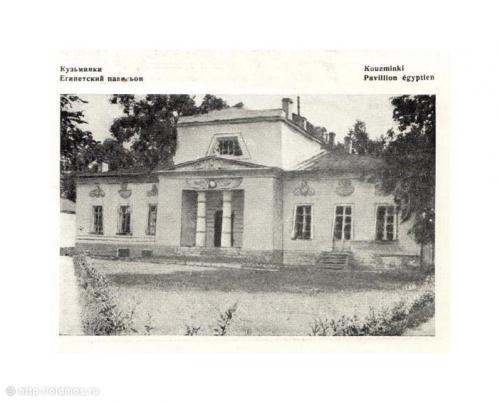
Єгипетський павільйон (Кузьминки)
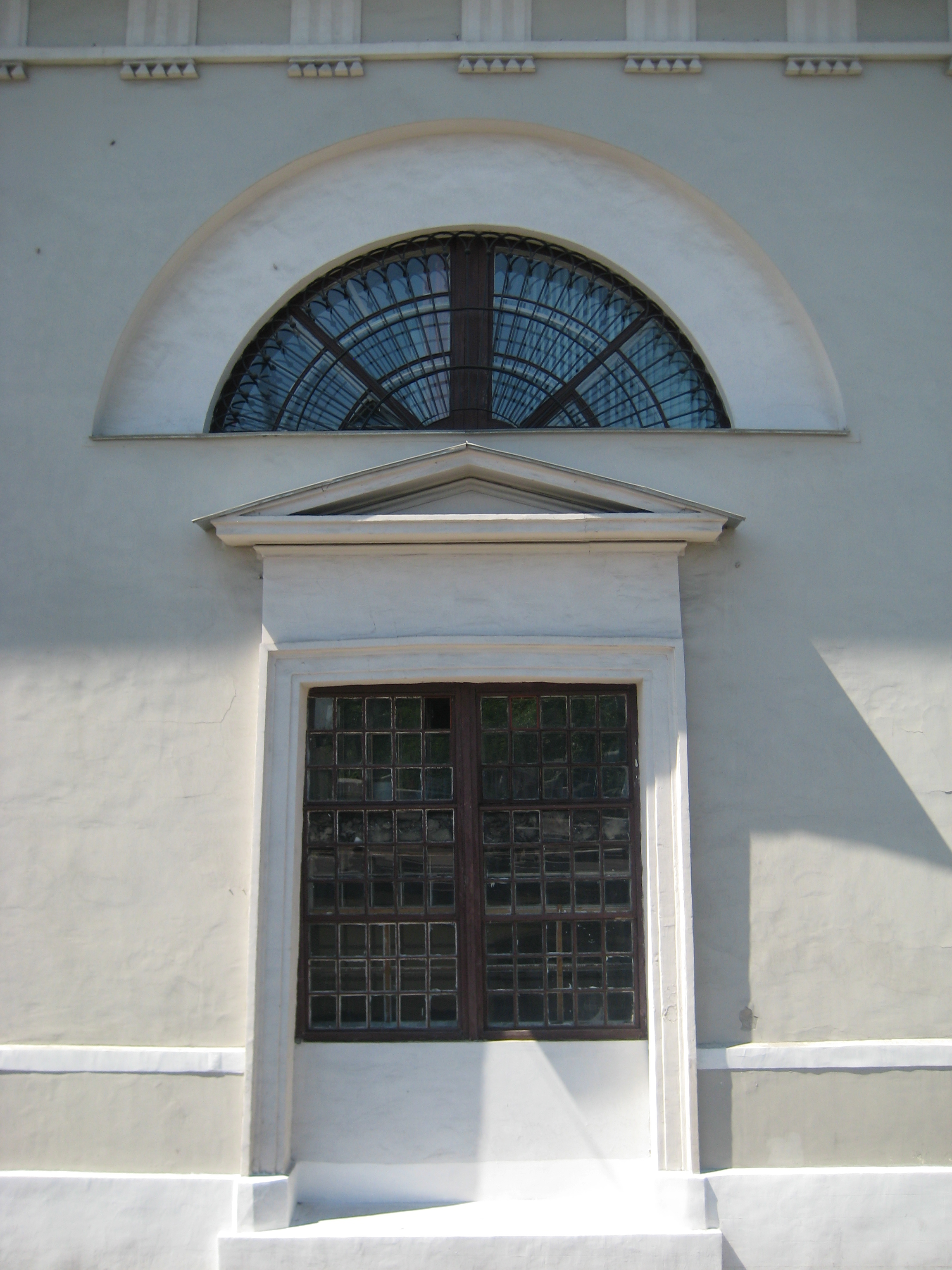
Провіантські склади
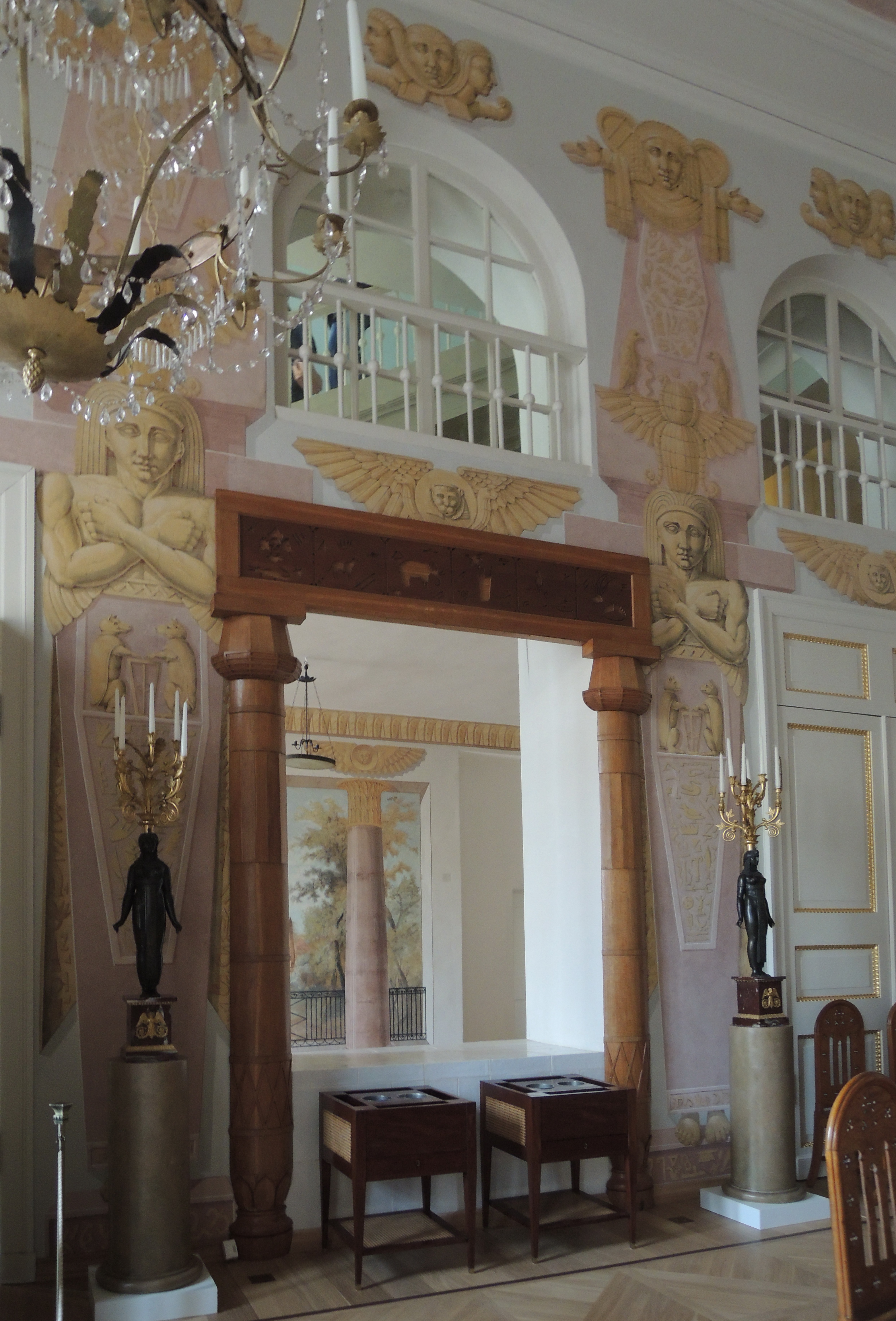
Єгипетський зал (Архангельське)
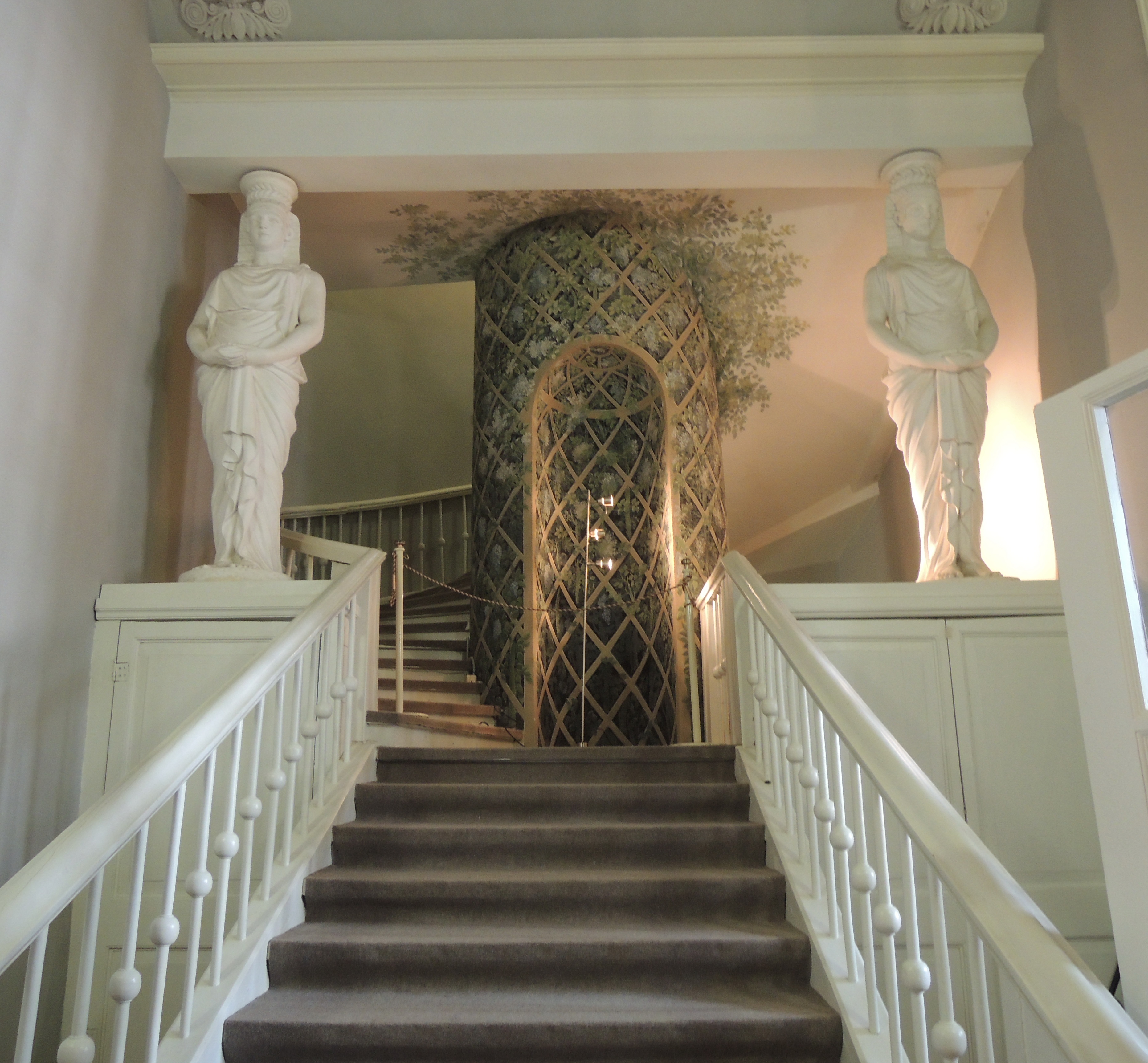
Єгиптизуючі каріатіди (Архангельське)
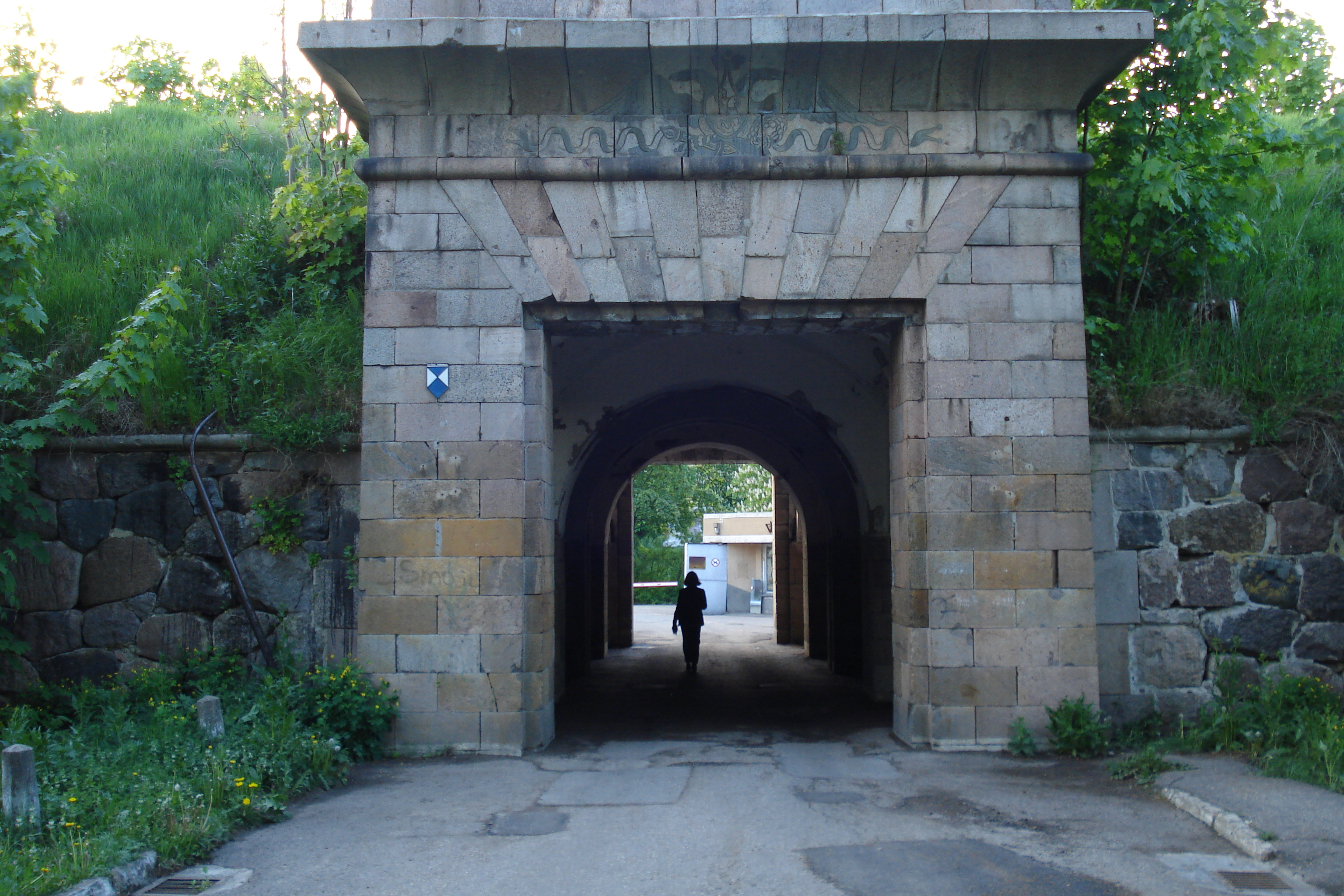
Даугавпілська фортеця
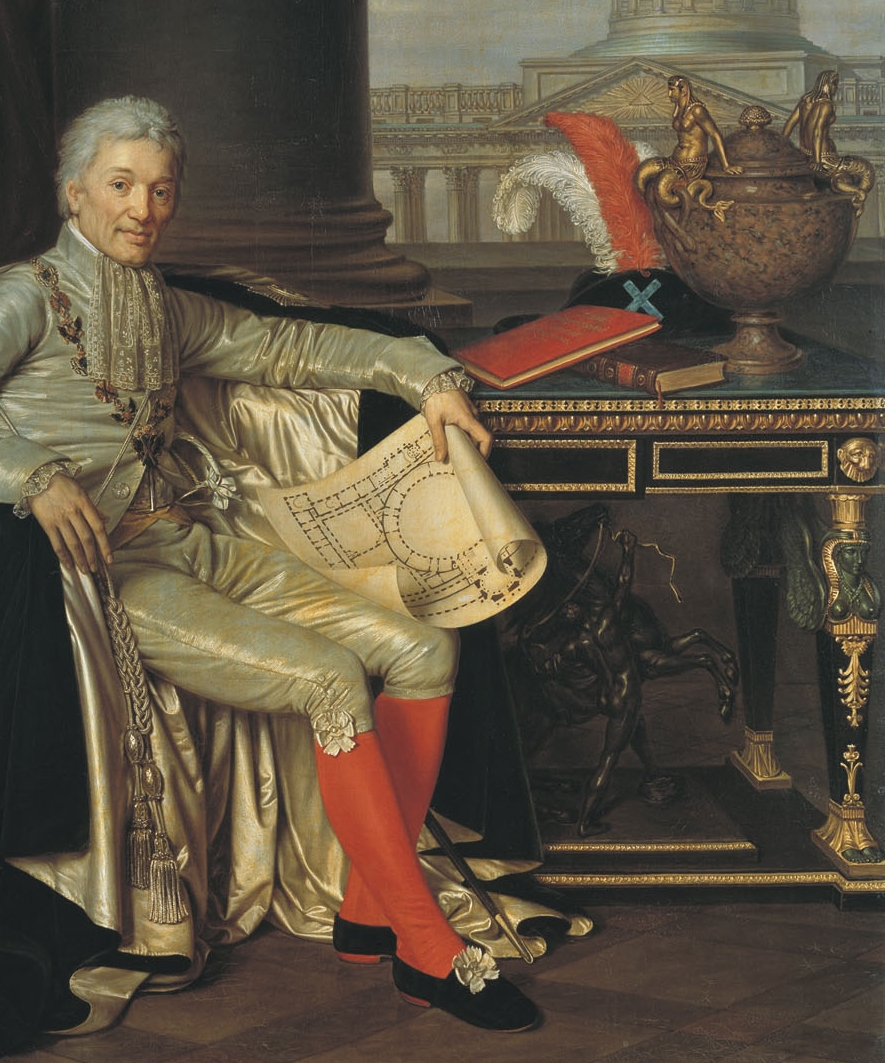
А. Варнек. Портрет О. С.Строганова. 1814 (деталь). у вазі та меблях присутні єгипетські мотиви

### Декоративно-ужиткове мистецтво
Єгипетські мотиви зустрічаються у таких майстрів декоративно-ужиткового мистецтва, як Жорж Жакоб (меблі), П'єр-Філіп Томір (бронза), севрська порцелянова мануфактура. Приклад найкращих майстрів французької імперії наслідували дрібніші майстри та інші країни. Ампір є прикладом стилю, в якому єгипетські мотиви поширилися максимально широко в дрібну пластику, в порівнянні з попередніми й наступними стилями. Квітки папірусів, лотоси, пальми, сфінкси, голови фараонів, скарабеї, кобри, ієрогліфи зустрічаються в меблях, посуді, годинниках, канделябрах тощо.
В Кусково зберігається севрський «Єгипетський сервіз» (1807), подарунок Наполеона російському імператору в пам'ять про Тильзітський мир, він прикрашений розписами, створеними по гравюрах книги «Подорож по Верхньому і Нижньому Єгипту».

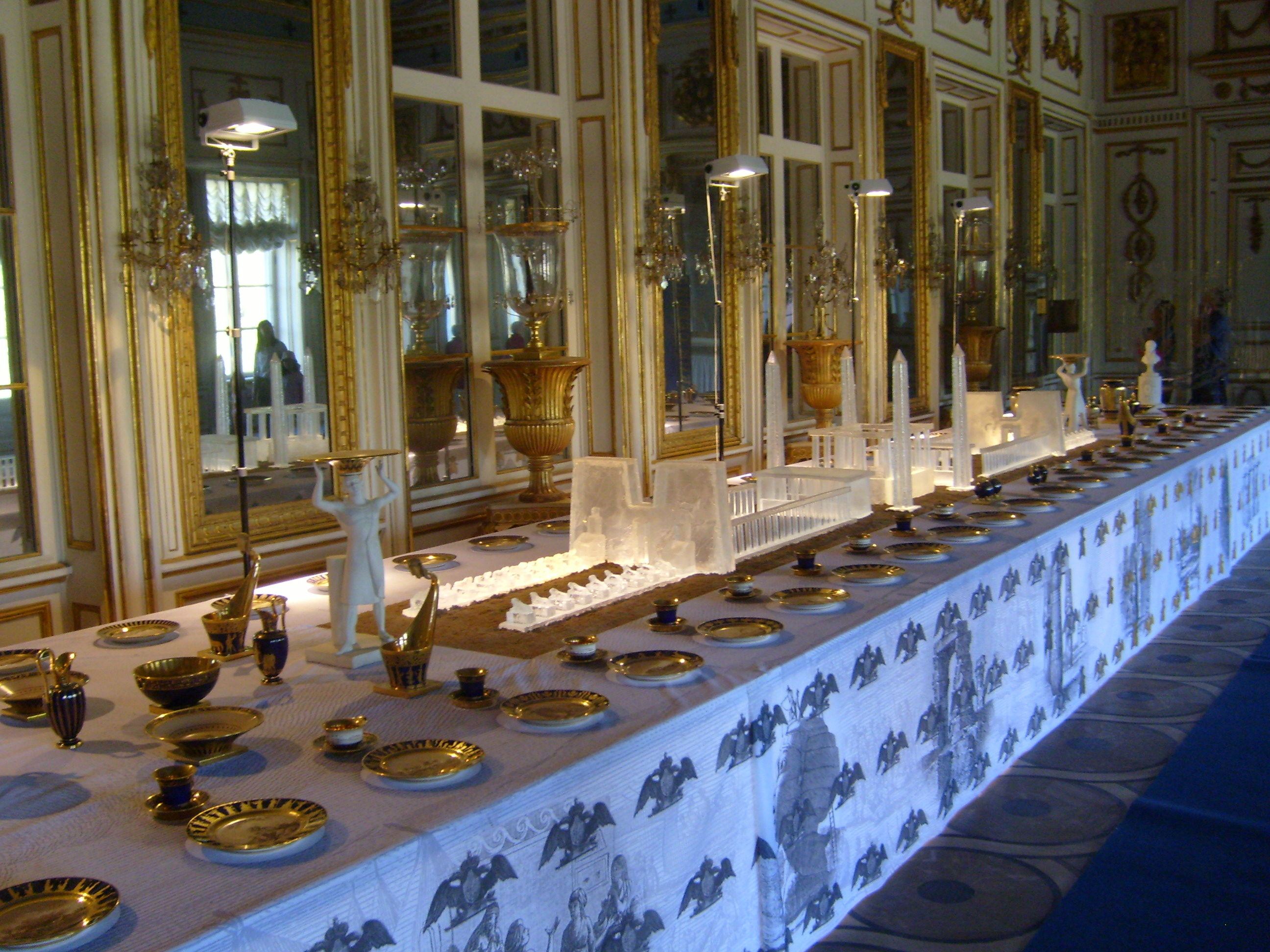
«Єгипетський сервіз» (1807)
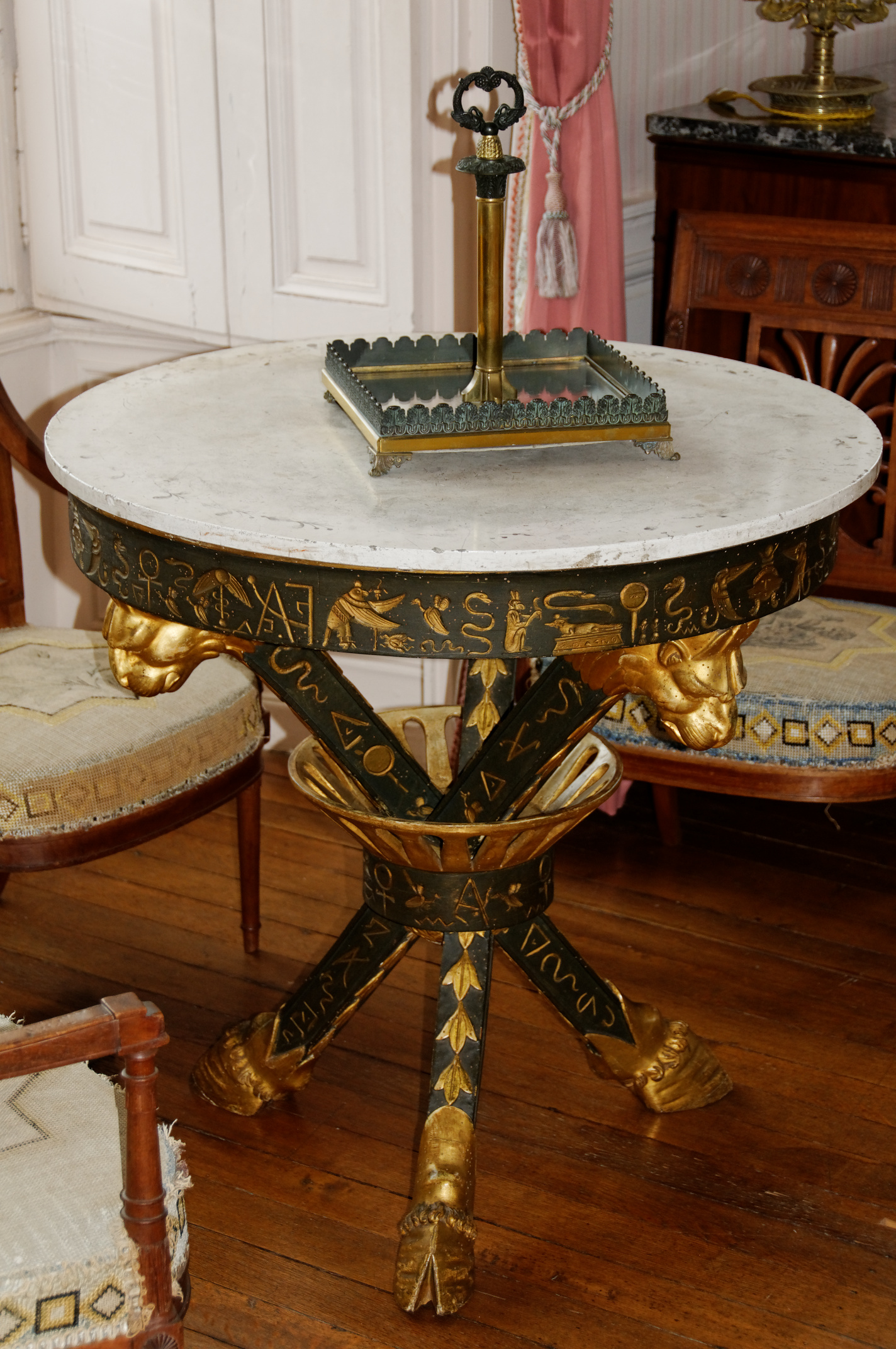
Столик у спальні мадам де Сталь
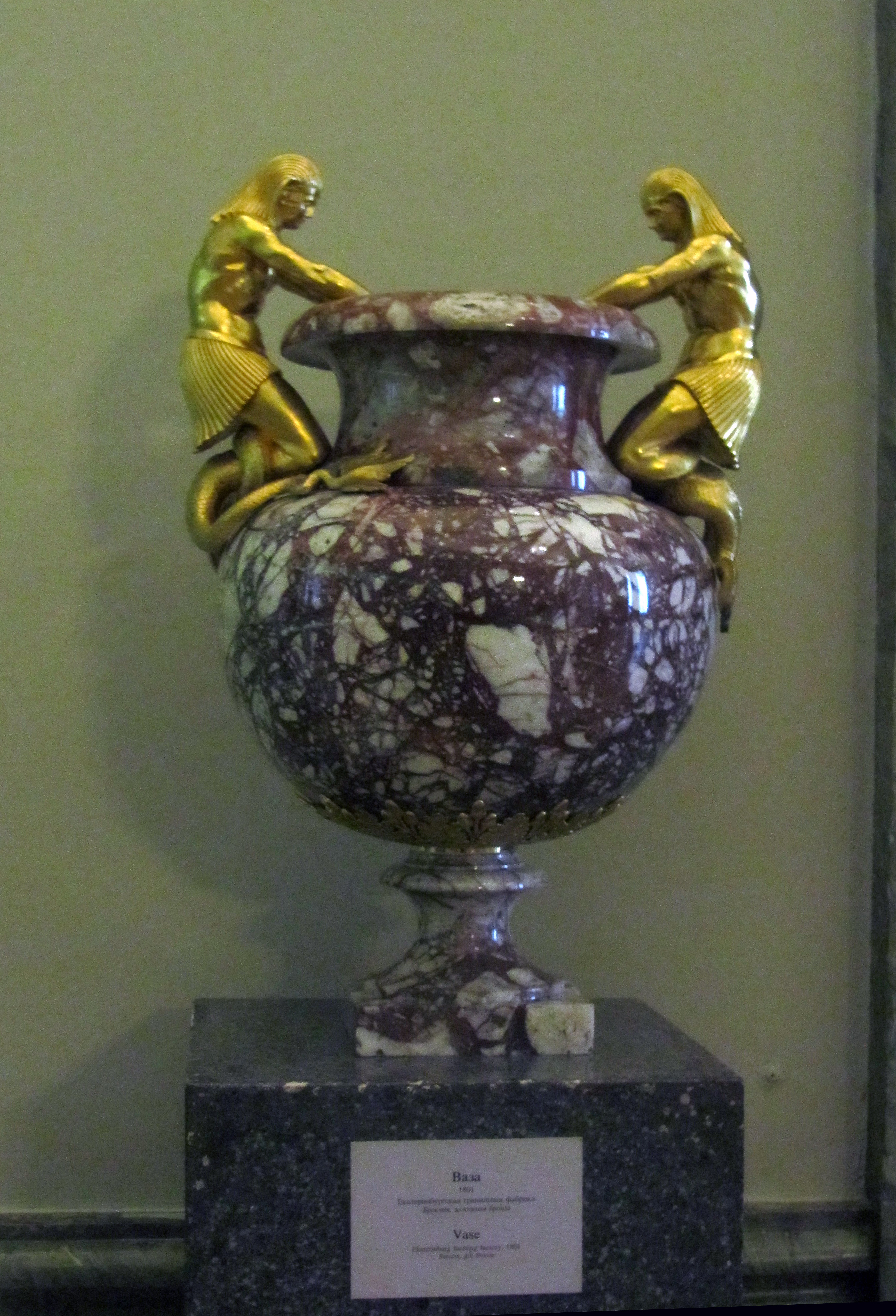
«Єгипетська ваза», Ермітаж
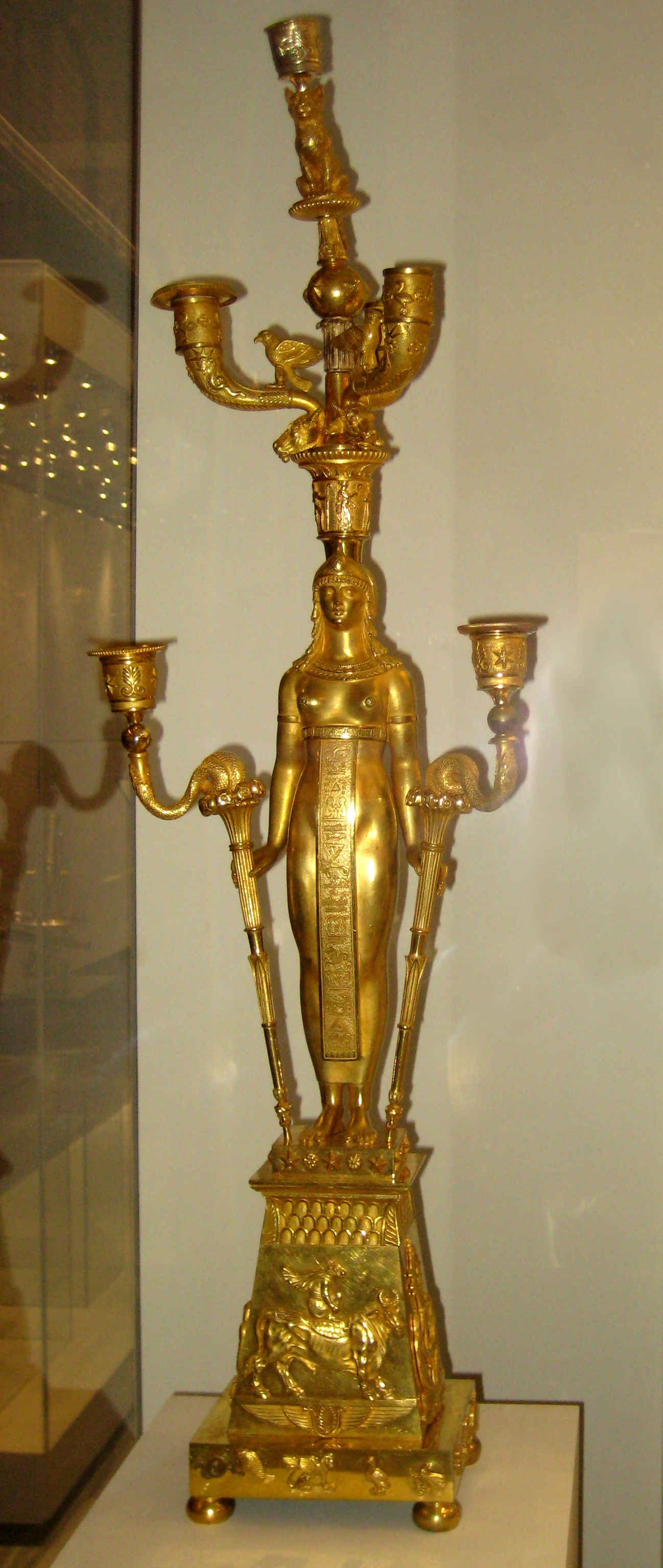
Канделябр, Франція
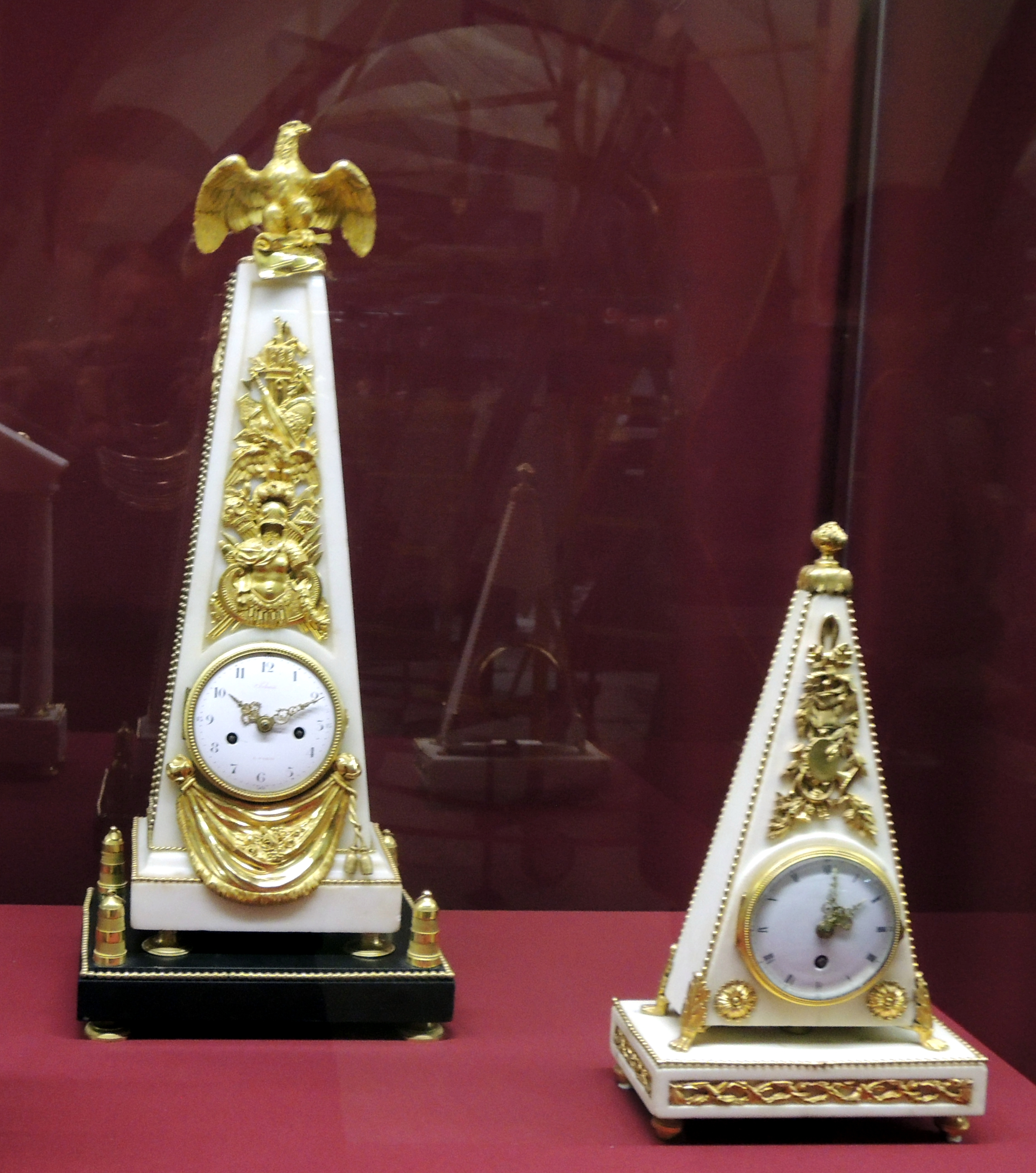
Настільні годинники у вигляді обеліска та піраміди (1780—1790, Франція)
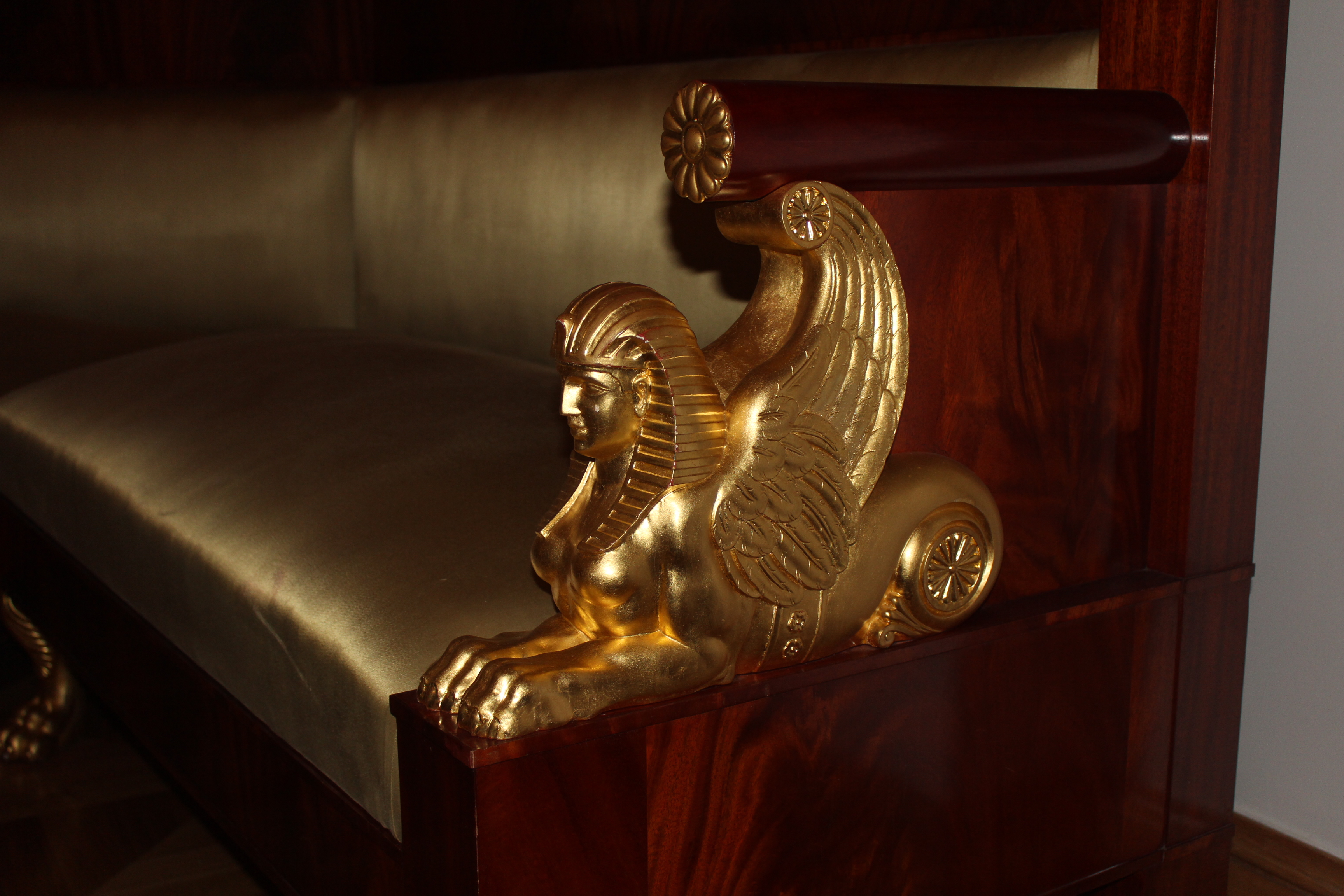
Софа з ручкою у вигляді еллінізованого сфінкса

## Історизм

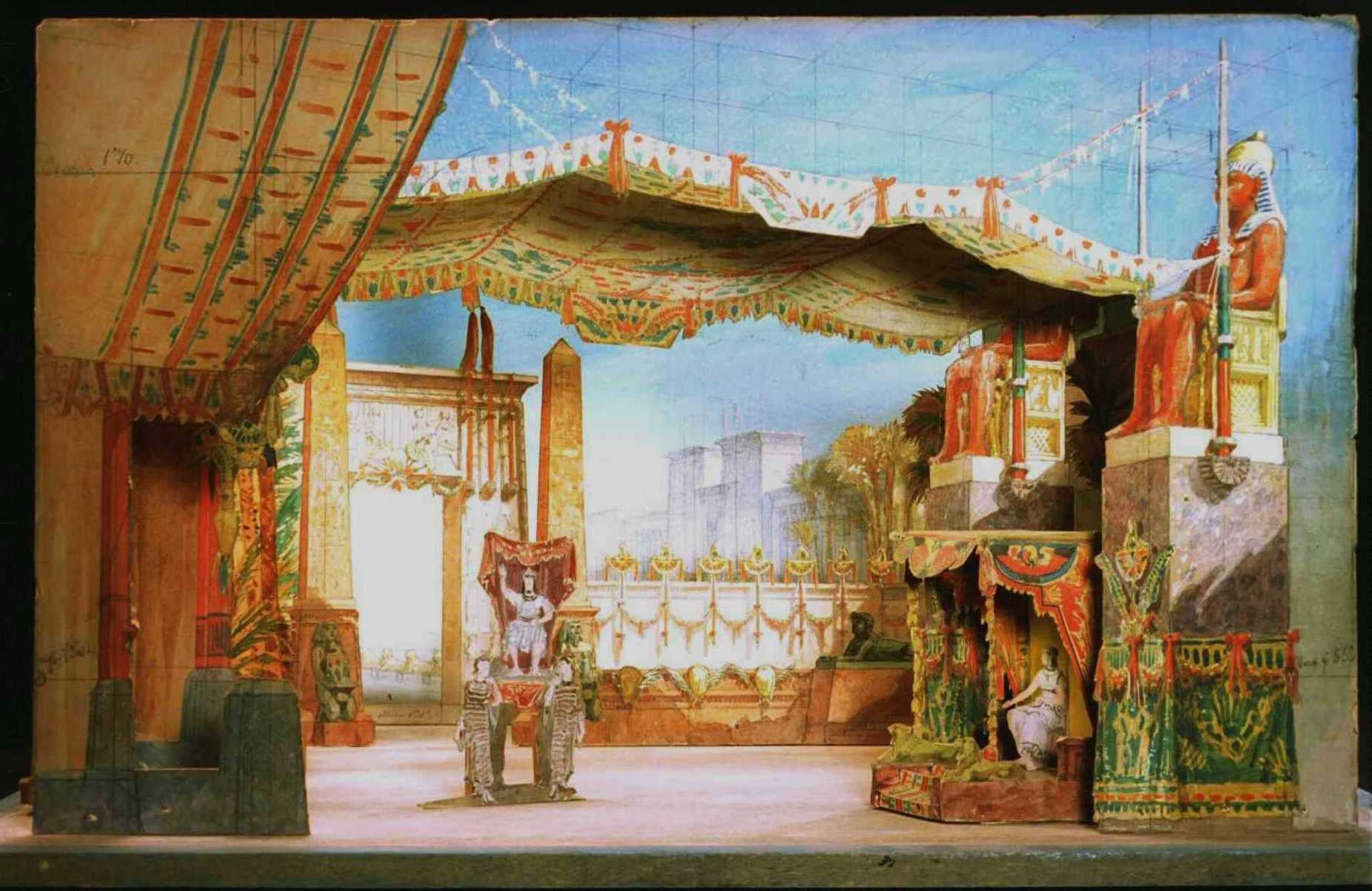
Декорації для «Аїди», 1876

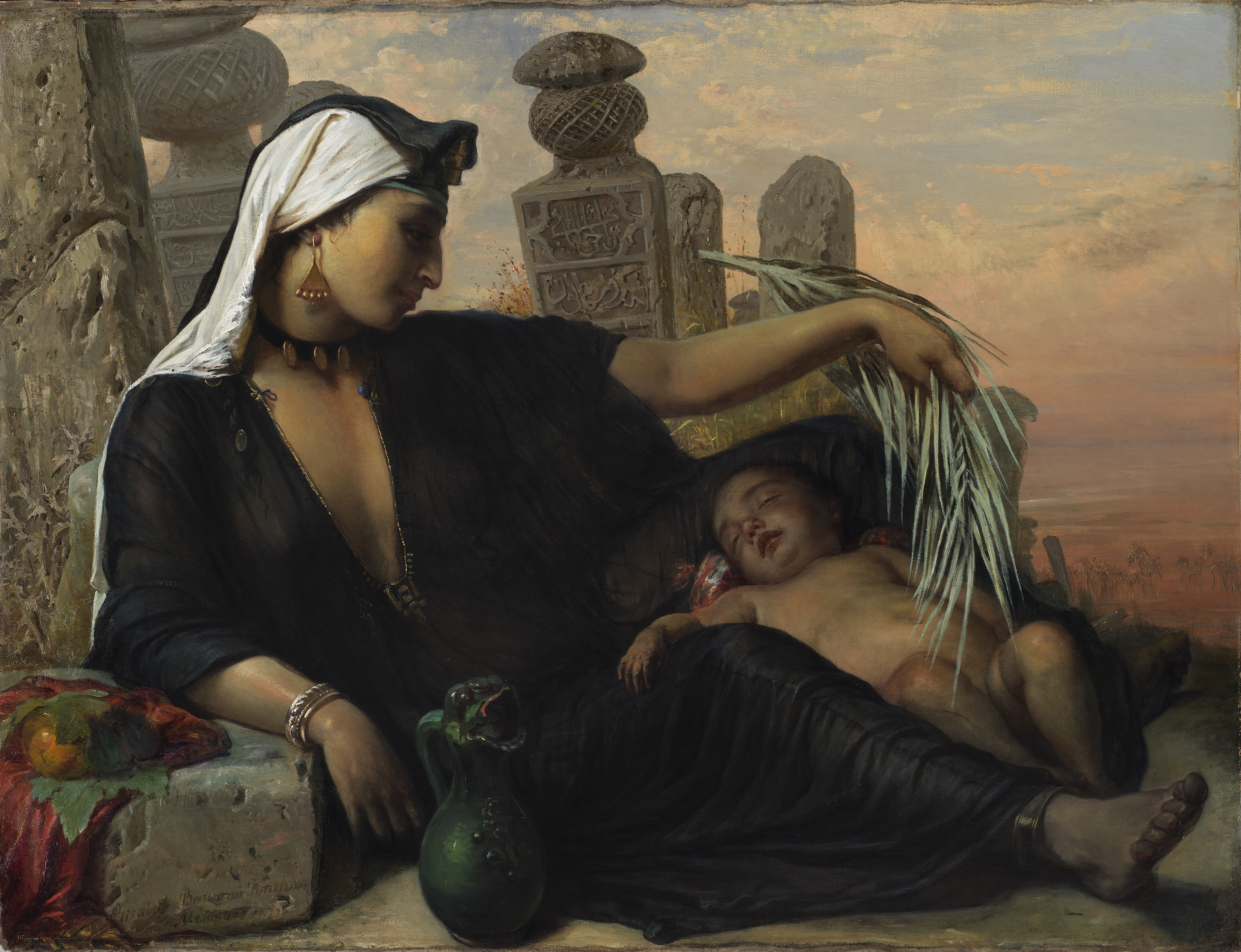
Елізабет Йєріхау-Бауман. «Єгиптянка з фелахів», 1878

Епоха історизму, з прискіпливішою уважністю до історичної достовірності, також звертала увагу на єгипетські мотиви, набагато менше їх стилізуючи, ніж це було в попередні епохи. Дешифрування ієрогліфів в 1822 році підігріло інтерес до «істинного» відкриття Єгипту і його історії. У живописі стиль орієнталізм тяжіє до максимально «реалістичного», але при цьому романтизує зображенню Сходу.
Популярності допомагали наукові відкриття (Огюст Марієтт), будівництво Суецького каналу (1869), розкопки Амарни (1887), художні твори («Роман з мумією» Теофіля Готьє, опера Верді «Аїда», 1871, тощо.). Ідейна основа єгипетського стилю змінилася — він помітно демократизувався. «Це вже не стиль державної міці, а стиль ґрунтовності буржуазії. Він привертає ефектом стабільності та надійності, котрий — виробляє статична масивність форм. Єгипетські елементи та декор використовуються в архітектурі промислових і нежитлових будівель, призначених для великої кількості людей».

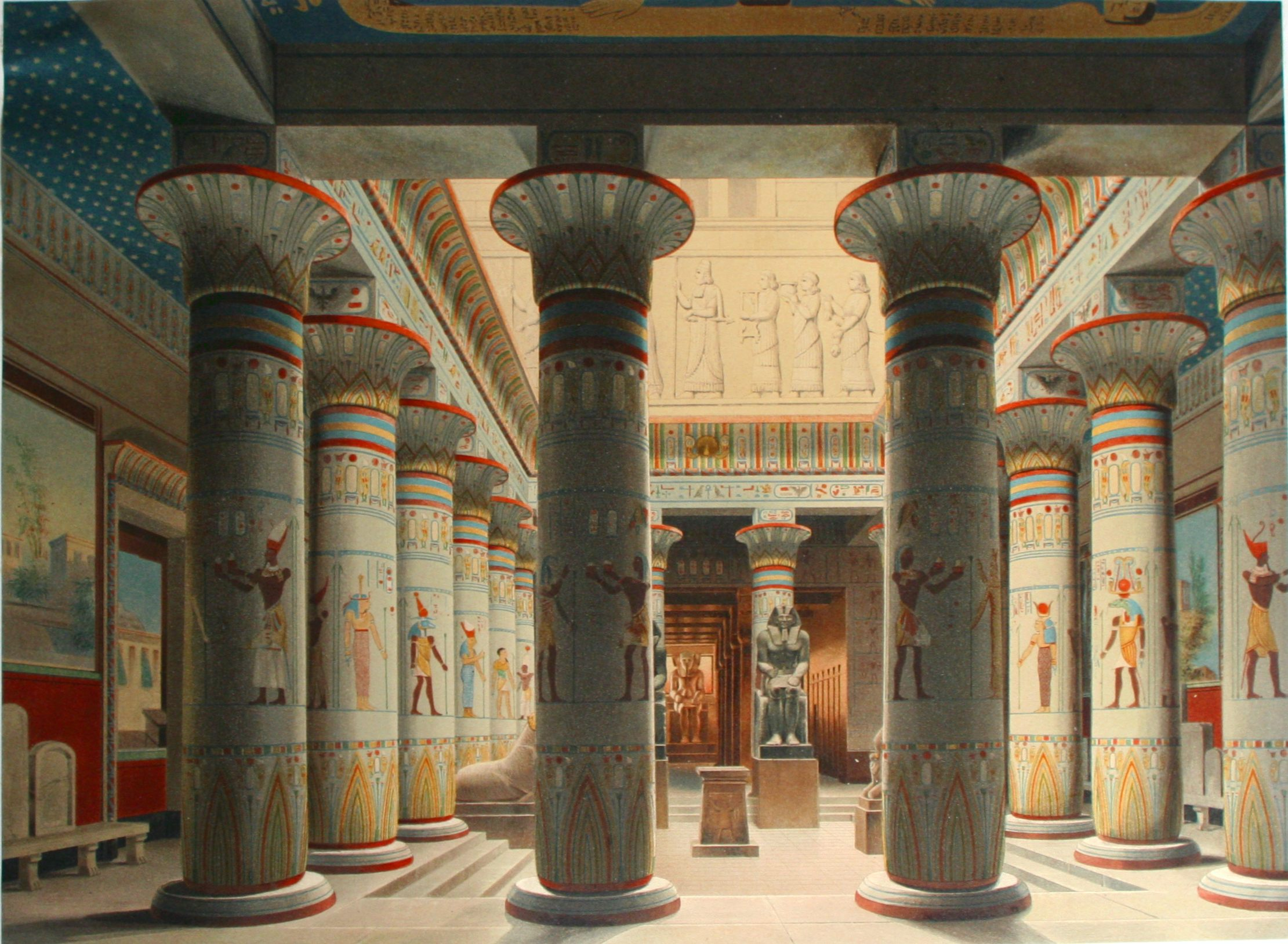
Єгипетський двір. Новий музей (Берлін), 1843—1855.
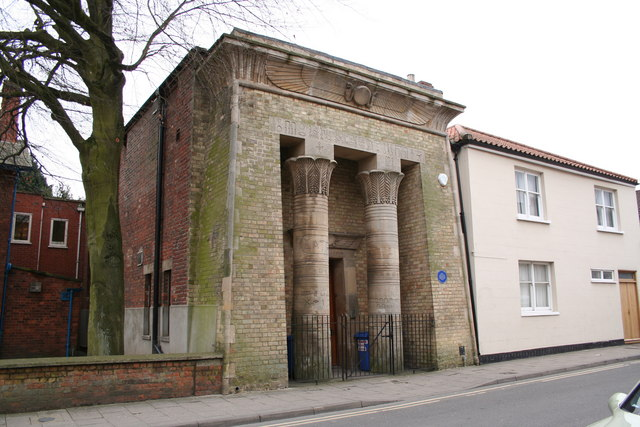
Масонська ложа (Бостон, Велика Британія), 1860-63.
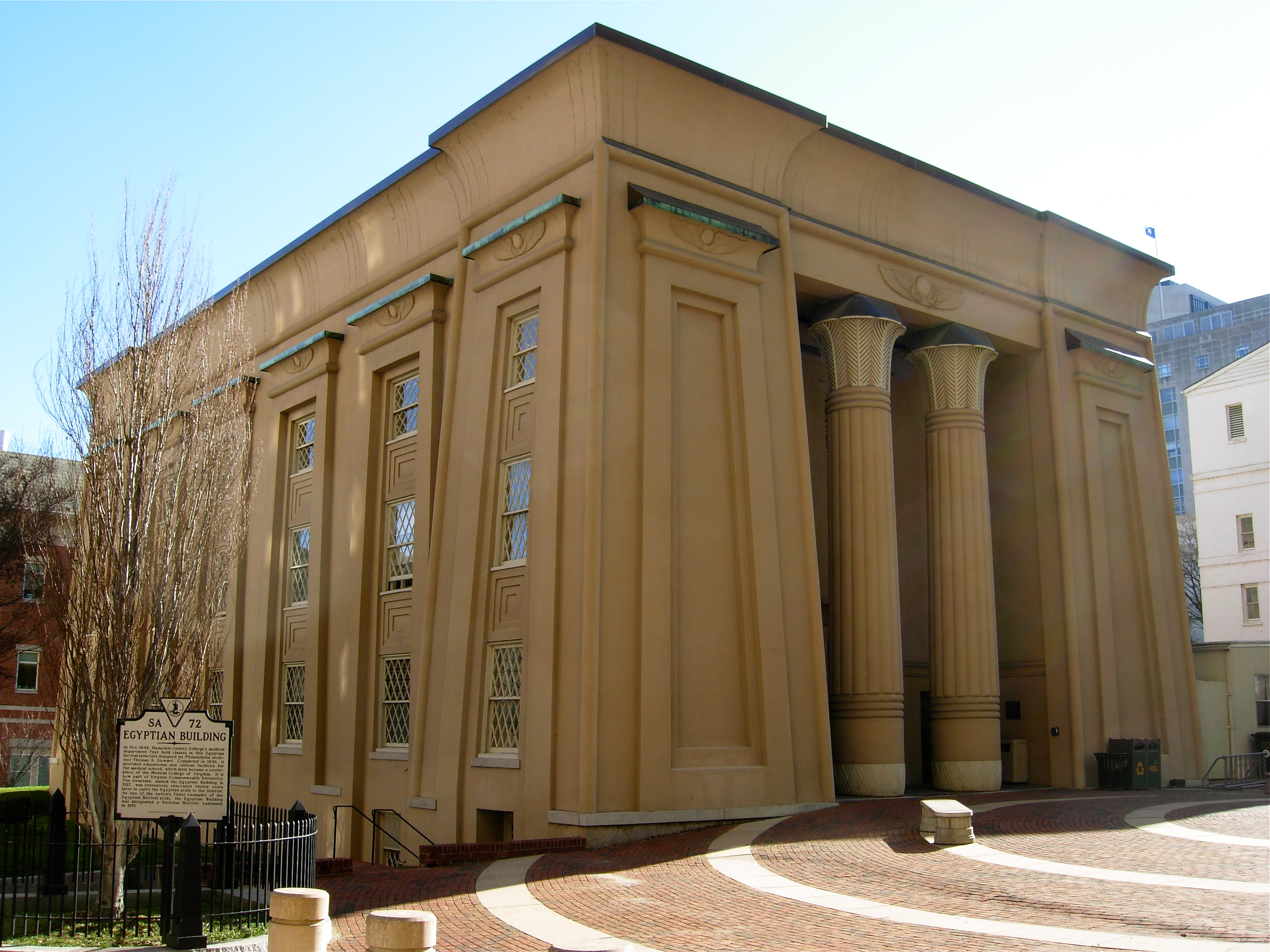
«Єгипетський будинок», 1845 (Річмонд, США)
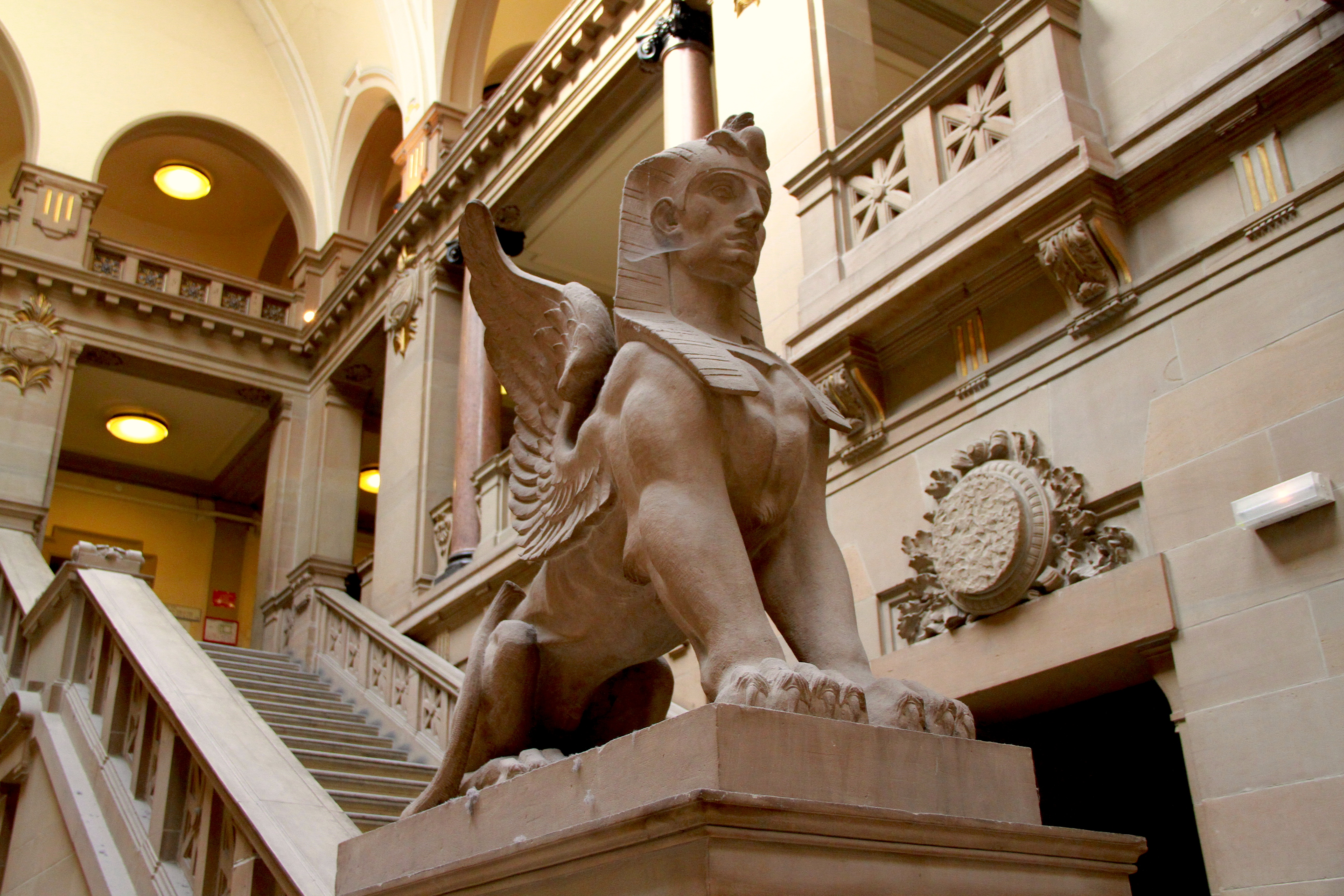
Інтер'єр Палацу правосуддя, Страсбург
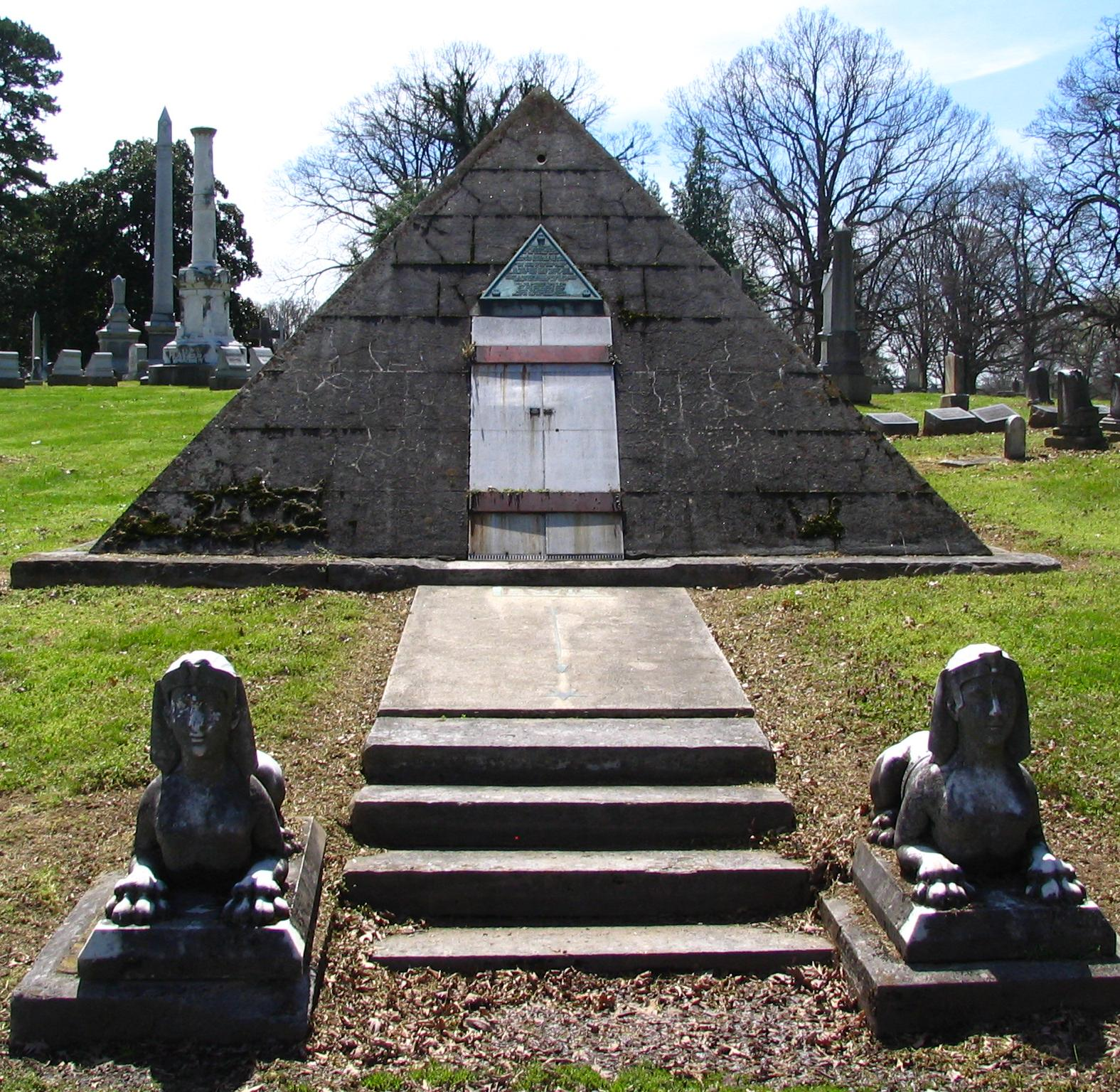
Могила в Нешвілі (США), 1917
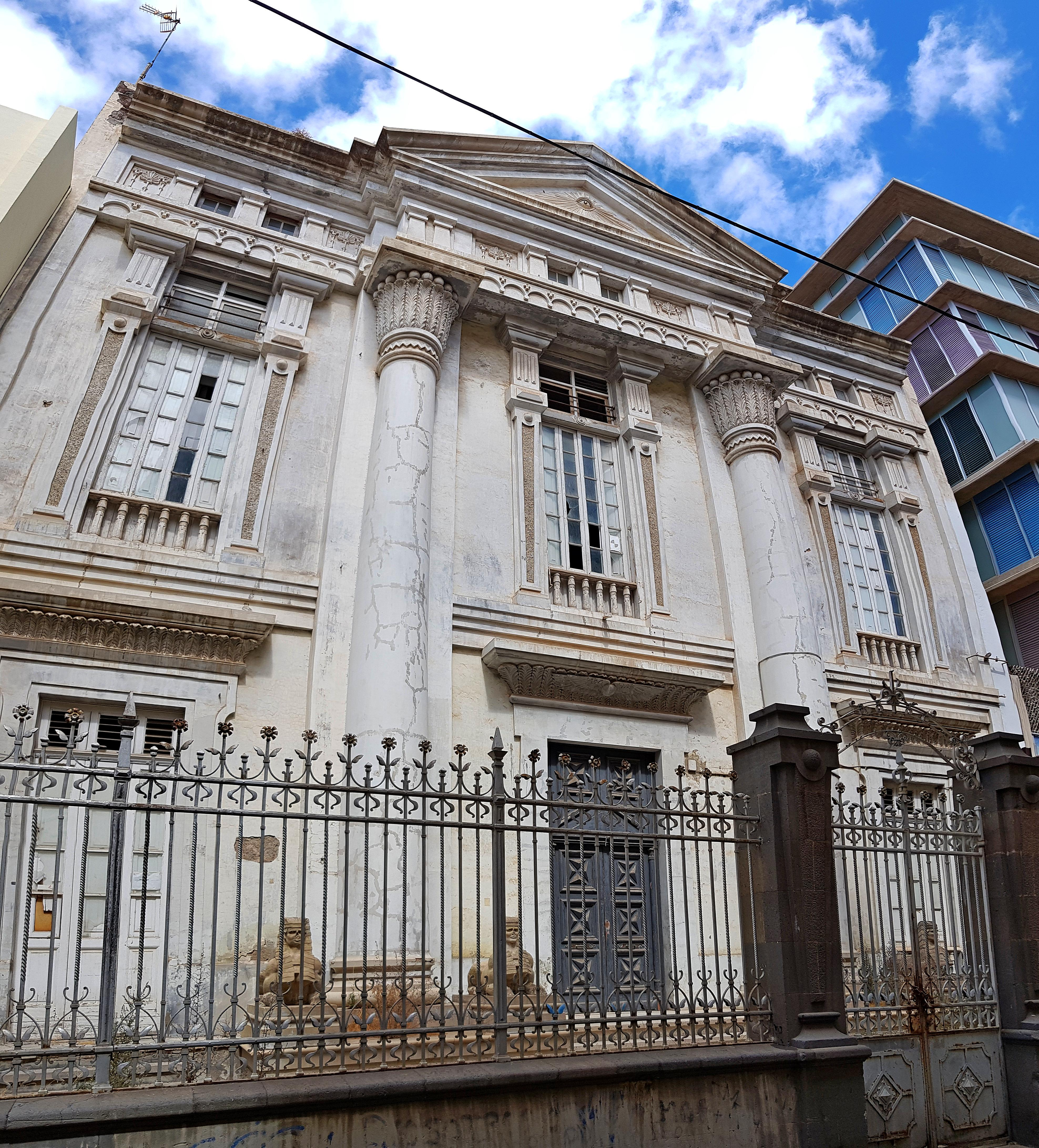
Масонський храм у Санта-Крус-де-Тенеріфі

### Історизм у Російській імперії

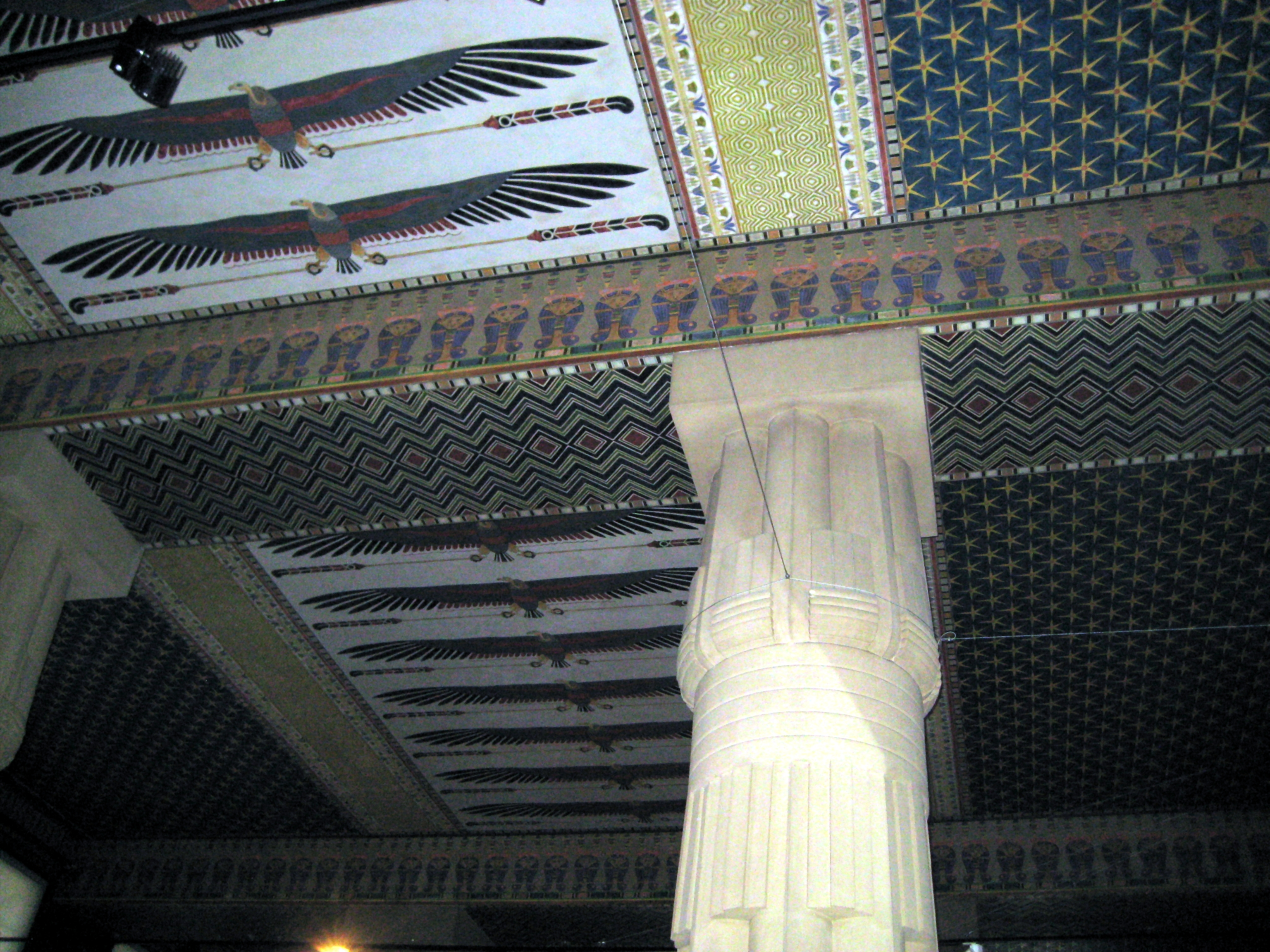
Єгипетський зал ДМОМ

У Російській імперії також виникає наукова школа єгиптології. З 1825 в Петербурзі починає складатися єгипетська колекція оригіналів — при Петербурзькій Академії наук влаштовується «Єгипетський музеум», приміщення для якого було відведено в першому поверсі східного крила Кунсткамери. Першою давньоєгипетською скульптурою, придбаною Ермітажем, була монументальна статуя богині Сохмет-Мут, привезена в 1837 Норовим з храму богині Мут у Фівах і спочатку знаходилася в Академії Мистецтв.
У 1840 році була опублікована книга «Подорожі по Єгипту і Нубії в 1834—1835  Авраама Норова. Працювали такі вчені, як Володимир Голенищев, Оскар Лем,  Борис Тураєв.
Маріус Петіпа в 1862 створив свій перший балет з декількох дій «Дочка фараона» для царського імператорського театру. Це була неймовірна фантазія на єгипетські теми, в якій оживають мумії та отруйні змії.

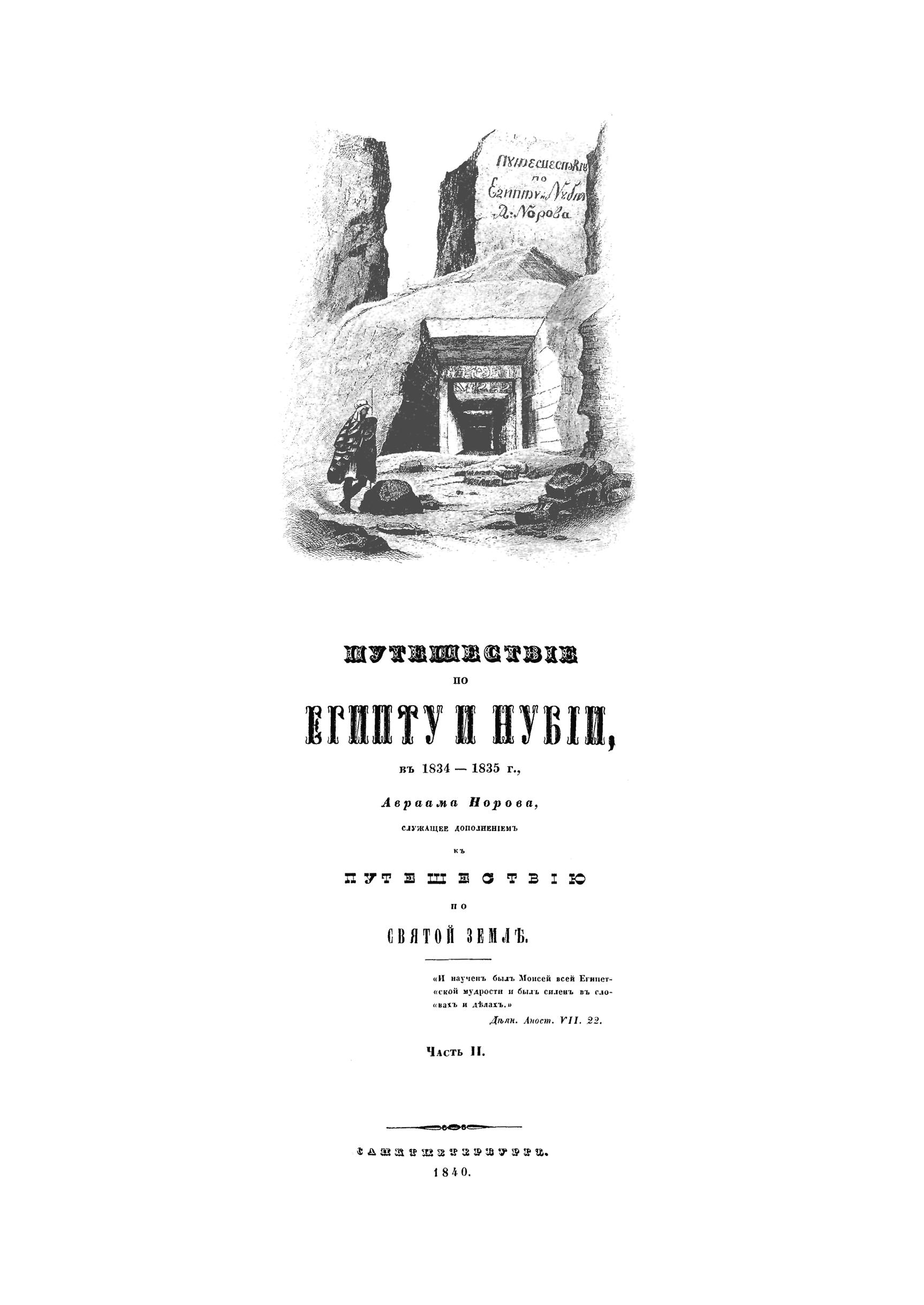
Титульний лист «Подорожі» А. Норова
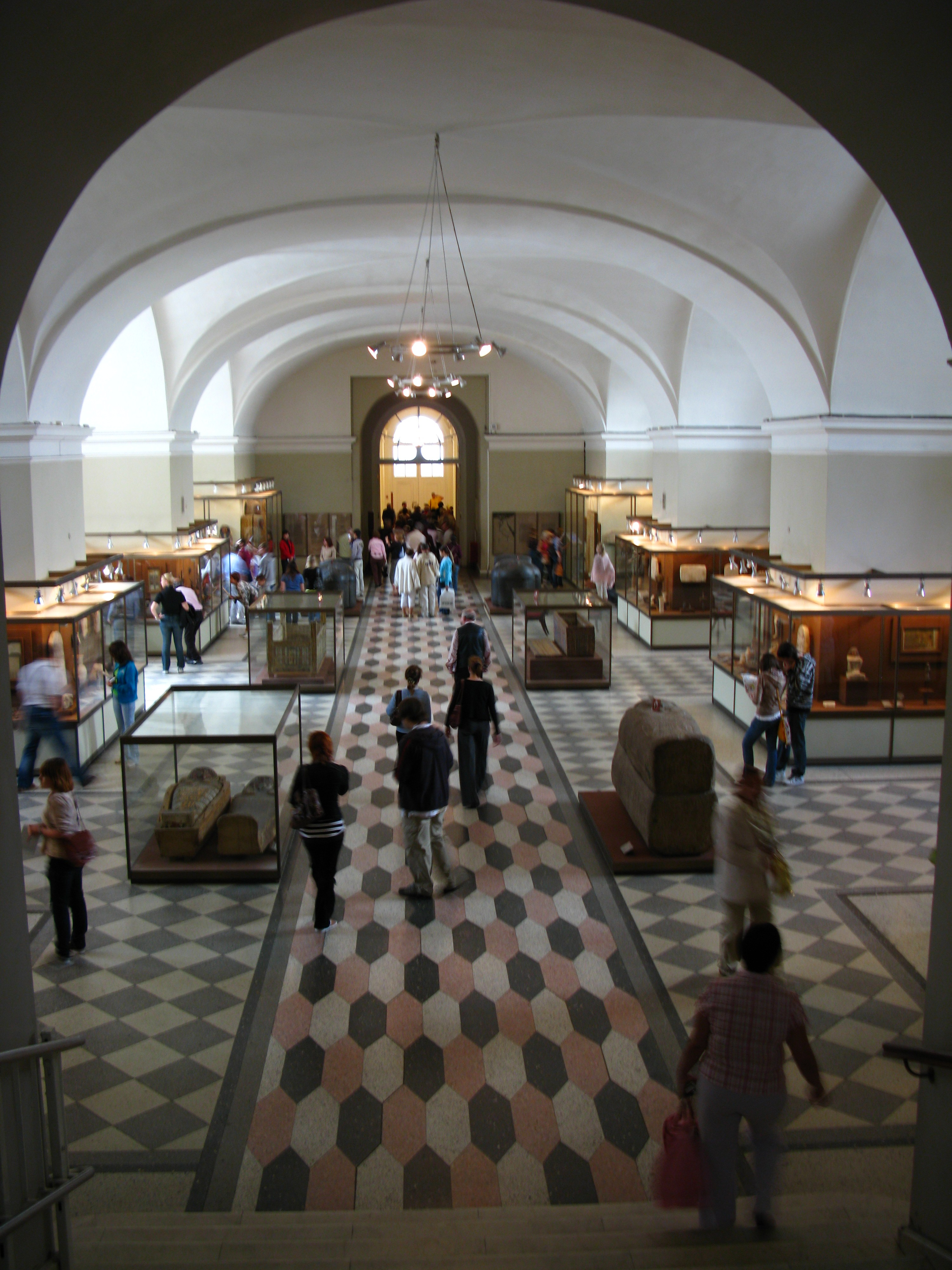
Ермітаж, Єгипетський зал
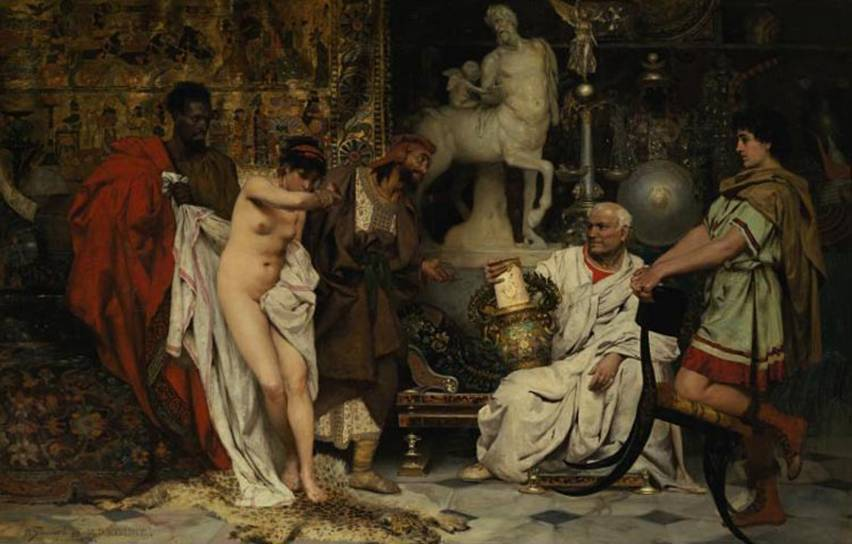
Картина Семирадського з етнографічно-археологічною точністю до деталей стародавнього побуту
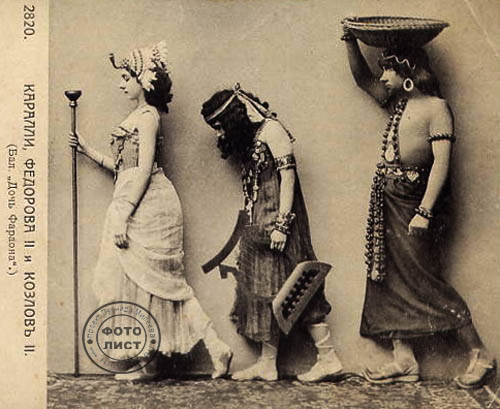
Балет «Дочка Фараона». Фото з листівки початку XX століття
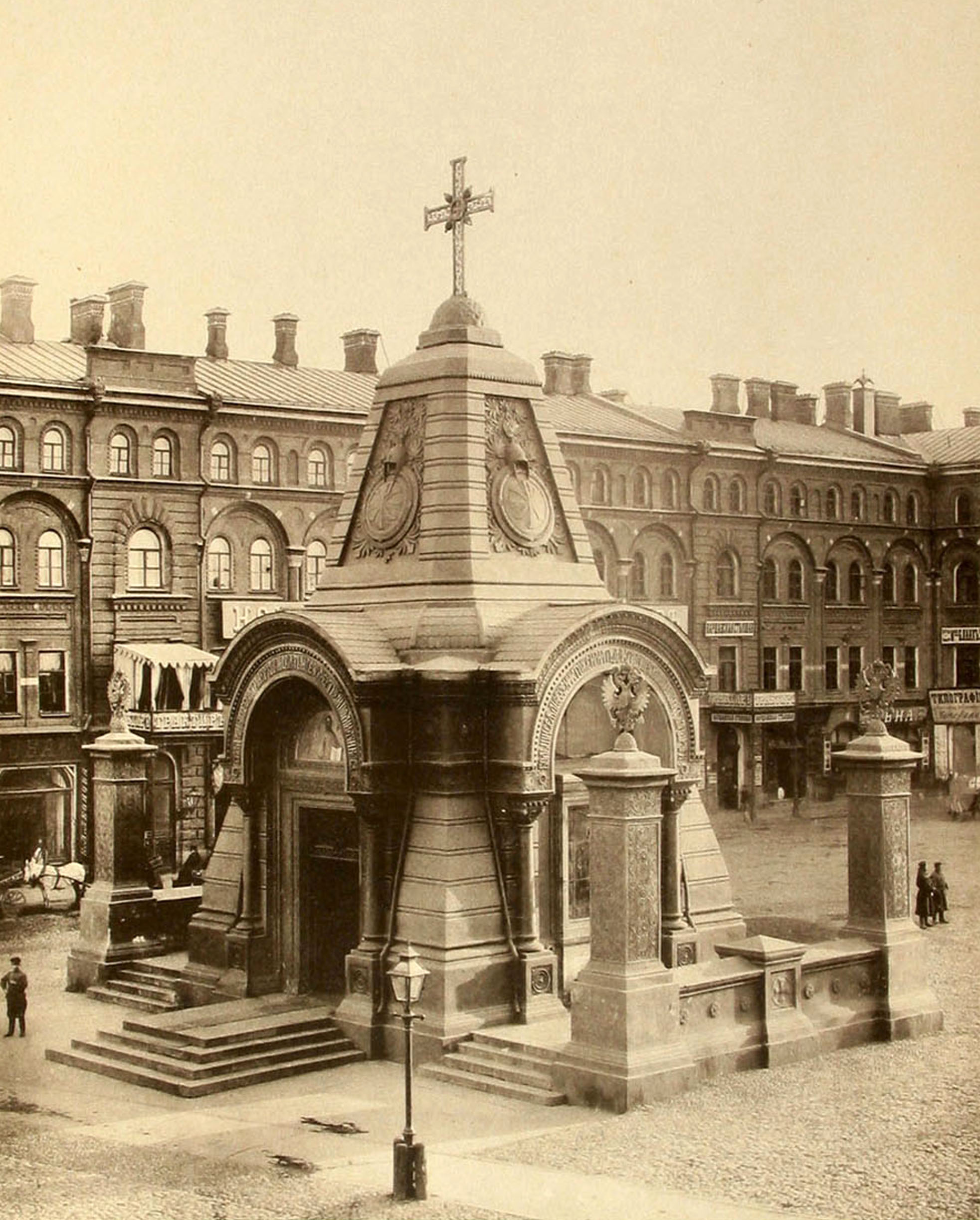
Каплиця Олександра Невського.

пам'ятки
- Каплиця Олександра Невського, 1882—1883, Москва.
- Московська хоральна синагога, 1887—1891 (інтер'єр головного залу архітектора Романа Клейна).
- Державний музей образотворчих мистецтв імені О. С. Пушкіна, Москва — Єгипетський зал.

## Модерн та ретроспективізм

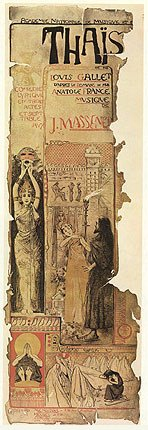
Афіша опери «Таїс», 1894

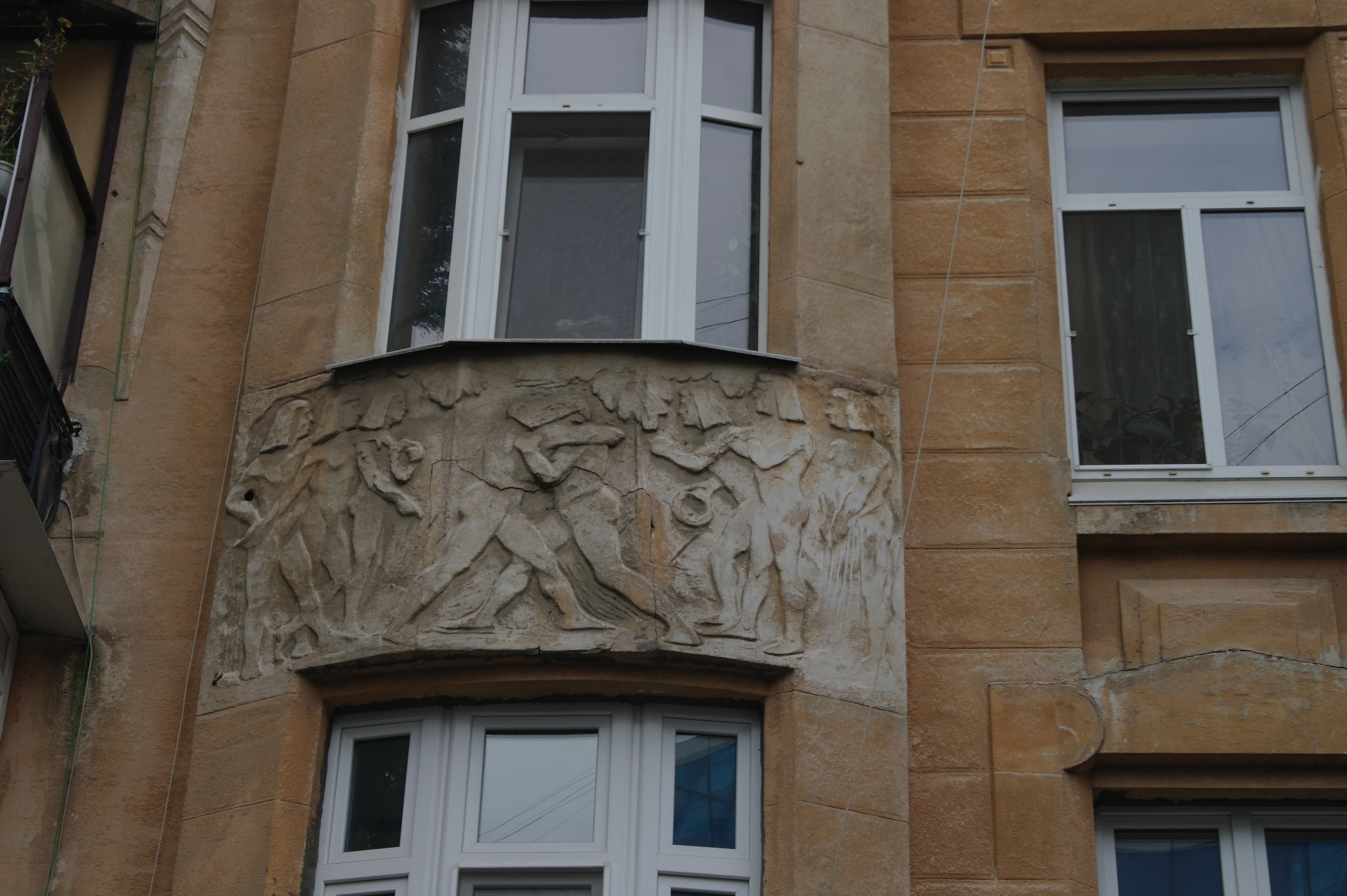
Барельєф будинку О. П. Руссова у Одесі

На початку XX ст. в архітектурі під впливом модерну набуває поширення ретроспективна течія в основі якої є вільна інтерпретація одного з історичних архітектурних періодів, причому вибір не обмежується академічними стилями такими як ренесанс, бароко, класицизм, готика, але включає і звернення до архітектури сходу, у тому числі й давнього сходу, вернакулярній архітектурі різних народностей. У цьому русі широке застосування отримує і стародавня єгипетська архітектура: «„єгипетський стиль“ застосовується в будівництві самих різних за призначенням об'єктів: кінотеатрів, коледжів, бібліотек і музеїв, заводів і фабрик, в'язниць; синагог і масонських лож. Строгі, масивні, монументальні форми використовуються у всіх областях архітектури та інтер'єру. Водночас єгипетські цитати надають будівлям і інтер'єрам оригінальність і барвистість». Також єгипетські елементи використовується у відповідних зверненнях до доби ампіру (неоампір або неокласицизм).
Інтер'єри повністю оформляються в цьому стилі або використовуються лише його основні елементи, в поєднанні з рисами інших стилів.
Успішне виконання Сарою Бернар ролі цариці Клеопатри в п'єсах Сарду і Шекспіра, роман Анатоля Франса та опера Массне «Таїс» також підігріли інтерес до Єгипту.

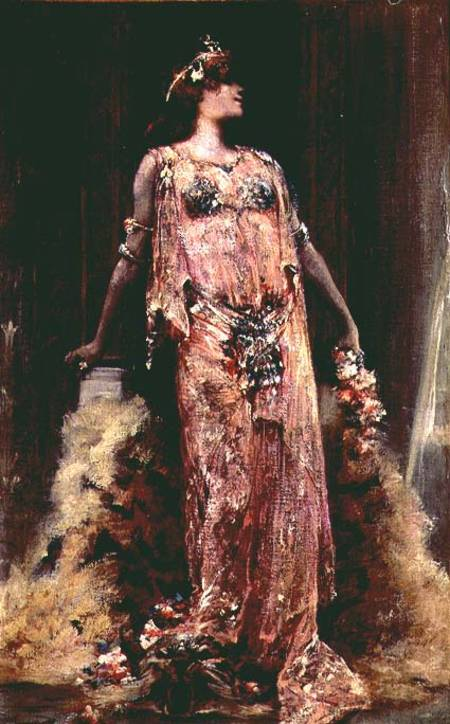
Сара Бернар в ролі Клеопатри (1893)
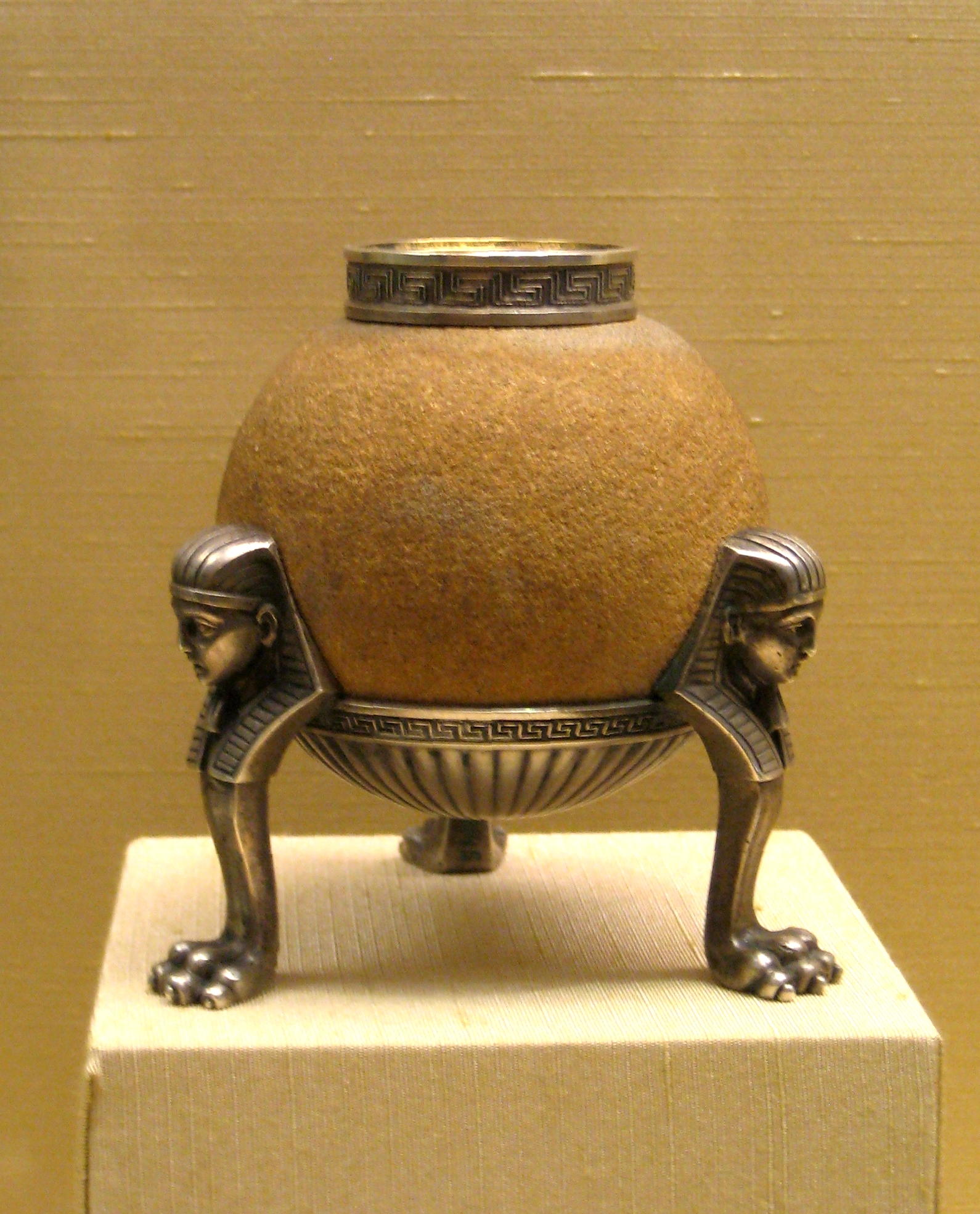
Солонка Миколи II від фірми «Фаберже», бл. 1893
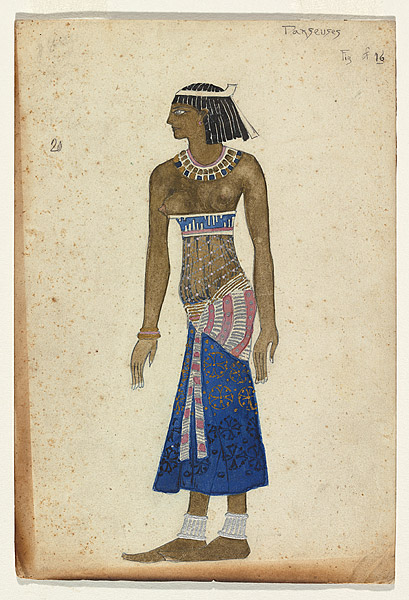
Леон Бакст. Ескіз костюма до балету «Клеопатра», 1906.
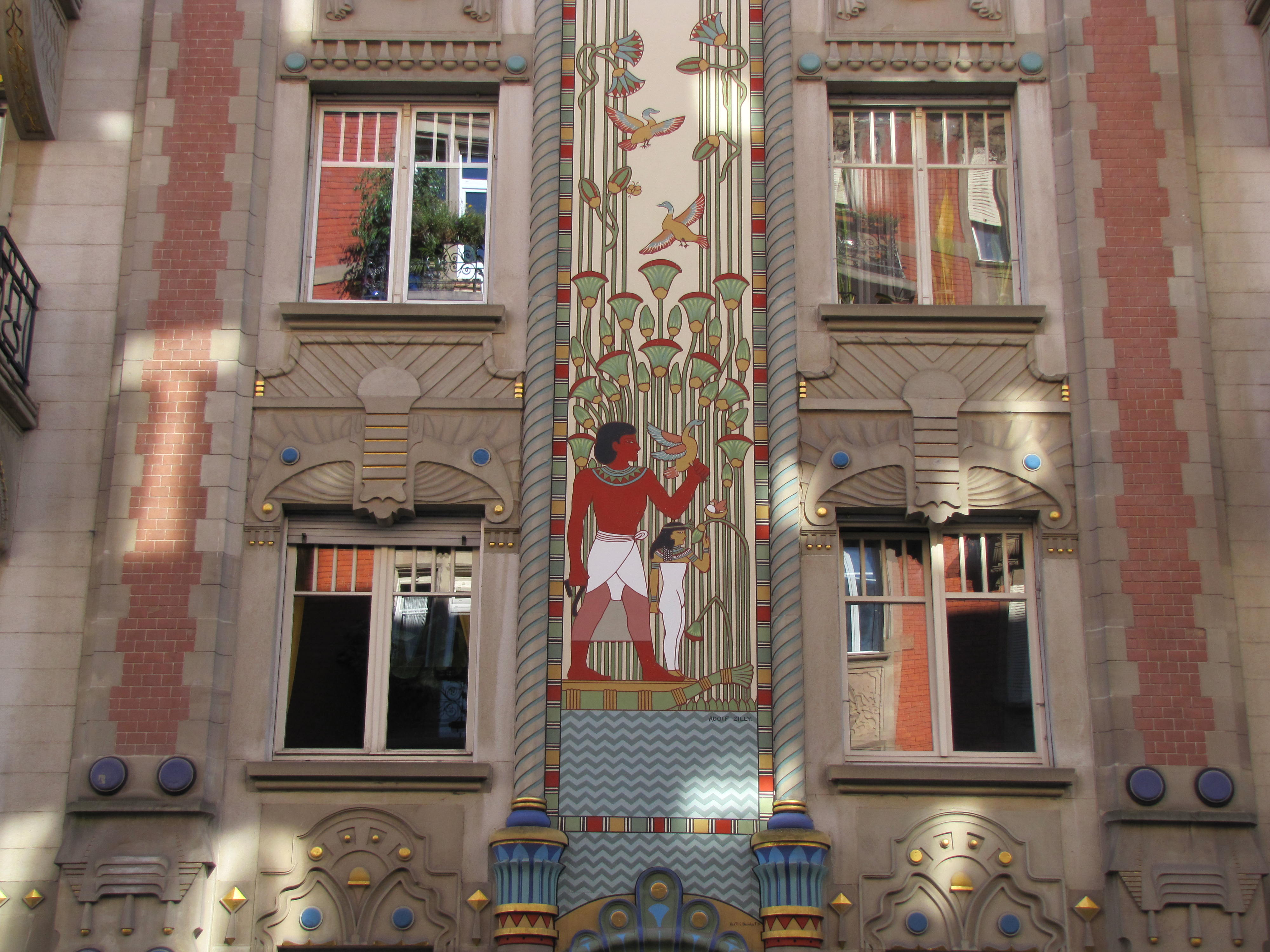
Розпис на будинку в Страсбурзі

### Доба модерну у Російській імперії

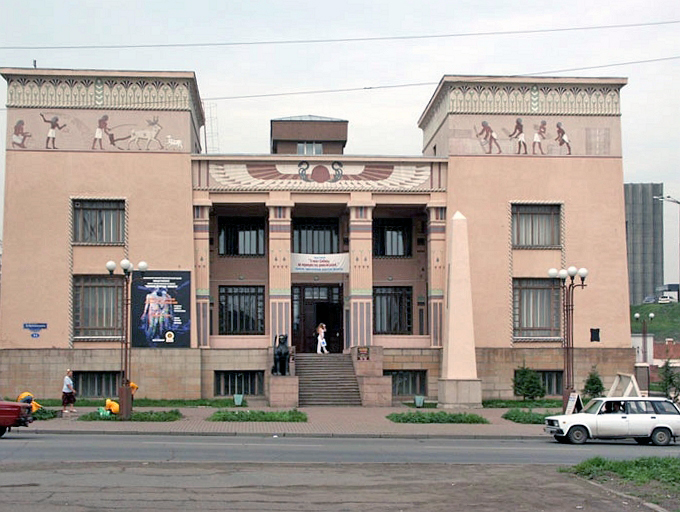
Музей в Красноярську

Інтерес до Єгипту у Російській імперії певною мірою був пов'язаний і зі світоглядними пошуками у тому числі й з містицизмом (як це раніше було в Стародавньому Римі та при масонах — колишня імперська величавість Єгипту виявилася вже не такою затребуваною). Ці пошуки видно з творів В. Соловйова та В. Розанова, робіт художників О. Бенуа, М. Чюрльоніса («Соната пірамід»). 1908 року було поставлено балет А. Аренського «Єгипетські ночі». 1916 року Брюсов видав стилізоване продовження поеми Пушкіна «Єгипетські ночі». Бальмонт наприкінці 1909 відвідав Єгипет, написавши серію нарисів, які склали згодом книгу «Край Озіріса» (1914)
Єгипетські мотиви зустрічаються в будівлях Чернігова, Троупянського, Шехтеля.
Петербург
- Будинок П. А. Сальникова: стилізовані крилаті сонячні диски на фасаді будинку № 135 на Ліговському проспекті (1904). Арх. Фомічов Д. Г.
- Будинок на Звіринській вулиці, в декорі якого переплетені єгипетські, месопотамські та масонські мотиви.
- Прибутковий будинок Л. І. Ніжинської (Захаріївська вул., 23), арх. Сонгайла. 1911

Москва
- Будинок Левіна (М'ясницький проїзд, 3). Виконаний за мотивами ассиро-вавилонської та давньоєгипетської архітектури. Огорожі балконів мають прорізи у вигляді саркофагів мумій, пірамідо-подібні башточки — нагадують піраміду Джосера, колони входу — з хаторичними капітелями — зменшені копії храму богині Хатхор в Дендерах. Простінки на фасаді рясніють масками Ібісів і єгипетських жерців. Можливо — нагадування про вихід євреїв з Єгипту, адже власник будівлі, Левін був юдеєм.
- Будинок Михайлових на Великій Дмитрівці.
- Стоматологічний інститут на Долгоруковській вулиці.
- Шехтель:
  - Особняк горілчаного фабриканта Петра Смирнова (Тверський бульвар 18, стр. 1). Один з інтер'єрів оформлений як Єгипетський зал (1901). Сучасний ресторан «Шехтель» (реконструкція 2004—2006 рр.)
  - Особняк В. Є. Морозова (Підсосенський пров., 21). Використані єгипетські та готичні мотиви.
  - Ф.Шехтель. Камін в особняку Дерожінської.

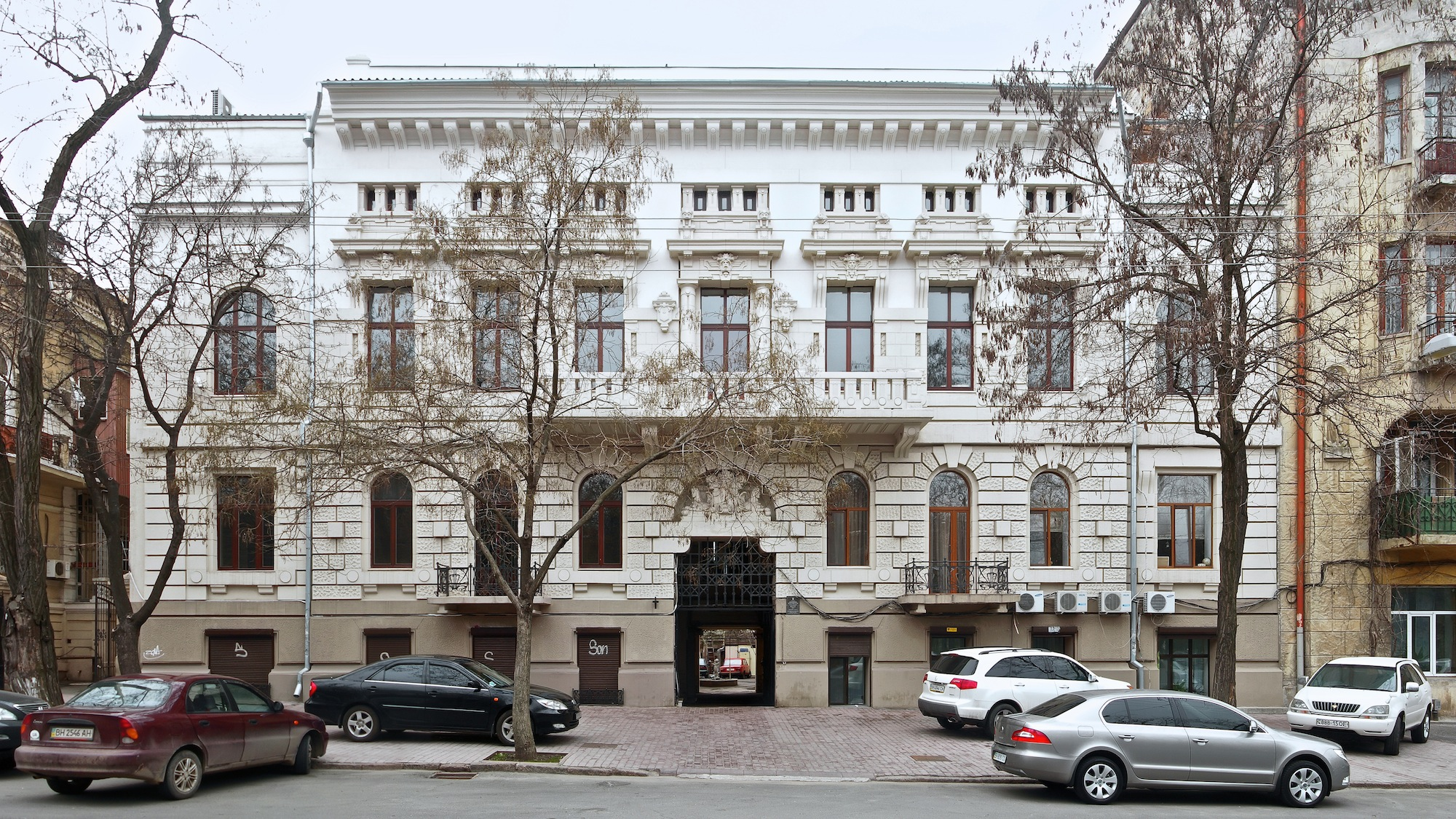
Будинок Менделевича в Одесі
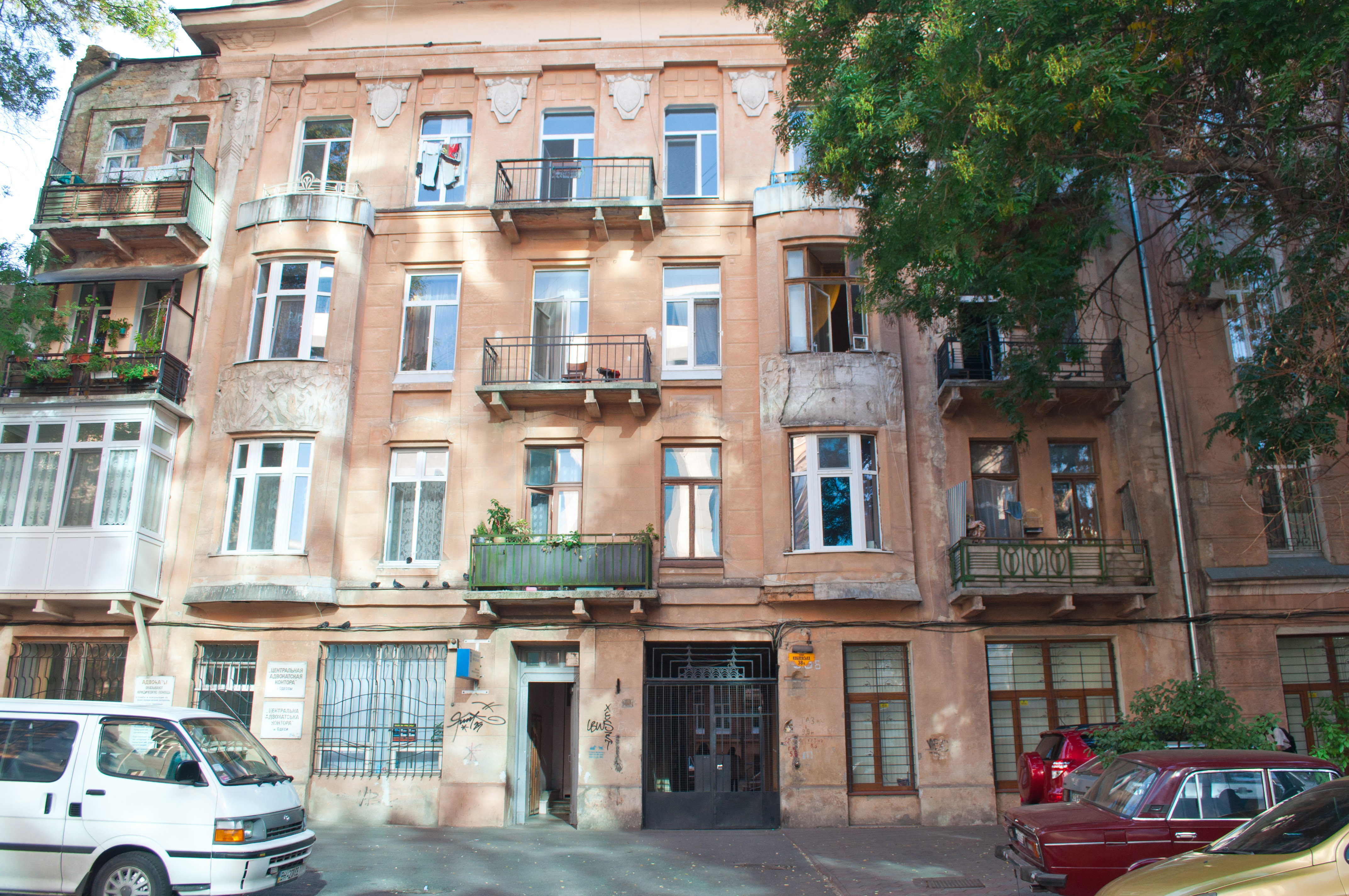
Один з будинків Русова (Одеса)
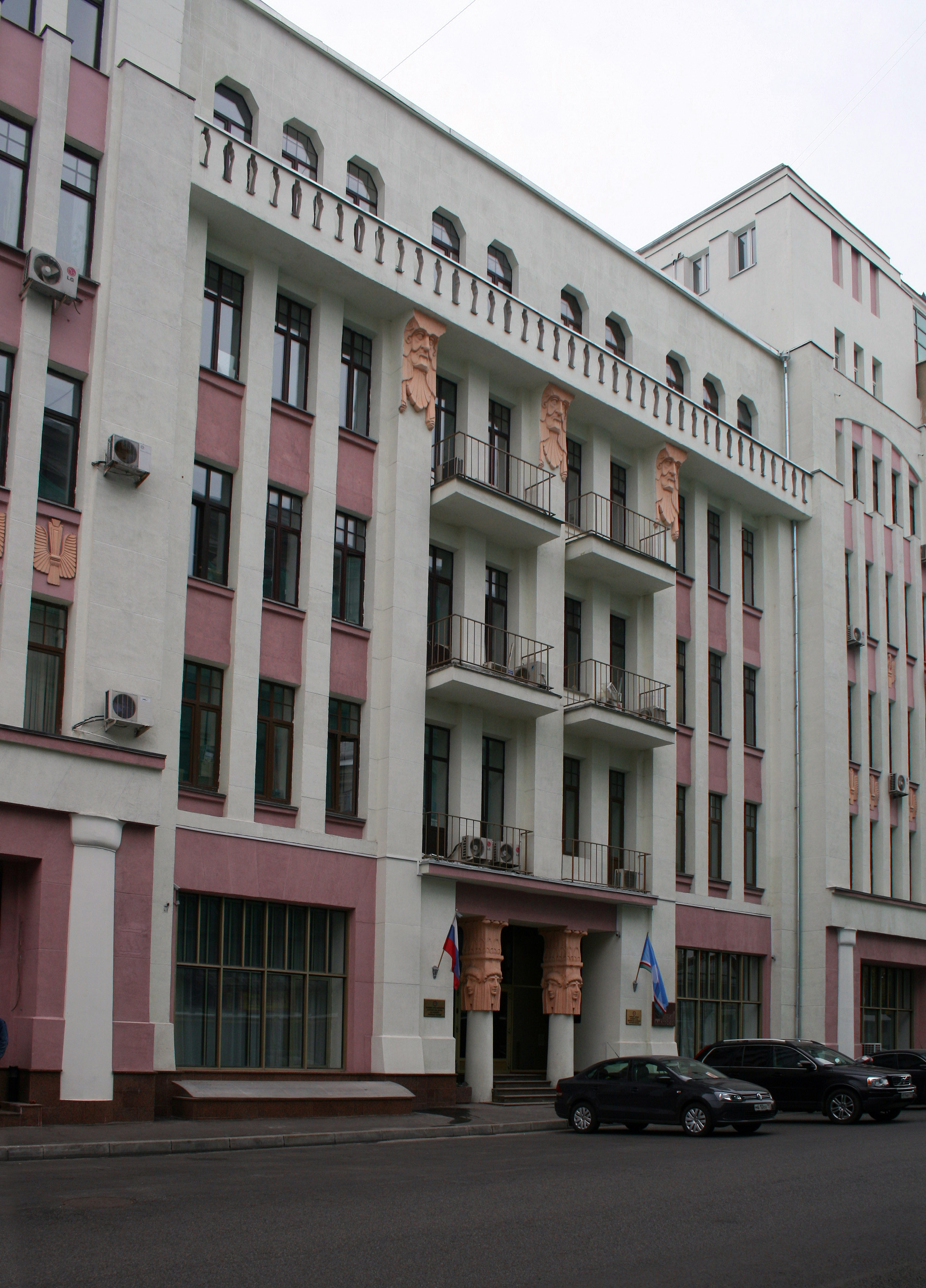
Будинок Левіна (Москва)
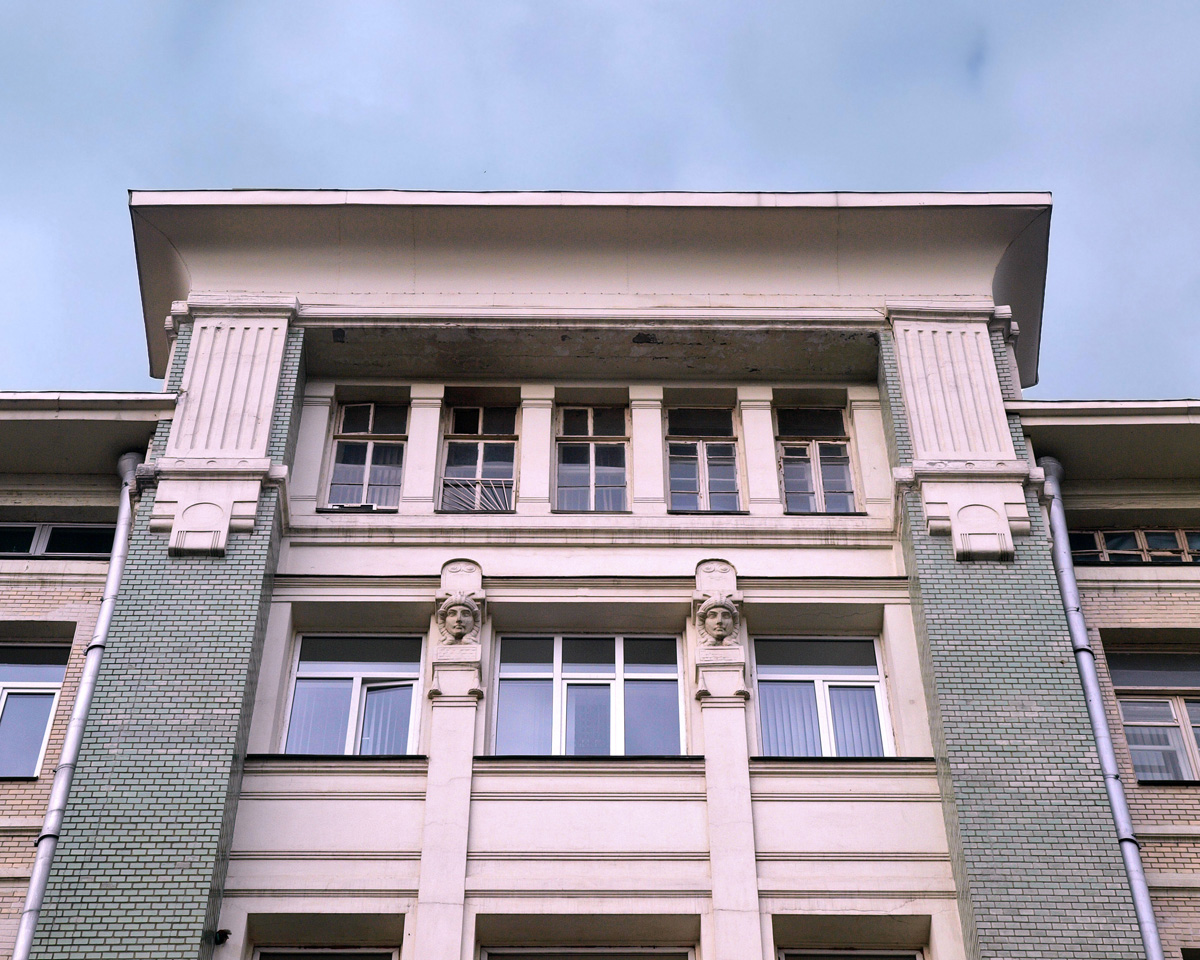
Будинок Михайлових на Великій Дмитрівці (Москва)
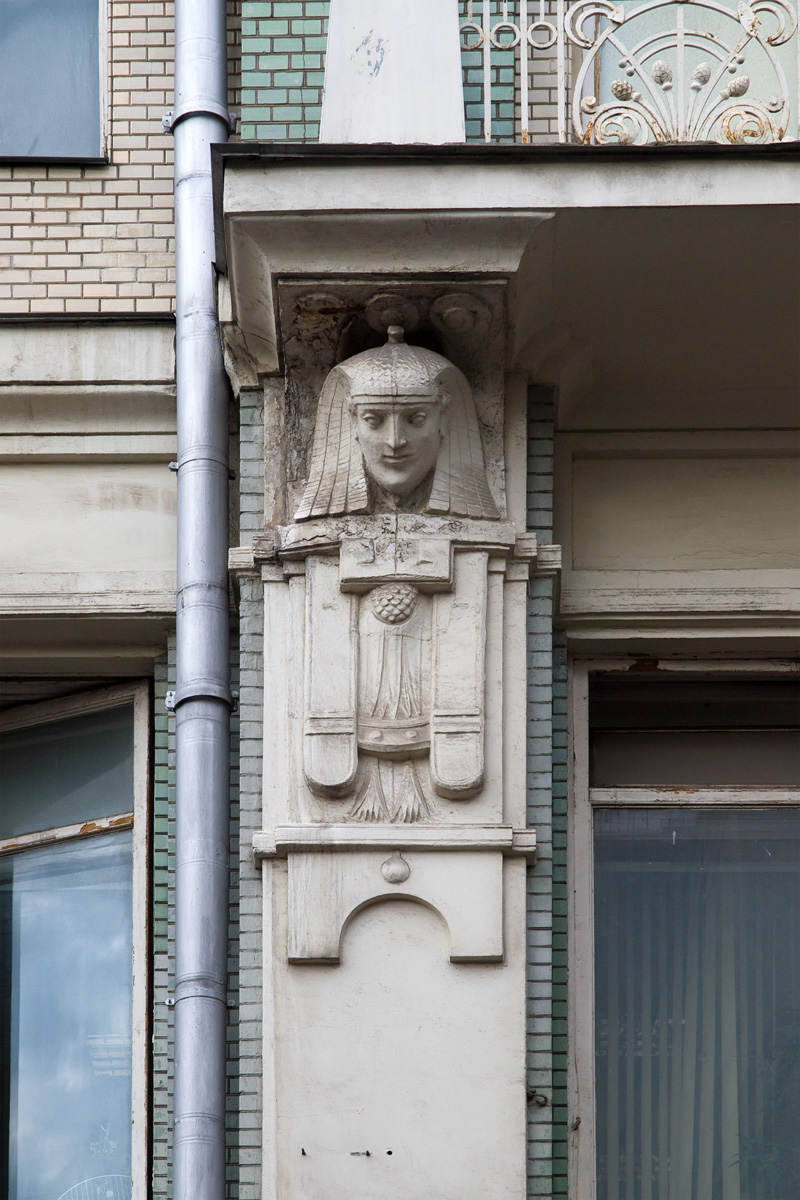
Деталь будинку Михайлових на Великій Дмитрівці (Москва)

Інше
- Музей в Красноярську, 1913—1914, архітектор Л. А. Чернишов. Найповніша, відверта і цілісна стилізація на єгипетську тему цього часу[2].

## Ар-деко і міжвоєнний ретроспективізм

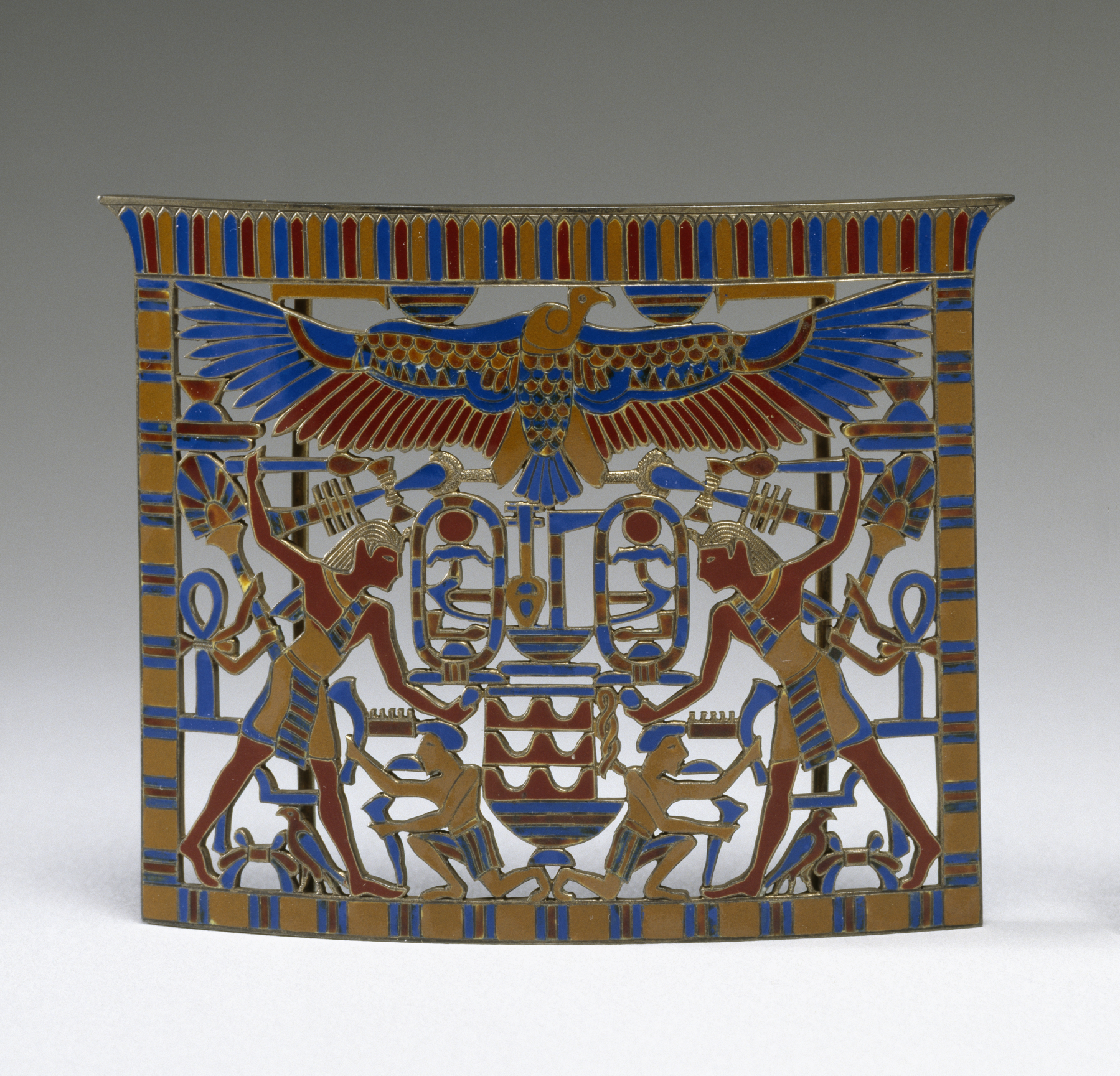
Брошка від Тіффані, поч. ХХ століття, копія прикраси, знайденої в гробниці принцеси Меререт.

Відкриття гробниці Тутанхамона в 1922 році викликало неймовірний сплеск єгиптоманії. «Єгипетський стиль міцно укорінився в ар-деко, використовувався в архітектурі, меблях, ювелірних прикрасах, в одязі, позначився на мистецтві книжкової ілюстрації та театральних декораціях». Жінки навіть почали стригти волосся під єгиптянок.

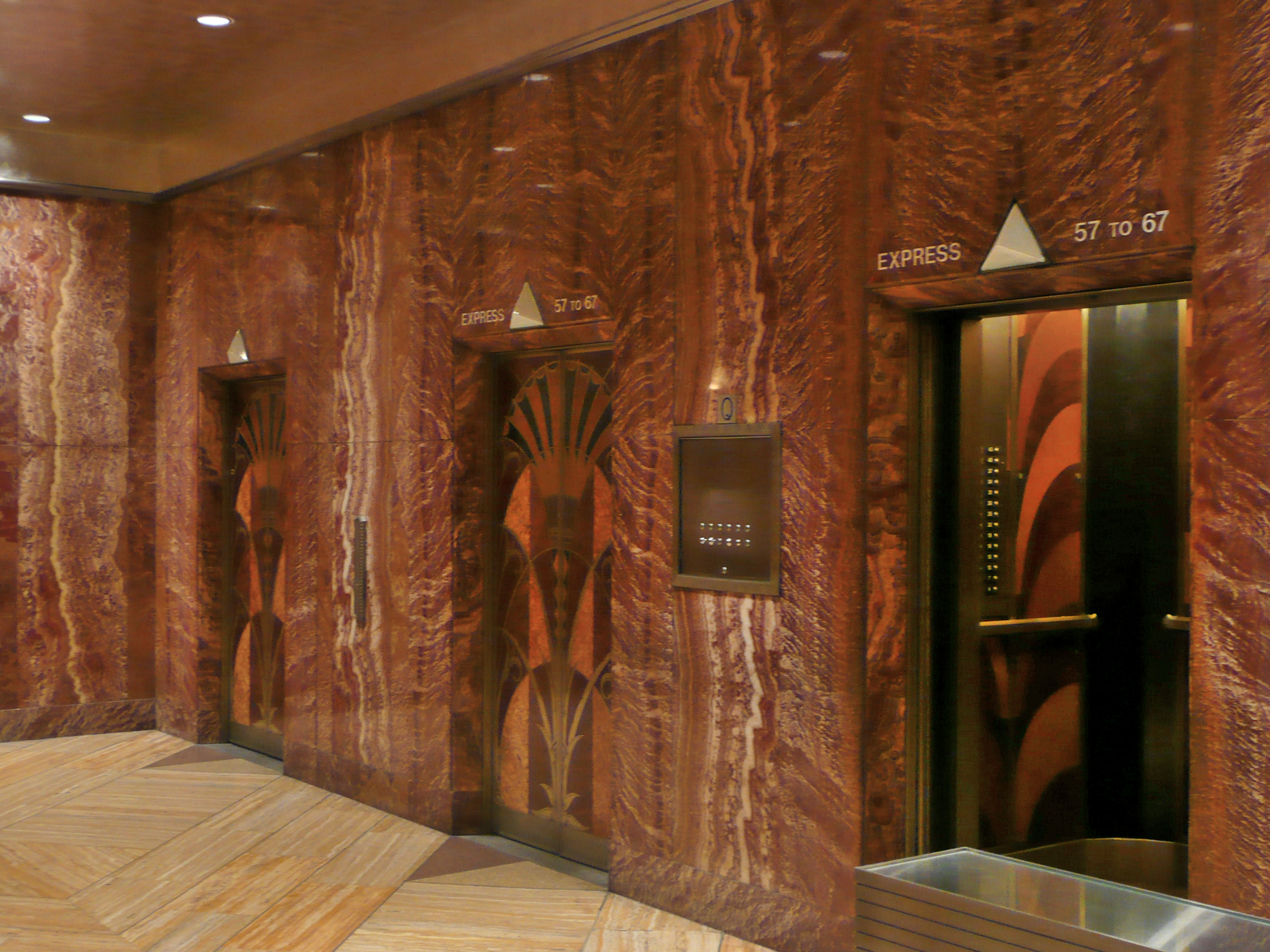
Вільям Ван Аллен. Двері ліфта хмарочоса Крайслер-білдінг в Нью-Йорку з мотивом папірусу. 1930
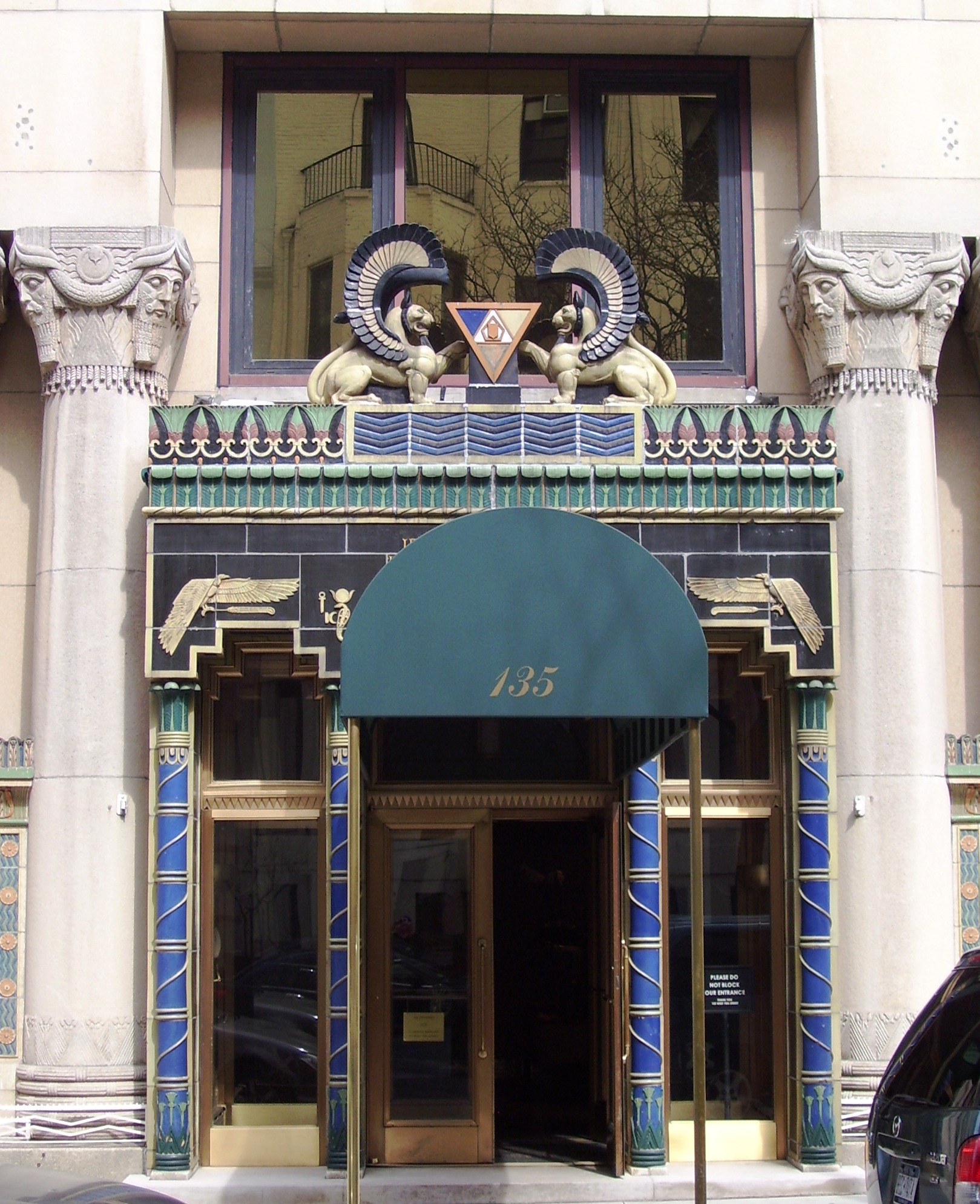
«Піфійський храм»(Нью-Йорк), 1927
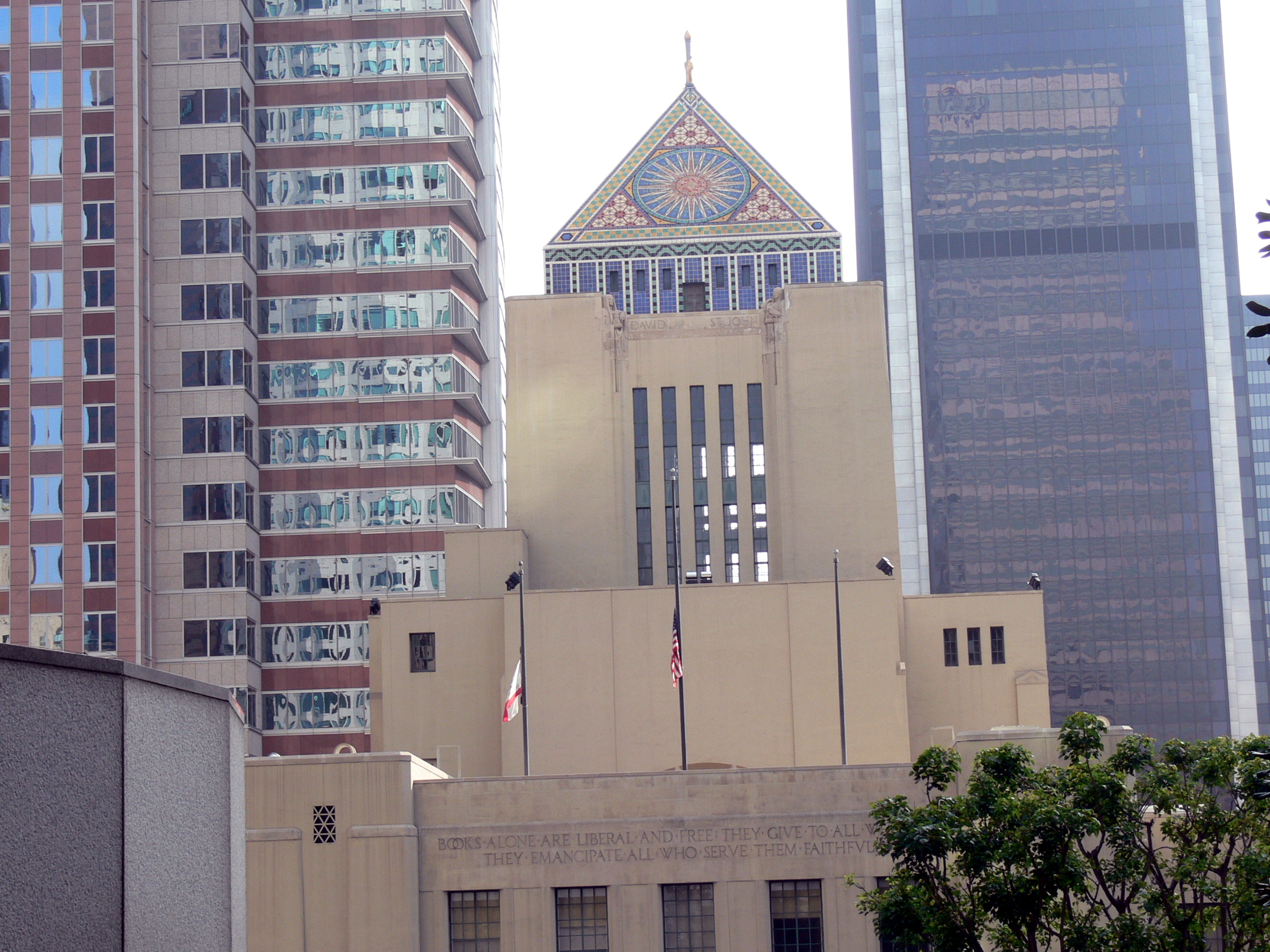
Центральна бібліотека (Лос-Анджелес), 1926
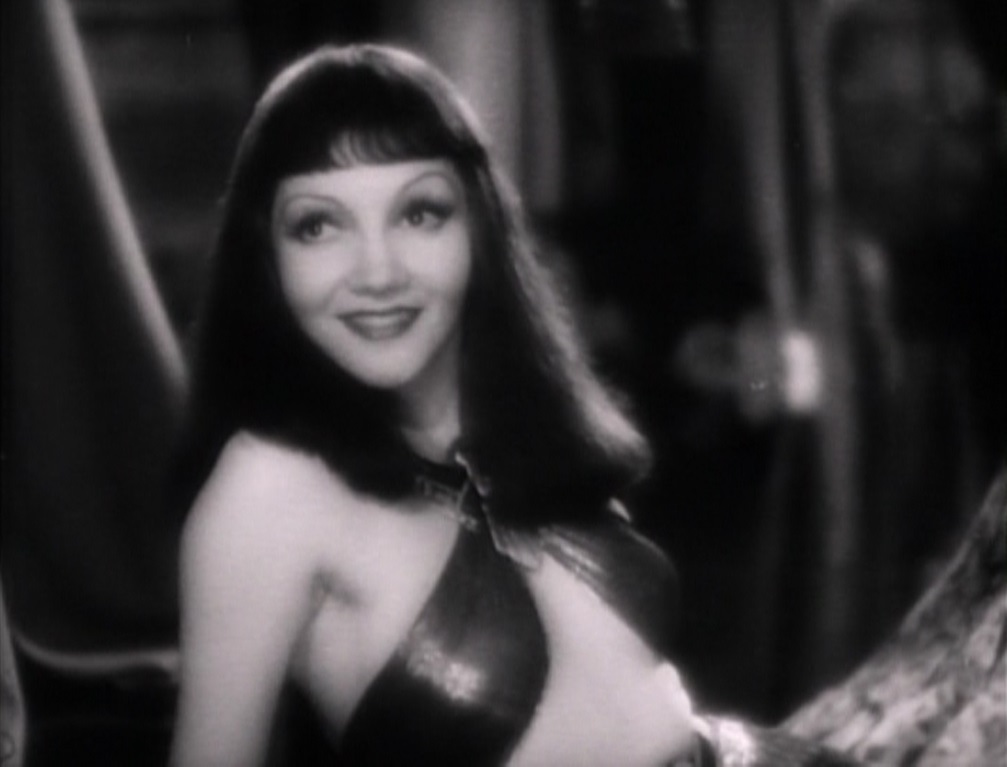
Клодетт Кольбер в ролі Клеопатри (1934)

### Ретроспективізм в Радянському Союзі

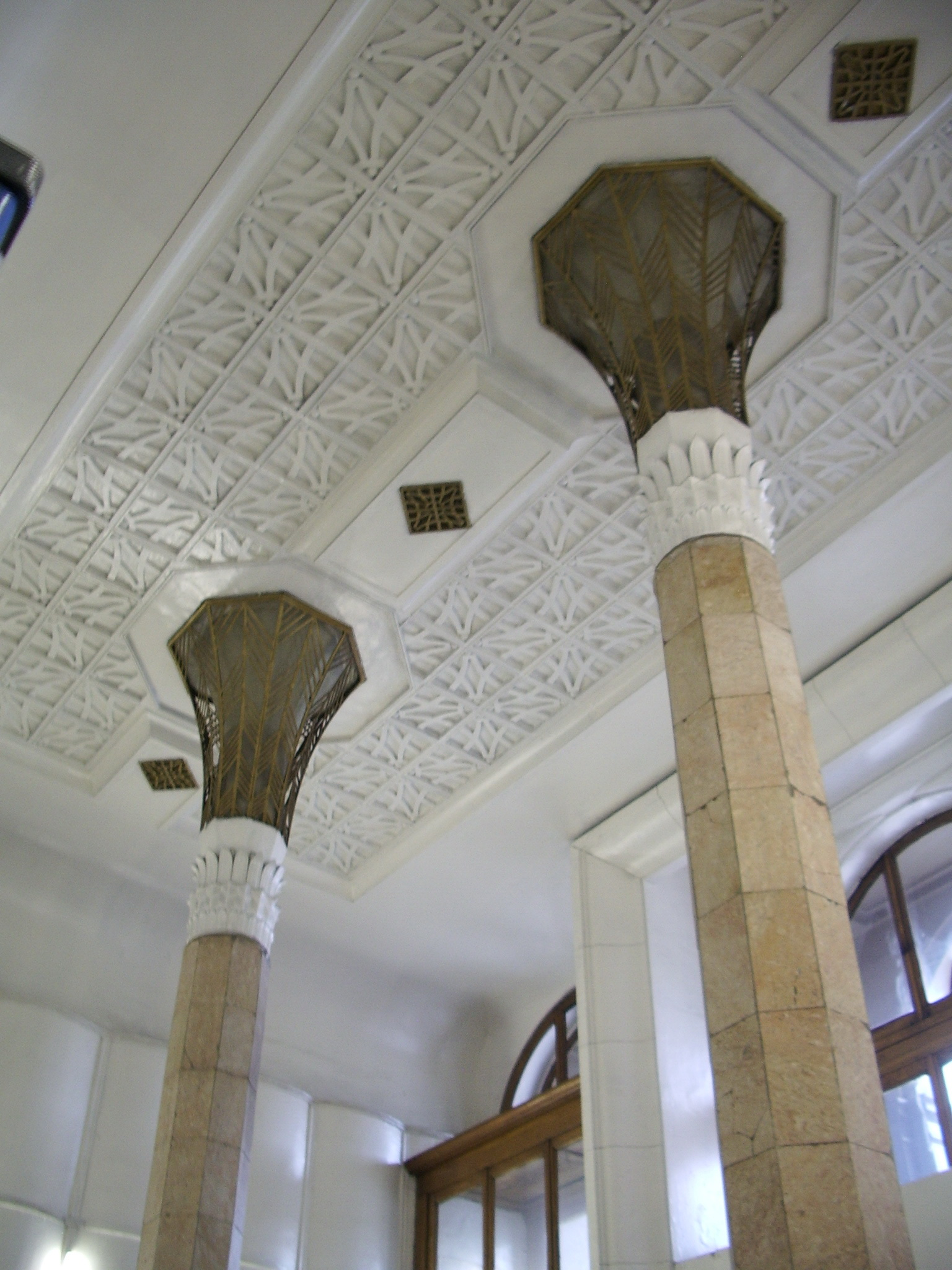
Метро «Аеропорт» — лотосоподібні колони вестибюля

Попри високу популярність модернізму у Радянському союзі ретроспективна течія також знаходить застосування. Так єгипетський стиль знайшов застосування у мавзолеї В. І. Леніна. У переможному проєкті (арх. О. Щусєва) форма відповідає функції будівлі — вона подібна єгипетській в масштабі, тобто є класичним варіантом величного меморіалу. У тому ж конкурсі брав участь проєкт, складений Ф. О. Шехтелем в 1924 році — він має вигляд єгипетської піраміди. Більш ранній Пам'ятник Світовому стражданню (1916) Івана Шадра у вигляді піраміди залишився нереалізованим, хоча про здійснення проєкту думали та після революції.
Важливість спадщини архітектури Стародавнього Єгипту в радянську епоху підтверджують проєкти представника авангарду Івана Леонідова (Проєкт Палацу Культури пролетарського району, 1930) і архітектора-новатора Олексія Душкіна (станція метро «Кропоткинська»), який побудував підземне «місто сонця». Євген Шервинський, використовуючи єгипетські теми ар-деко, створює інтер'єри гуртожитку в Тюфелевому гаю (не збереглися).
Протягом 1930-х років відбувалися пошуки радянського стилю в архітектурі. Рішенням партійного керівництва, як основа для такої архітектури була обрана архітектура Російської імперії стилів високого класицизму та бароко, а також італійського ренесансу. Серед різного роду ампірних елементів широке застосування знайшли й елементи єгипетської архітектури.
Як і в попередні епохи, як військові монументи радянського періоду, велику популярність мали обеліски. Також «у радянську епоху радикально змінилися ідеологічні завдання мистецтва, головною метою якого стало уславлення революції, її героїв і вождів. Революція представлялася подією всесвітнього масштабу, що неминуче висунуло на перший план монументальність як стильову домінанту. Це насамперед позначилося на вигляді Москви. Пам'ятники радянської епохи повинні були нести ідею величі та вічної пам'яті. Актуальність обеліска і піраміди виступила на тлі пошуків нової символіки, відмінної від християнської. Під революційний пам'ятник був пристосований обеліск („Обеліск свободи“, 1918), який отримав широке поширення через простоту, лаконічність й виразність свого способу». Пам'ятник-обеліск в Олександрівському саду, поставлений до 300-річчя дому Романових, був перероблений на честь героїв революції.

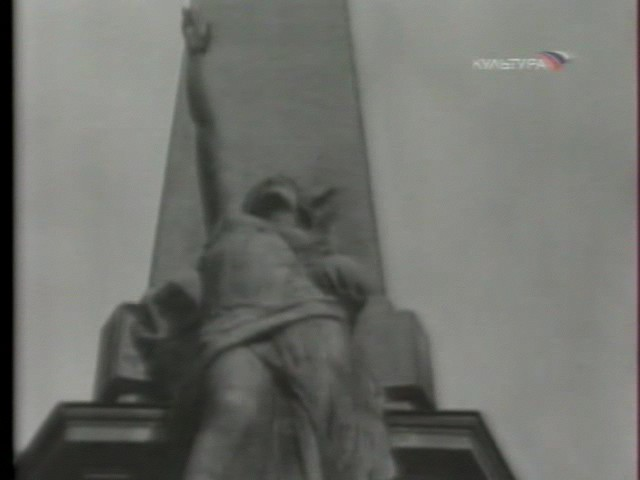
Обеліск Свободи (не зберігся)
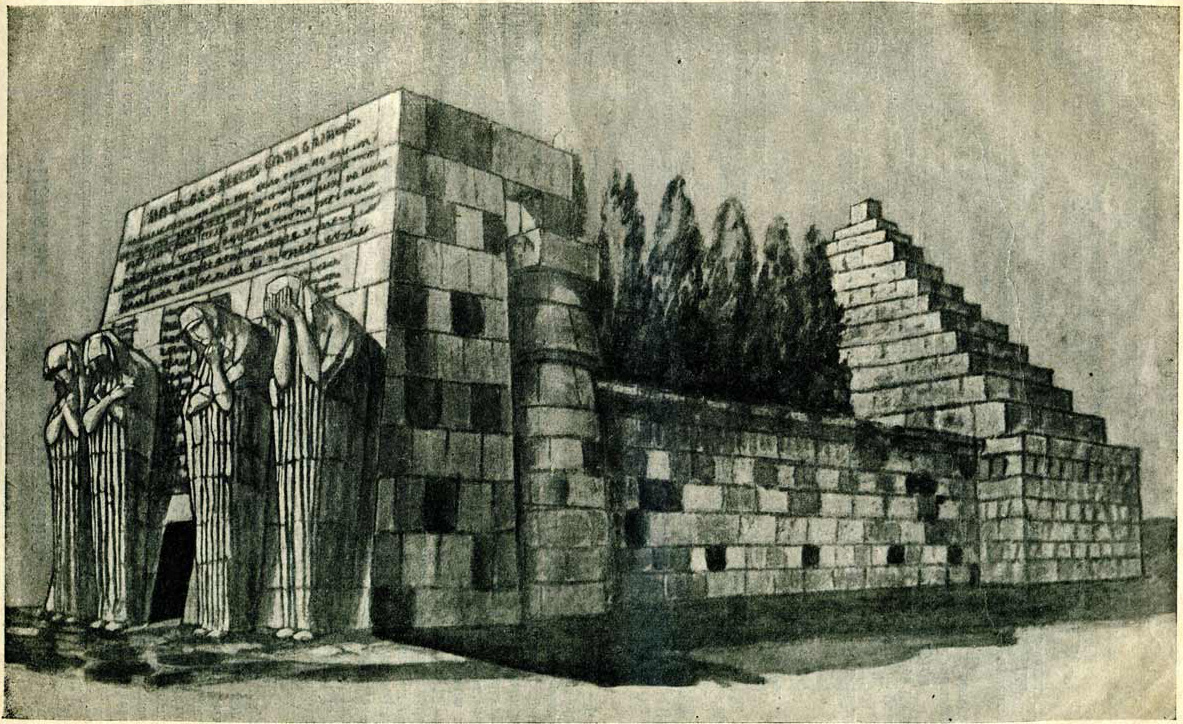
Пам'ятник Світовому стражданню
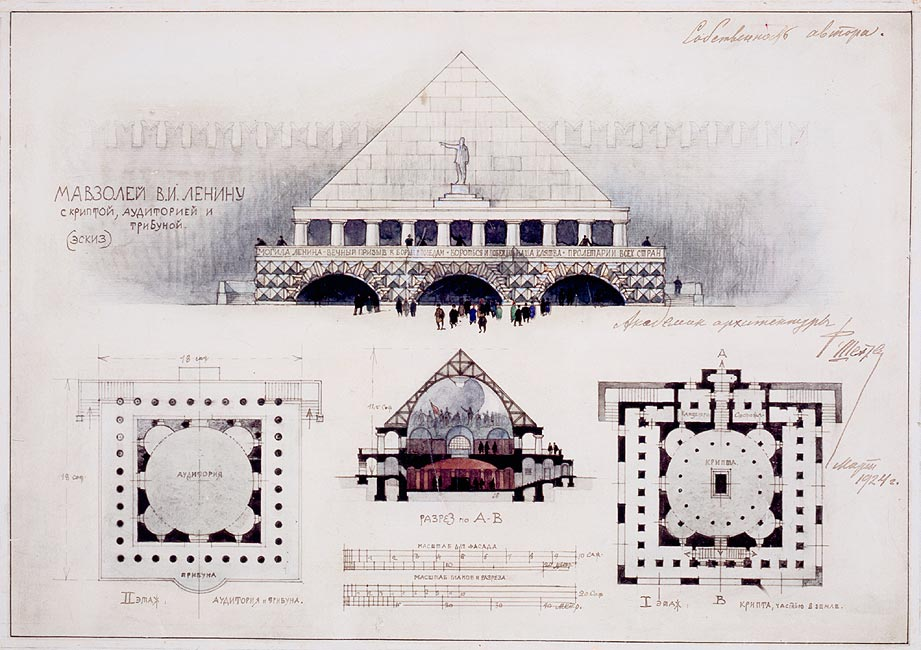
Проєкт Мавзолею у вигляді піраміди, арх. Ф. Шехтель
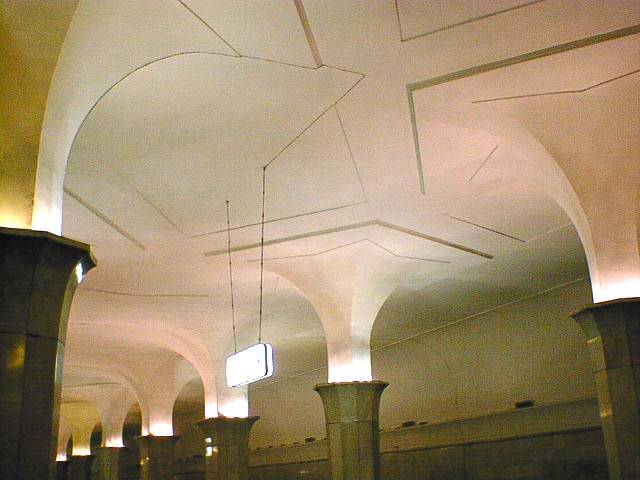
Кропоткинська - лотосоподібні колони

## Сучасність
З 1990-х років в Одесі єгипетський стиль набув невеликого поширення. У Аркадії було споруджено нічний клуб «Луксор» (розібрано у 2014 році), споруджено особняк на вул. Купріна, 5, магазини на Люстдорфській дорозі, 140в корпус 1.